# Negru
Negru este cea mai închisă culoare, rezultatul absenței sau absorbției complete a luminii vizibile. Este o culoare acromatică, o culoare fără nuanță, precum albul și griul. Este adesea folosit simbolic sau la figurat pentru a reprezenta întunericul, în timp ce albul reprezintă lumina. Albul și negru au fost adesea folosite pentru a descrie lucrurile opuse precum binele și răul, Evul Mediu Întunecat versus Iluminismul și noaptea versus ziua. Încă din Evul Mediu, negrul a fost culoarea simbolică a solemnității și autorității și din acest motiv este încă purtat în mod obișnuit de judecători și magistrați.
Negrul a fost una dintre primele culori folosite de artiști în picturile rupestre neolitice. În secolul al XIV-lea, negru era purtat de regalitate, cler, judecători și oficiali guvernamentali în mare parte din Europa. A devenit culoarea purtată de poeți, oamenii de afaceri și oameni de stat englezi în secolul al XIX-lea, și o culoare vestimentară în secolul XX. În Imperiul Roman, a devenit culoarea doliului, iar de-a lungul secolelor a fost frecvent asociată cu moartea, răul, vrăjitoarele și magia. Conform sondajelor din Europa și America de Nord, este culoarea cea mai frecvent asociată cu doliu, sfârșitul, secretele, magia, forța, violența, răul și eleganța.
Cerneala neagră este cea mai frecventă culoare folosită pentru tipărirea cărților, a ziarelor și a documentelor, deoarece oferă cel mai mare contrast cu hârtia albă fiind astfel cea mai ușoară culoare de citit. Similar, textul negru pe un ecran alb este cel mai frecvent format folosit pe ecranele computerului.
Acum cel mai frecventat nume legat de termenul ,,negru,, este chiar Negru Maria. 

## Etimologie
Cuvântul „negru” provine din latinescul niger, nigra, nigrum. Romanii antici aveau două cuvinte pentru negru: ater era un negru mat, șters, în timp ce niger era un negru strălucitor, saturat. Ater a dispărut din vocabular, însă niger a fost sursa denumirii țării Nigeria și a cuvântul pentru „negru” în limbile romanice moderne (franceză: noir, spaniolă și portugheză: negro, italiană: nero și română: negru). 
Germana veche avea, de asemenea, două cuvinte pentru negru: swartz pentru negru șters și blach pentru un negru luminos. Acestea sunt asemuite cu termenii din engleza medie swart pentru negru șters și blaek pentru negru luminos. Blaek a devenit în engleza modernă black.
Grecii antici foloseau uneori același cuvânt pentru a denumi culori diferite, dacă aveau aceeași intensitate. Kuanos putea însemna atât albastru închis cât și negru.
În heraldică, cuvântul folosit pentru culoarea neagră este sable, numit după blana neagră a samurului.

## Artă

### Preistorie
Negrul a fost una dintre primele culori folosite în artă. Peștera Lascaux din Franța conține desene de tauri și alte animale desenate de artiști din Paleolitic acum 18.000-17.000 de ani. Ei au început prin utilizarea cărbunelui, apoi au făcut pigmenți negri mai aprinși prin arderea oaselor sau măcinarea unei pulberi de oxid de mangan.

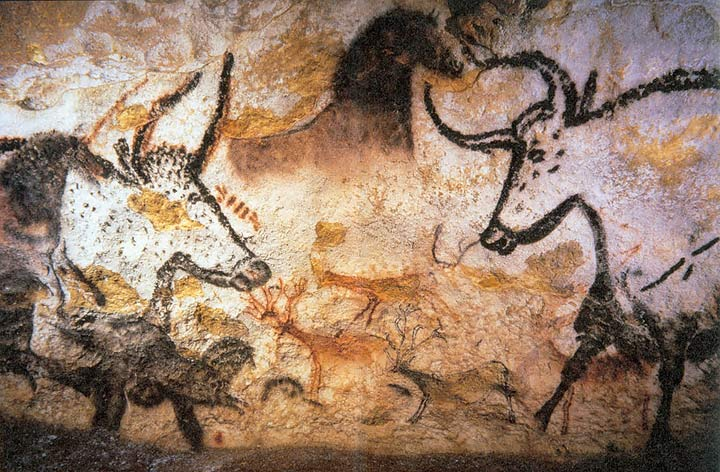
Picturi neolitice cu tauri în peștera Lascaux, cca. 17.000 de ani
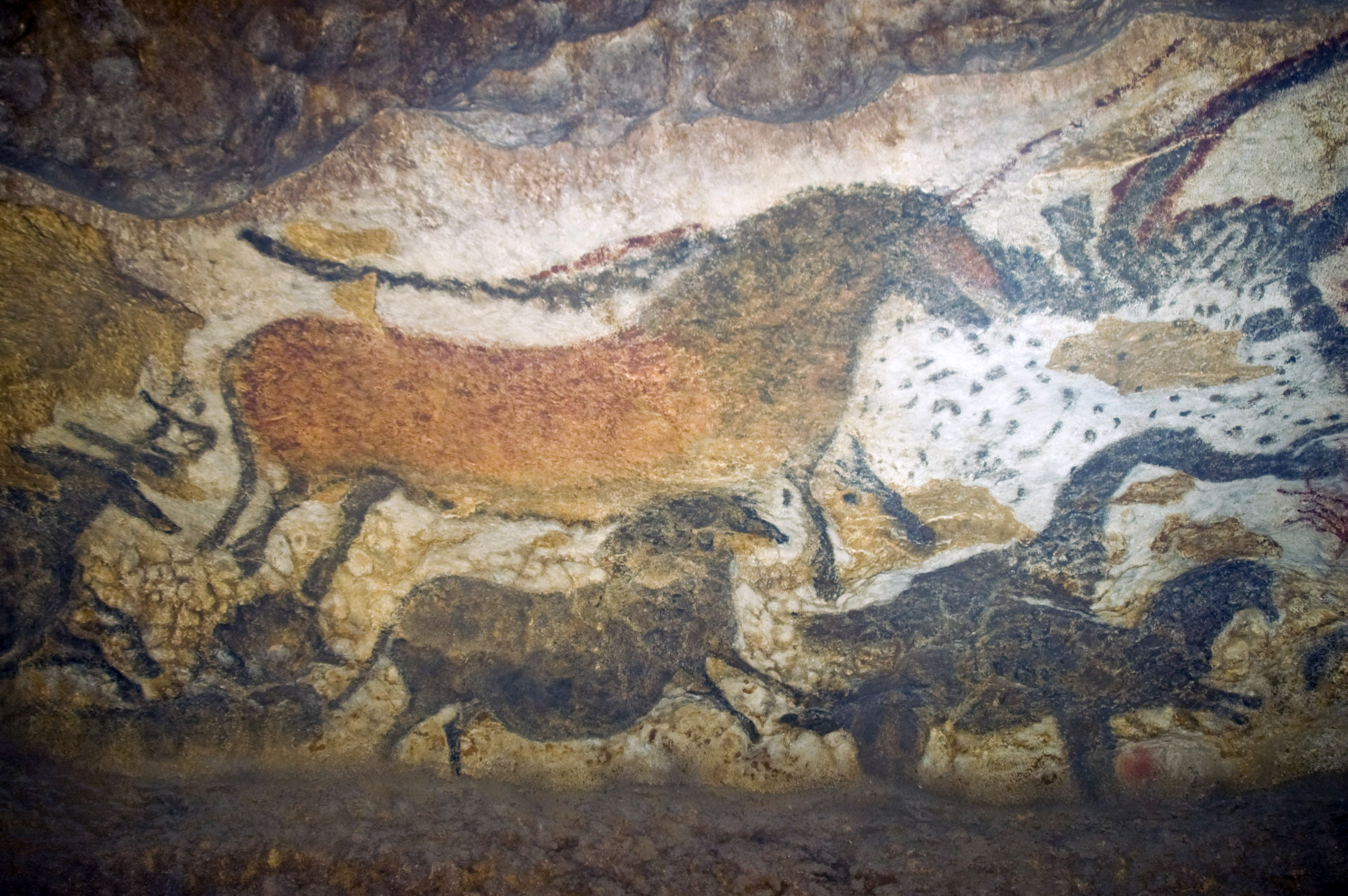
Reproducerea operei de artă Lascaux
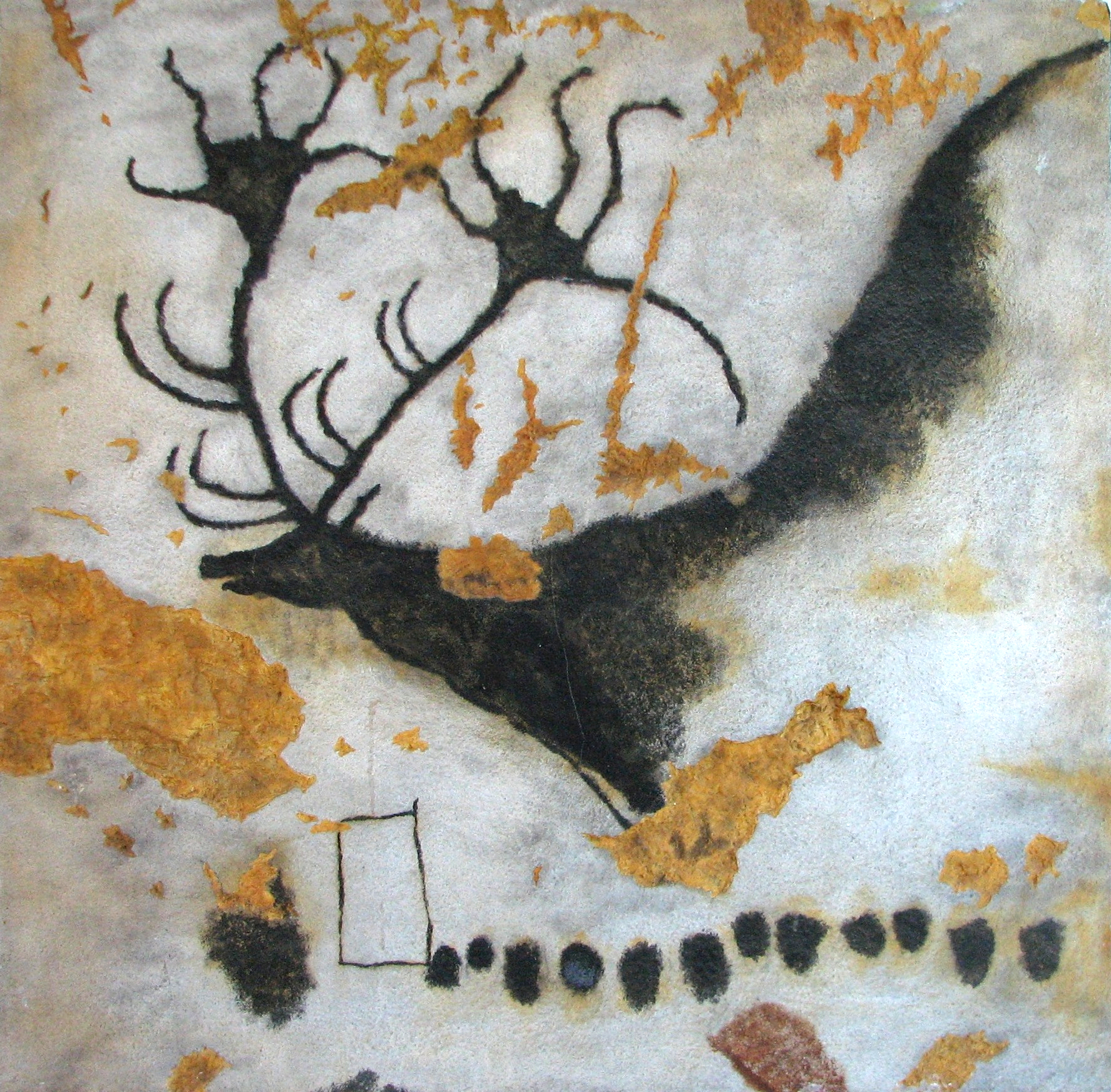
Megaloceros, peștera Lascaux
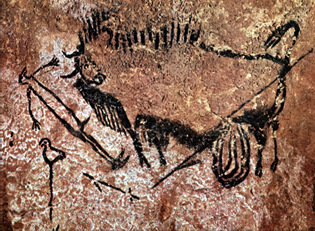
Faimoasa scenă din peștera Lascaux: un bărbat cu cap de pasăre și bizon (cca. 15.000-20.000)
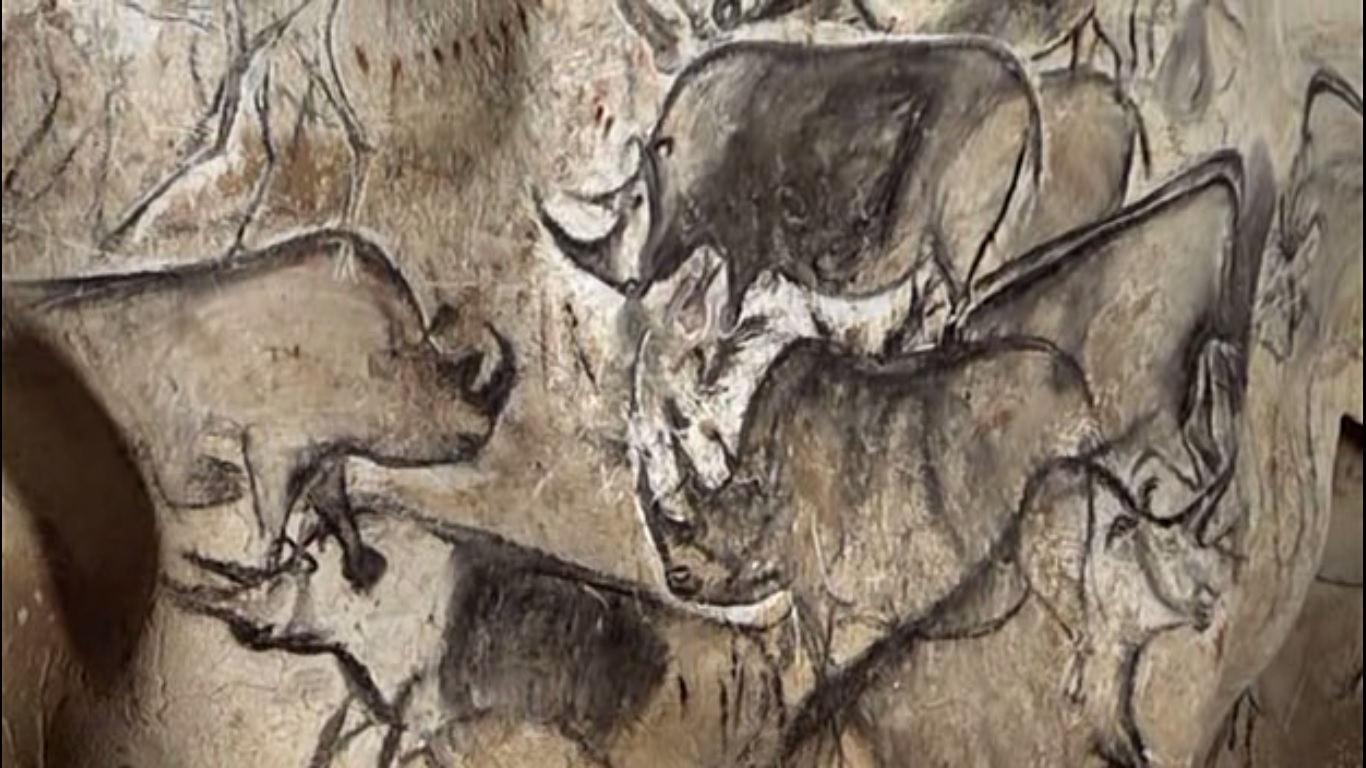
Grup de rinoceri, peștera Chauvet, Franța

### Lumea antică
Pentru vechii egipteni, negrul avea asociații pozitive, fiind culoarea fertilității și a solului negru  inundat de Nil. Era culoarea lui Anubis, zeul ce oferea protecție spiritelor morților în lumea de dincolo.
Pentru grecii antici, negrul era, de asemenea, culoarea lumii de dincolo, separată de lumea celor vii de râul Aheron, a cărui apă era neagră. Cei care au comis cele mai grave păcate erau în Tartar, cel mai adânc și mai întunecat nivel. În centru se afla palatul lui Hades, zeul infernului, unde era așezat pe un tron negru de abanos. Negrul era una dintre cele mai importante culori folosite de artiștii greci antici. În secolul al VI-lea î.Hr., au început să facă ceramică cu figuri neagre și mai târziu ceramică cu figuri roșii, folosind o tehnică extrem de originală.
În ierarhia socială a Romei antice, violetul era culoarea rezervată împăratului, roșu era culoarea purtată de soldați (mantii roșii pentru ofițeri, tunici roșii pentru soldați); albul era culoarea purtată de preoți iar negrul era purtat de meșteri și artizani. Negrul pe care îl purtau nu era o nuanță puternică și bogată.
În latină, cuvântul pentru negru, ater și pentru a întuneca, atere, au fost asociate cu cruzimea, brutalitatea și răul. Ele au fost rădăcina cuvintelor „atroce” și „atrocitate”. Negrul era în Roma antică culoarea morții și a doliului. În secolul al II-lea î.Hr., magistrații romani au început să poarte o togă întunecată, numită toga pulla, la ceremonii funerare. Mai târziu, sub Imperiu, familia decedatului purta culori întunecate o perioadă lungă; apoi, după un banchet care marca sfârșitul doliu, negrul se schimba cu o togă albă. În poezia romană, moartea era numită hora nigra, ora neagră.
Popoarele germane și scandinave se închinau la zeița nopții, Nótt, care străbătea cerul într-un car pe care era desenat un cal negru. În același timp, ei se temeau de Hel, zeița împărăției morților, a cărei piele era neagră pe o parte și roșie pe cealaltă. Pentru ei, corbul era sacru. Ei credeau că Odin, zeul suprem nordic, avea doi corbi negri, Hugin și Munin, care serveau ca agenți ai săi, călătorind  în lume și care seara îi povesteau zeului Odin tot ce se întâmplă pe pământ.

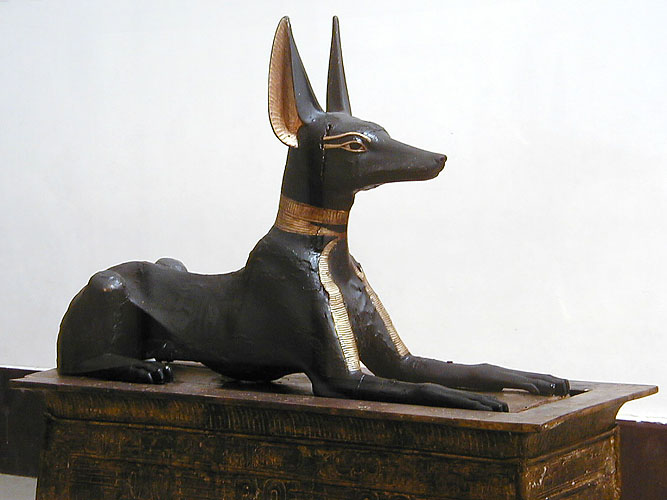
Statuia lui Anubis, protector al spiritelor morților de la mormântul lui Tutankhamon.
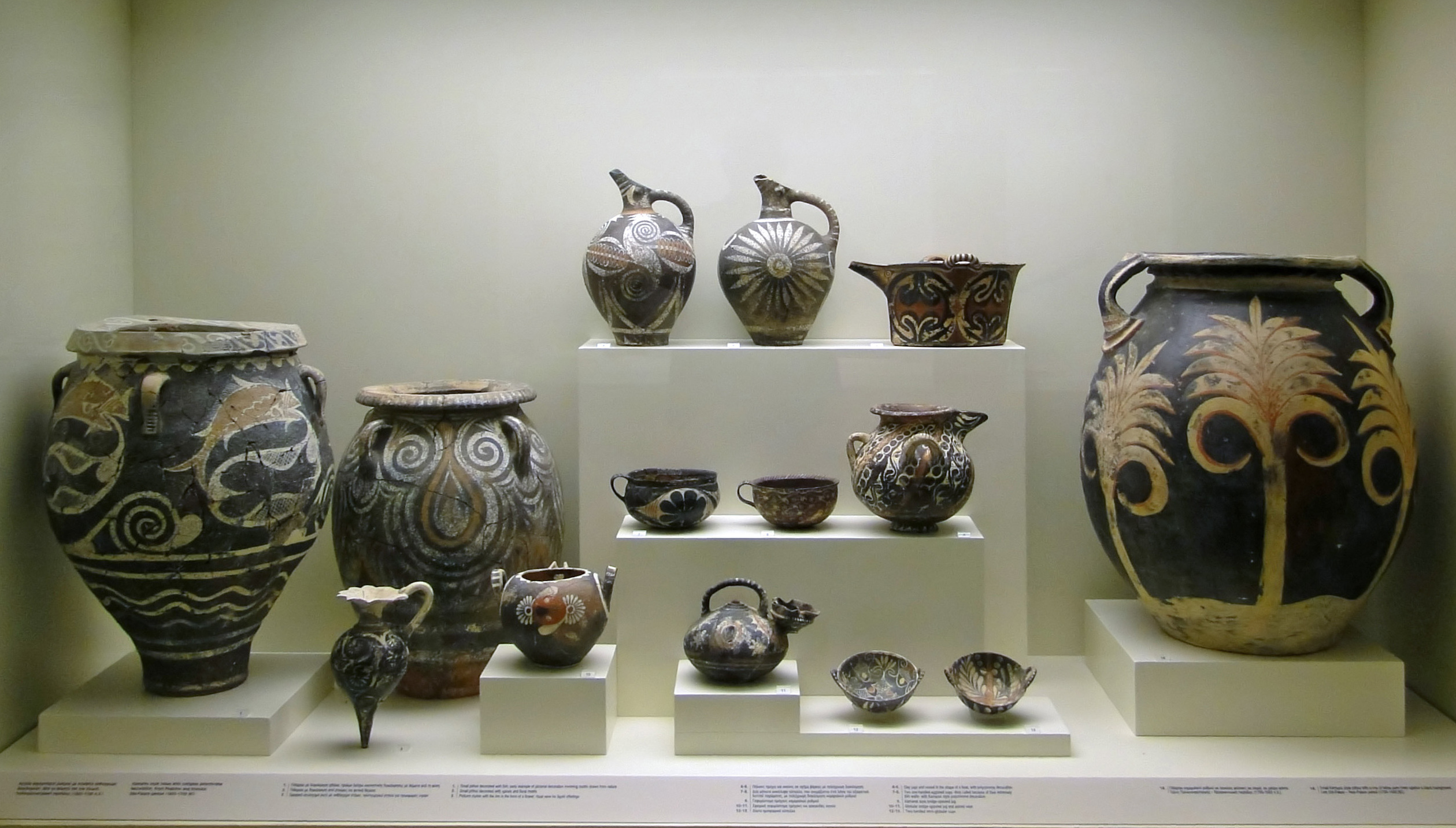
Vase Kamares aparținând civilizației minoice, 1850-1675 î.Hr.
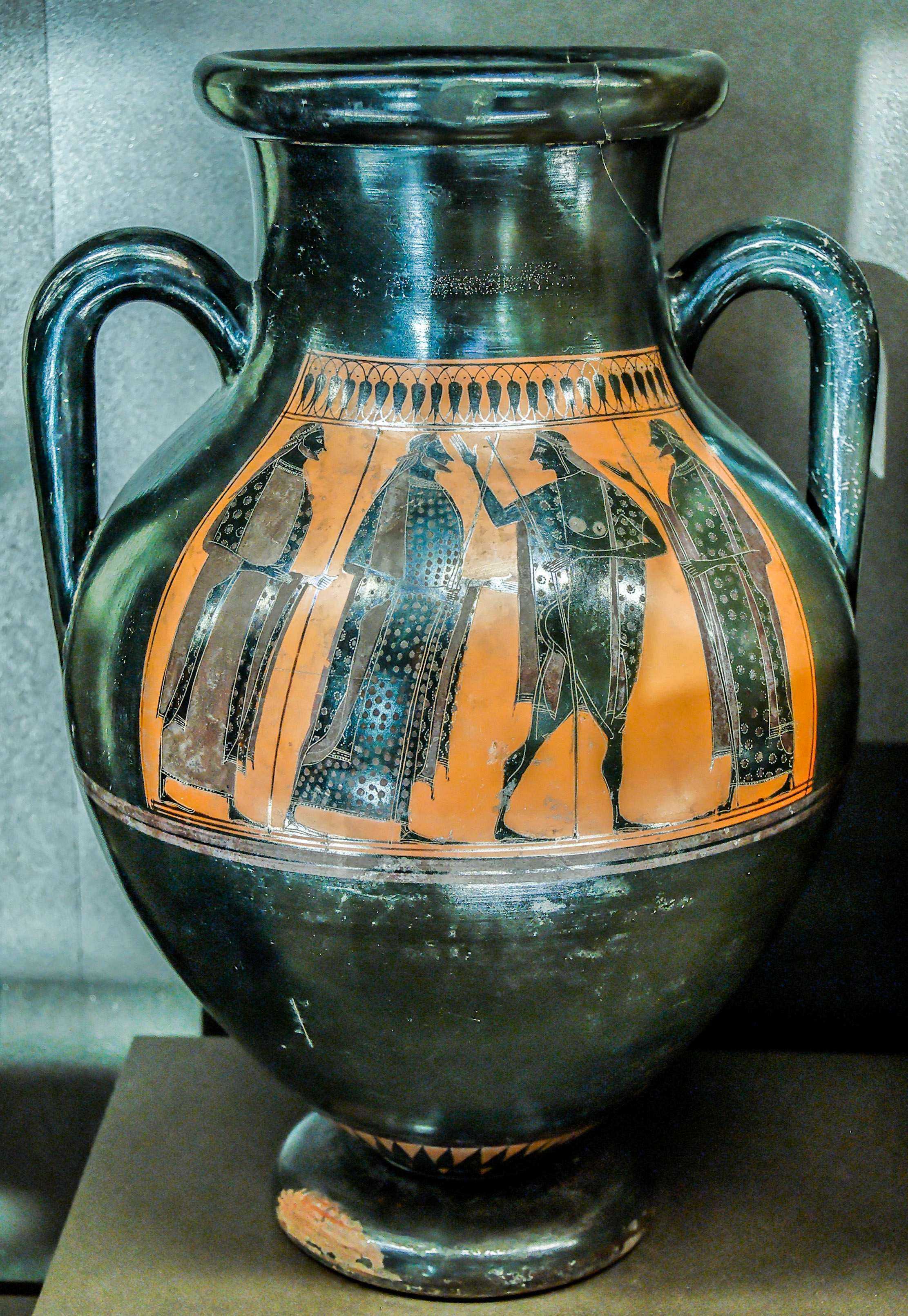
Amforă grecească.
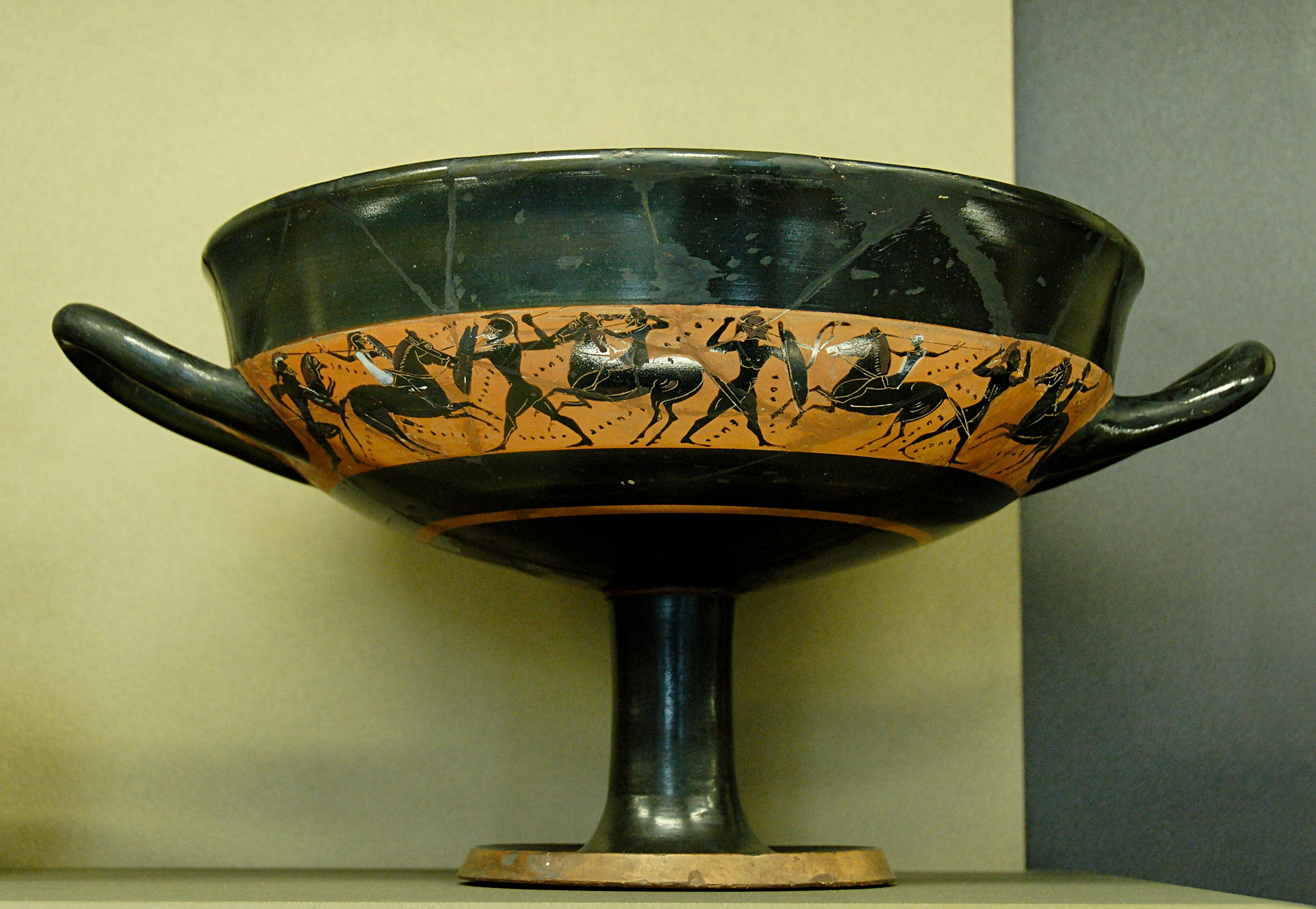
Ceramică grecească cu figuri negre, cca. 540 î.Hr.
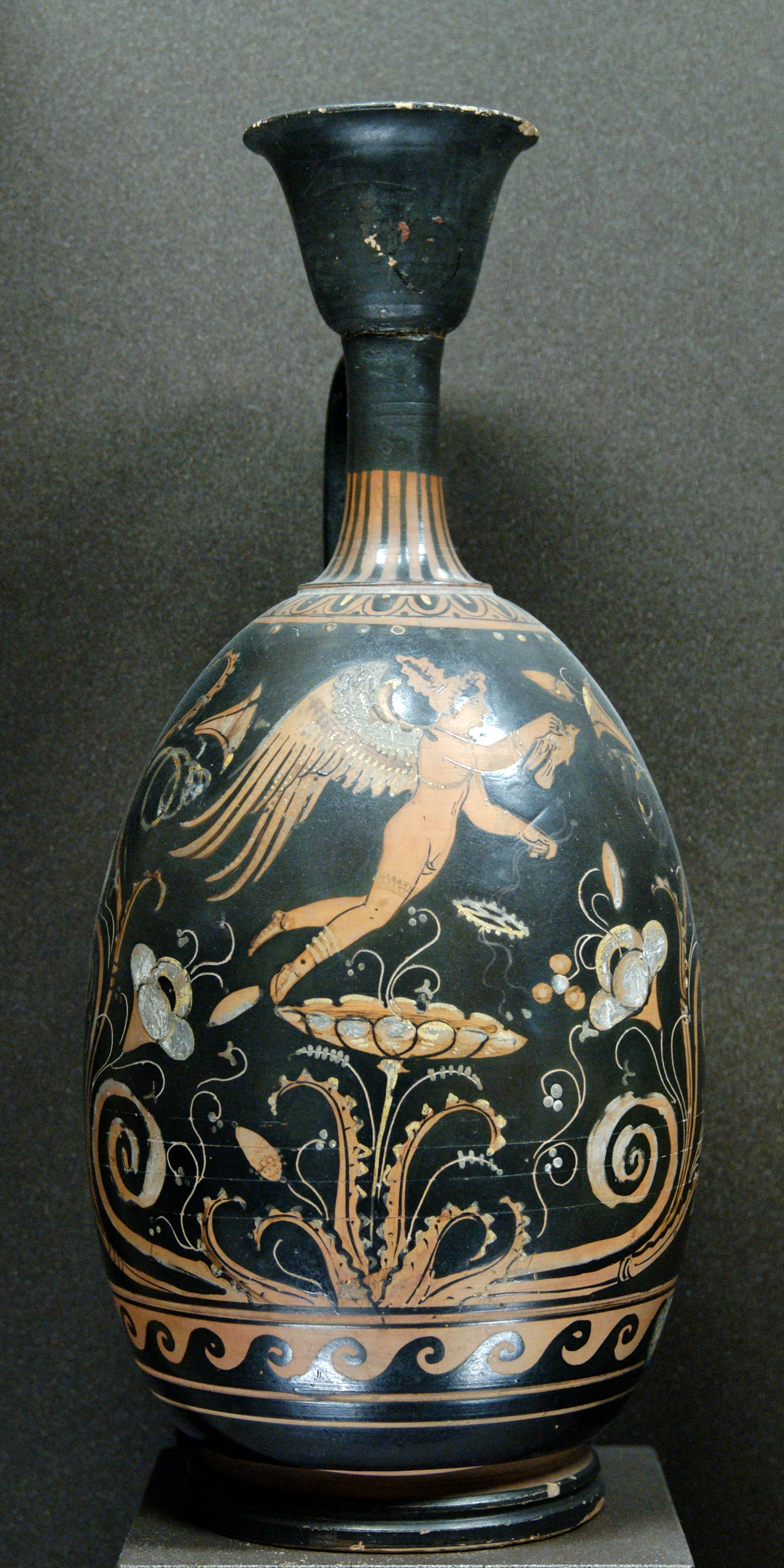
Eros reprezentat pe un vas grecesc negru

### Istorie postclasică
În Evul Mediu timpuriu, negrul era frecvent asociat cu întunericul și răul. În picturile medievale, diavolul era de obicei înfățișat ca având formă umană, dar cu aripi și piele sau păr negru.

#### Secolele XII și XIII
Negrul nu avea prestigiul roșului, culoarea nobilimii. A fost purtat de călugării benedictini ca semn al smereniei și al penitenței. În secolul al XII-lea a izbucnit o faimoasă dispută teologică între călugării cistercieni, care purtau alb, și benedictini, care purtau negru. Un stareț benedictin, Pierre Venerabilul, i-a acuzat pe cistercieni de mândrie excesivă de a purta alb în loc de negru. Sfântul Bernard de Clairvaux, fondatorul cistercienilor a răspuns că negrul este culoarea diavolului, iadului, „a morții și a păcatului”, în timp ce albul reprezenta „puritatea, inocența și toate virtuțile”.
Negrul simboliza atât puterea, cât și secretul în lumea medievală. Emblema Sfântului Imperiu Roman al Germaniei era un vultur negru. „Cavalerul negru” în poezia Evului Mediu era o figură enigmatică, de obicei identitatea sa era înfășurată în secret.
Cerneala neagră, inventată în China, a fost folosită în mod tradițional în Evul Mediu pentru scriere din simplul motiv că negrul era cea mai întunecată culoare și, prin urmare, oferea cel mai mare contrast cu hârtia albă sau pergamentul, ceea ce o făcea culoarea cea mai ușor de citit. A devenit și mai importantă în secolul al XV-lea, odată cu invenția tiparului. A fost creată un nou tip de cerneală din funingine, terebentină și ulei de nucă. Noua cerneală a făcut posibilă răspândirea ideilor către un public de masă prin cărți tipărite și popularizarea artei prin gravuri și printuri alb-negru. Datorită contrastului și clarității sale, cerneala neagră pe hârtie albă a continuat să fie standardul pentru tipărirea de cărți, ziare și documente; și din același motiv textul negru pe un fundal alb este cel mai frecvent format folosit pe ecranele computerului.

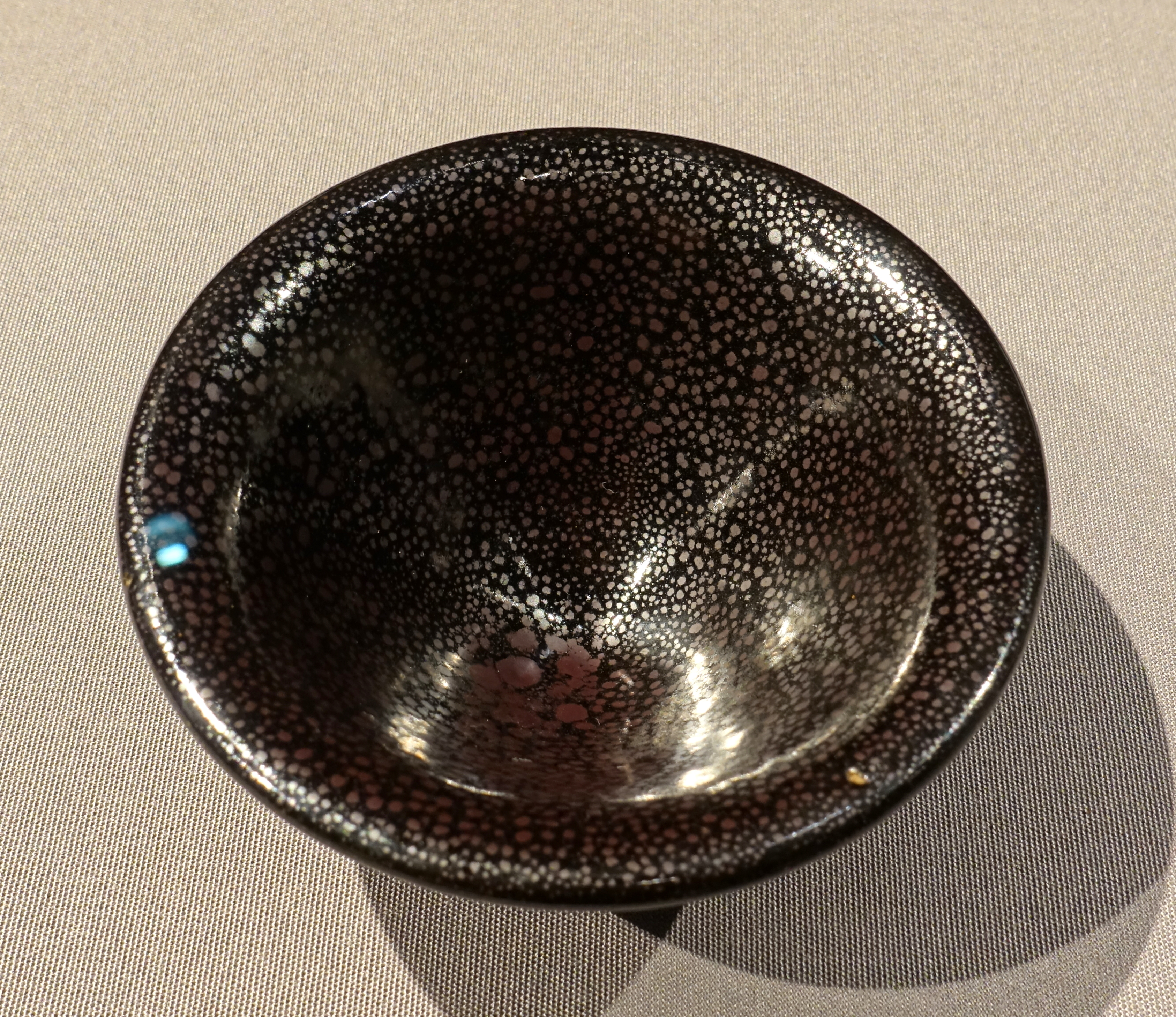
Vas chinezesc, dinastia Jin
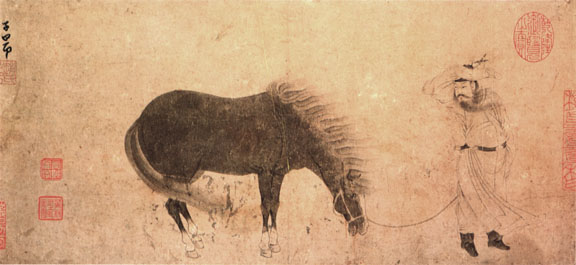
Bărbat și calul său în vânt, dinastia Yuan
Portretul unui călugăr din ordinul benedictin (1484)
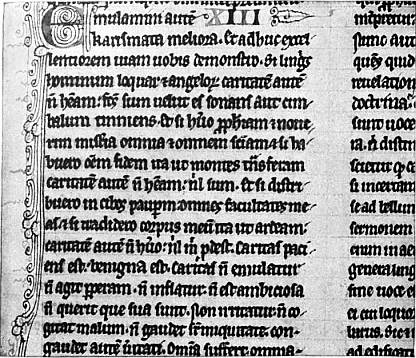
Biblie latină din sec. XIII. Cerneala neagră a fost folosită pentru scriere deoarece oferea cel mai mare contrast cu hârtia albă, fiind culoarea cel mai ușor de citit.

#### Secolele XIV și XV
În Evul Mediu timpuriu, prinții, nobilii și bogații purtau de obicei culori aprinse, în special pelerine stacojie din Italia. Negrul făcea parte rar din garderoba unei familii nobile. O singură excepție a fost blana de samur. Această blană neagră lucioasă, de la un animal din familia jderilor, a fost cea mai fină și mai scumpă blană din Europa.
În secolul al XIV-lea, statutul culorii negre a început să se schimbe. În primul rând, coloranții negri de înaltă calitate au început să ajungă pe piață, permițând îmbrăcăminte cu un negru profund, bogat. Magistrații și oficialii guvernamentali au început să poarte haine negre, ca semn al importanței și seriozității pozițiilor lor. Un al treilea motiv a fost trecerea legilor somptuare în unele părți ale Europei, care interzicea purtarea de haine costisitoare și anumite culori de către oricine, cu excepția membrilor nobilimii. Celebrele mantale stacojiu aprins de la Veneția și țesăturile albastru-păun din Florența erau limitate la nobilime. Bancherii înstăriți și comercianții din nordul Italiei au răspuns trecând la la haine și rochii negre confecționate cu cele mai scumpe țesături.
Trecerea la un negru mai auster, dar elegant, a fost repede aleasă și de regi și nobilime. A început în nordul Italiei, unde ducele de Milano, contele de Savoia și conducătorii din Mantua, Ferrara, Rimini și Urbino au început să se îmbrace în negru. S-a răspândit apoi în Franța prin Ludovic I, Duce de Orléans, fratele mai mic al regelui Carol al VI-lea al Franței. S-a mutat în Anglia la sfârșitul domniei regelui Richard al II-lea (1377-1399), când toată curtea a început să poarte negru. În 1419-1420, negrul a devenit culoarea puternicului duce de Burgundia, Filip cel Bun. Negrul a ajuns în Spania, unde a devenit culoarea habsburgilor spanioli, a lui Carol al V-lea și a fiului său, Filip al II-lea al Spaniei (1527-1598). Conducătorii europeni au văzut că este culoarea puterii, demnității, smereniei și cumpătării. Până la sfârșitul secolului al XVI-lea, era culoarea purtată de aproape toți monarhii din Europa și curțile lor.

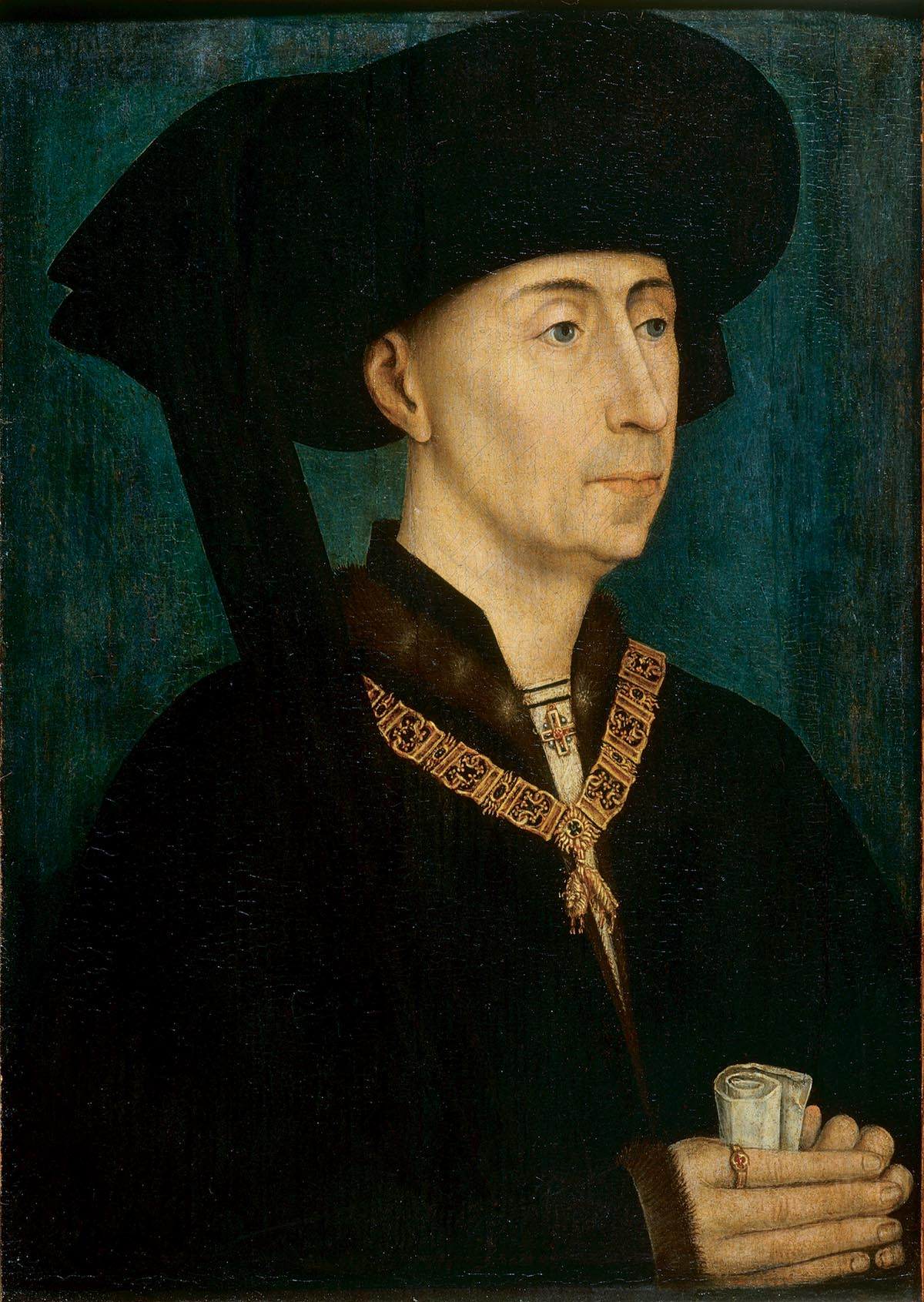
Filip cel Bun în jurul anului 1450
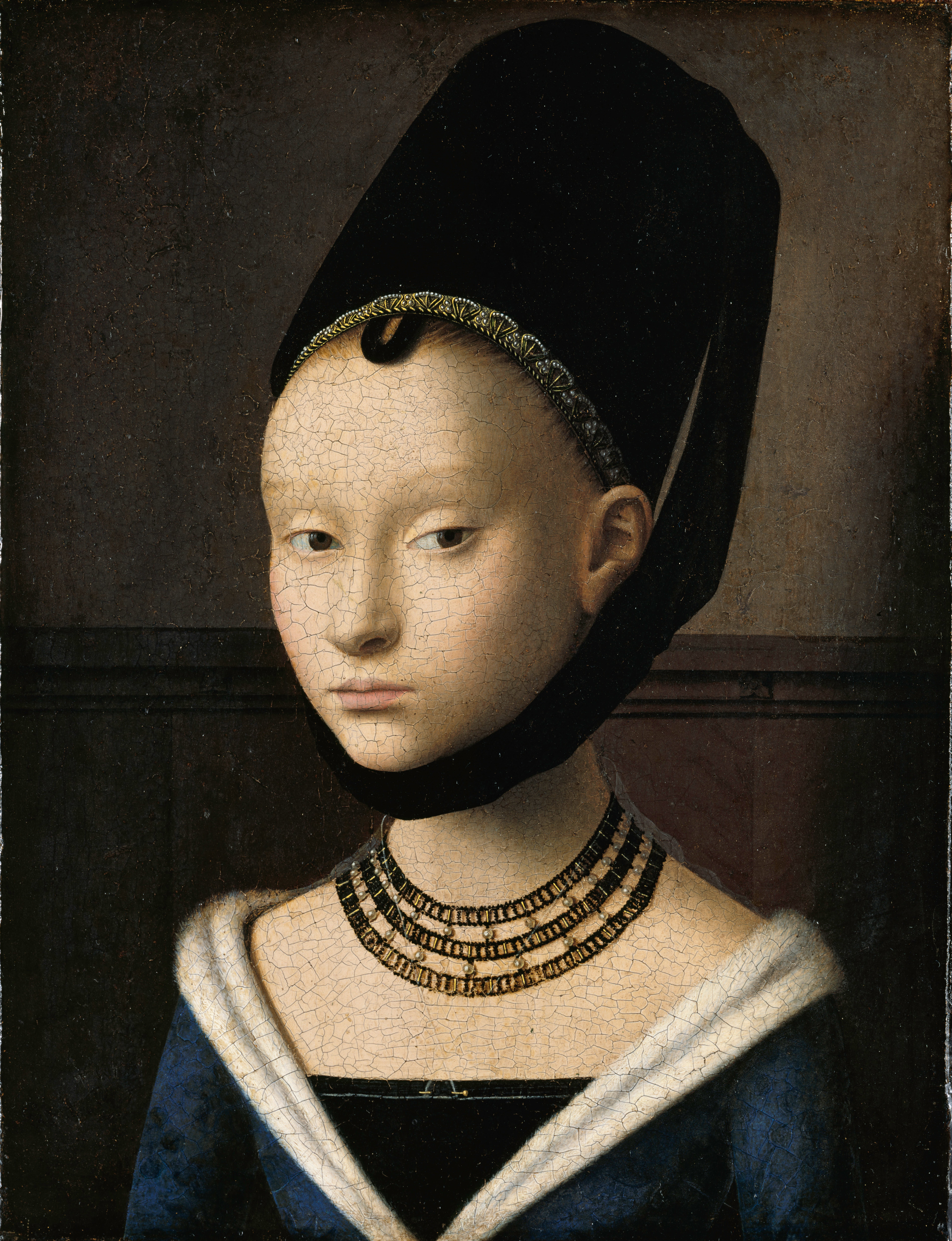
Portret al unei tinere de Petrus Christus (cca. 1470)
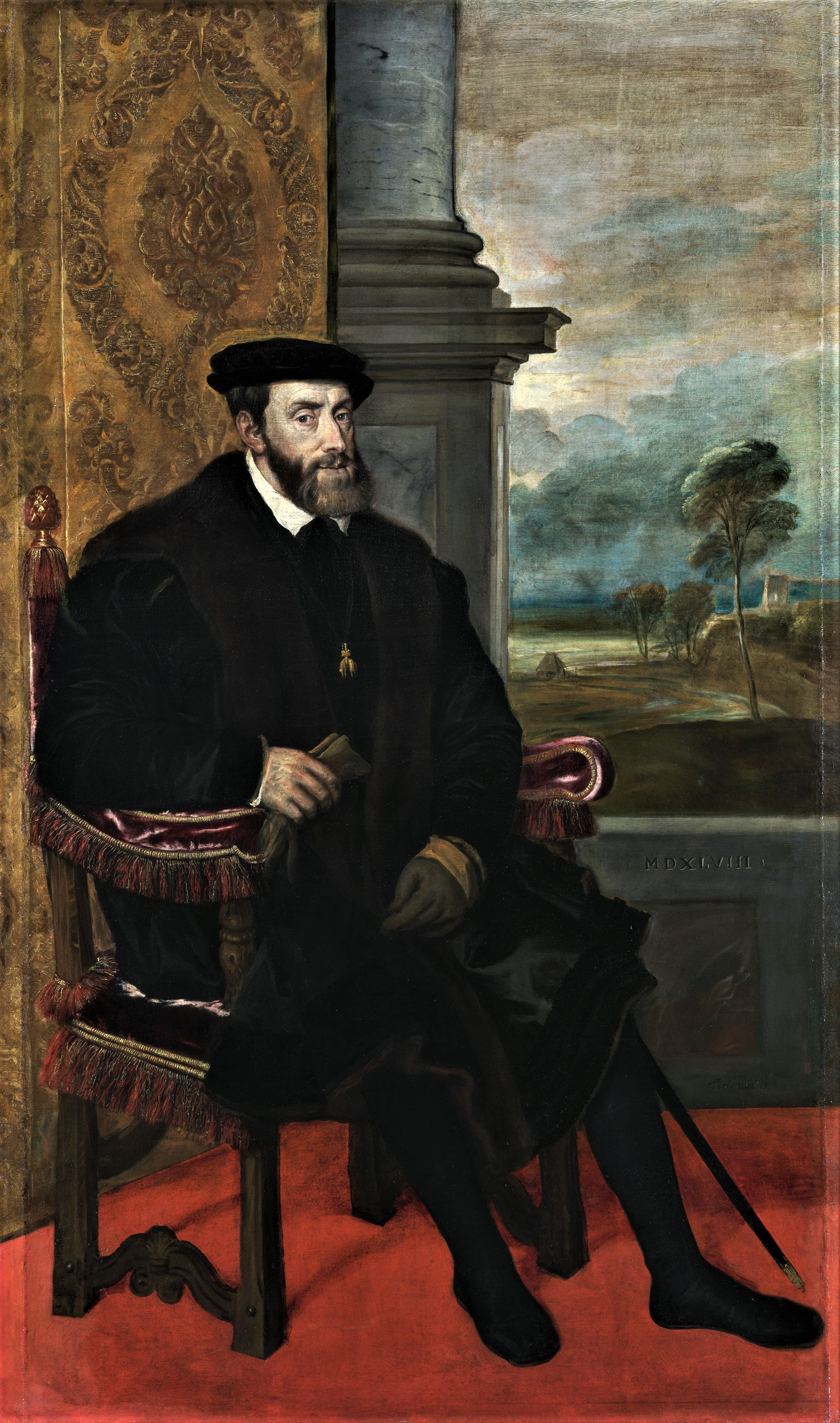
Carol Quintul, de Tițian, 1548
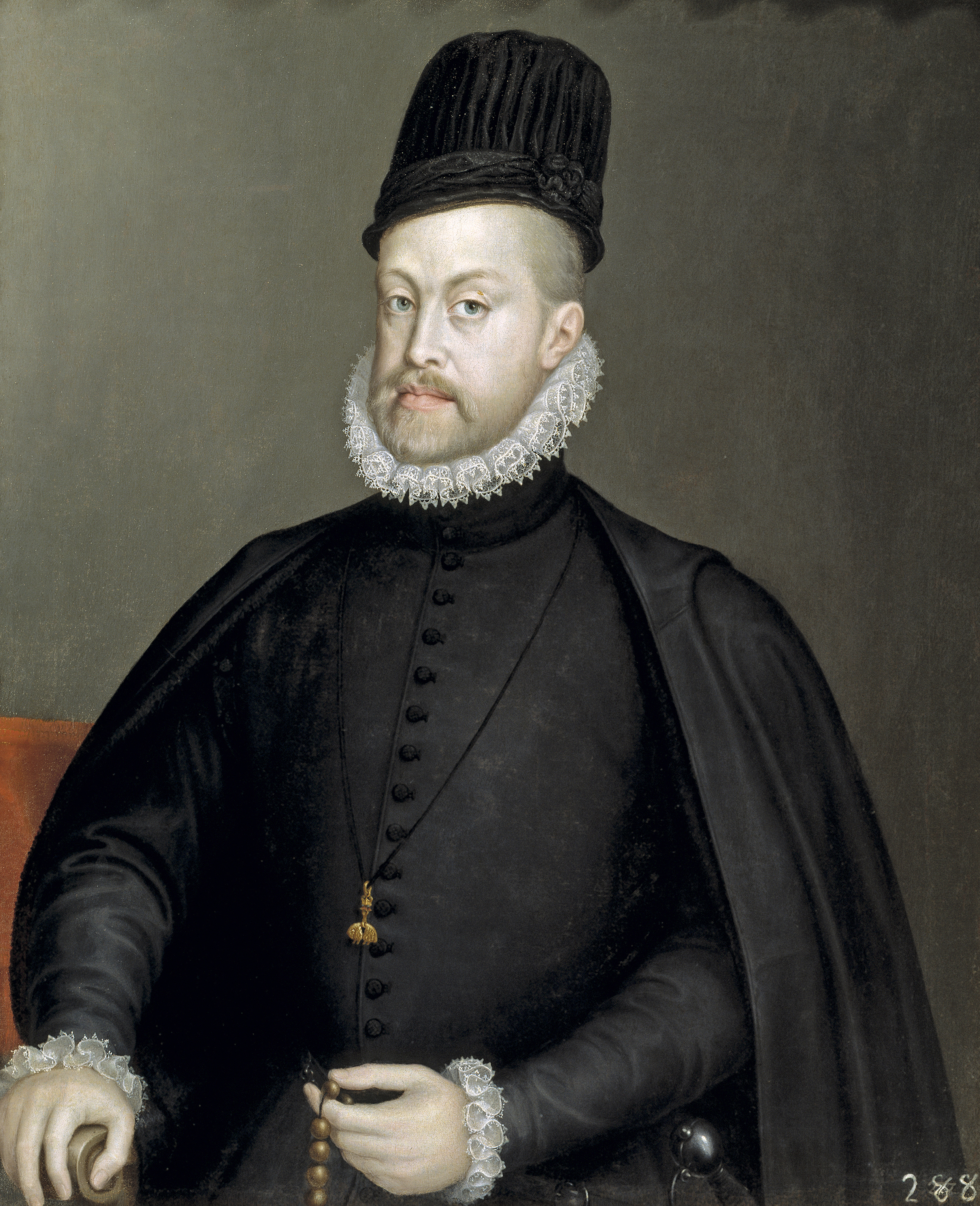
Portret al lui Filip al II-lea al Spaniei, 1573
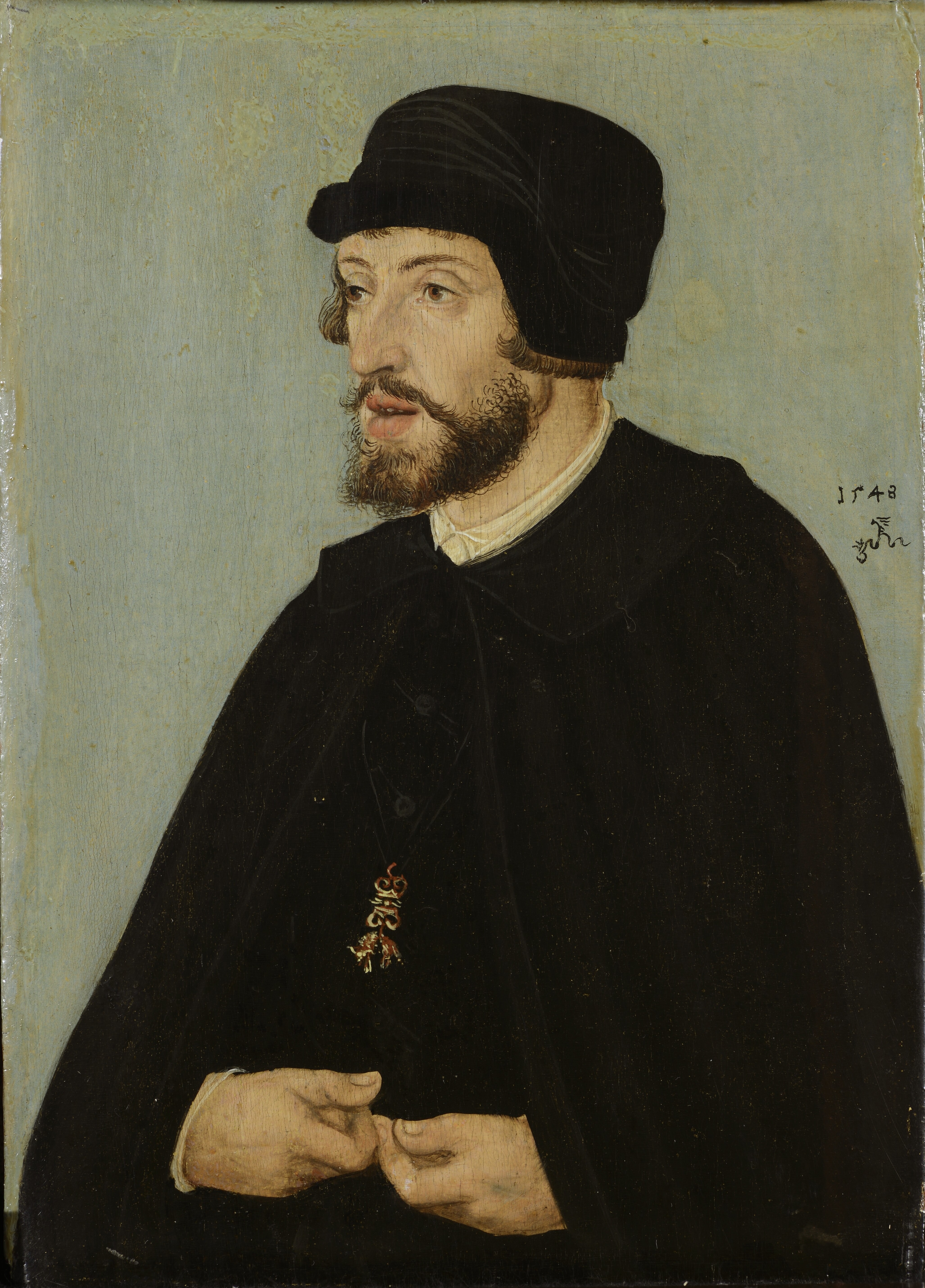
Împăratul Ferdinand I, fratele mai mic al împăratului Carol Quintul în doliu și cu Ordinul Lânii de Aur, 1548

### Istorie modernă

#### Secolele XVI și XVII
În timp ce negrul era culoarea purtată de conducătorii catolici ai Europei, a fost și culoarea emblematică a Reformei protestante din Europa și a puritanilor din Anglia și America. Jean Calvin, Philip Melanchthon și alți teologi protestanți au denunțat interioarele bogat colorate și decorate ale bisericilor romano-catolice. Ei priveau culoarea roșie, purtată de Papă și cardinali, drept culoarea luxului, a păcatului și a nebuniei umane. În unele orașe din nordul Europei, mulțimile au atacat bisericile și catedralele, au spart vitralii și au stricat statuile și decorațiunile. În doctrina protestantă, îmbrăcămintea trebuia să fie sobră, simplă și discretă. Culorile apinse au fost înlocuite de negru, maro și gri; femeilor și copiilor li se recomanda să poarte alb.
În Țările de Jos protestante, Rembrandt a folosit această nouă paletă de negru și maro pentru a crea portrete ale căror fețe ieșeau la iveală din umbre exprimând emoțiile umane cele mai profunde. Pictorii catolici ai Contrareformei, precum Rubens, au mers în direcția opusă; și-au umplut picturile cu culori aprinse și bogate. Noile biserici baroce ale Contrareformei erau de obicei de un alb strălucitor în interior și pline cu statui, fresce, marmură, aur și tablouri colorate, pentru a atrage publicul. Dar catolicii europeni din toate clasele, precum protestanții, au adoptat în cele din urmă o ținută sobră care era în mare parte alcătuită din negru, maro și gri.

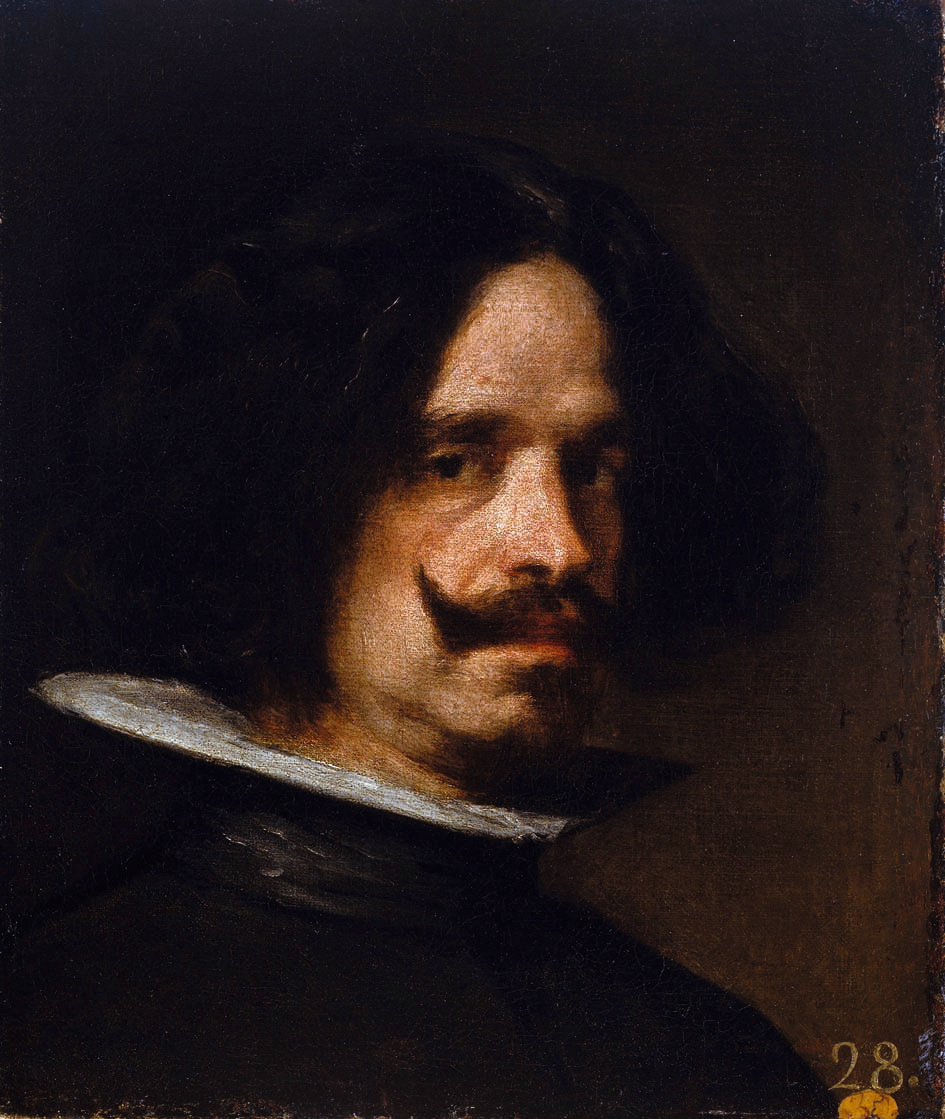
Autoportret, de Diego Velázquez (1650)
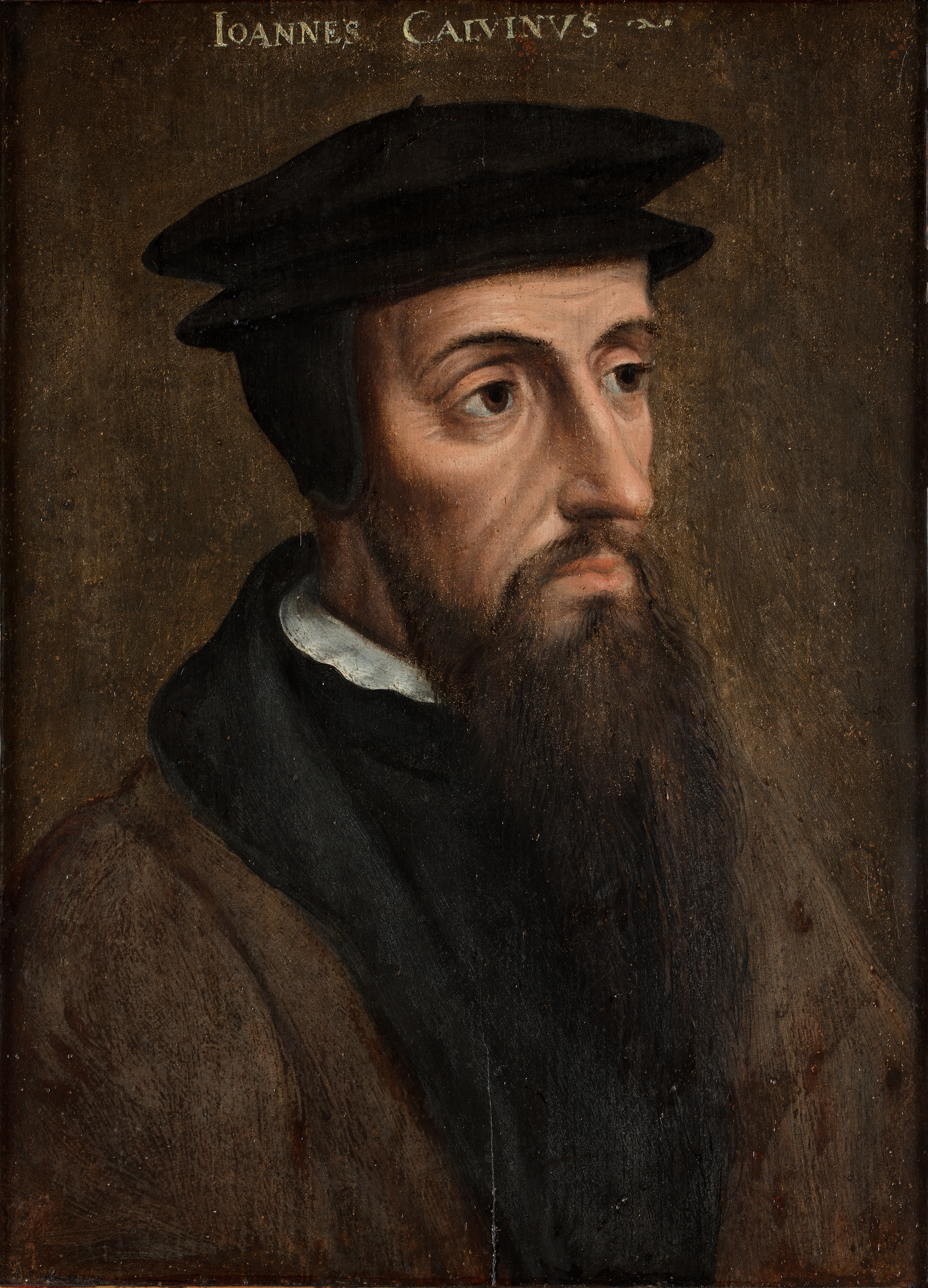
Teologul elvețian Jean Calvin a denunțat culorile aprinse purtate de preoții romano-catolici și decorarea colorată a bisericilor.
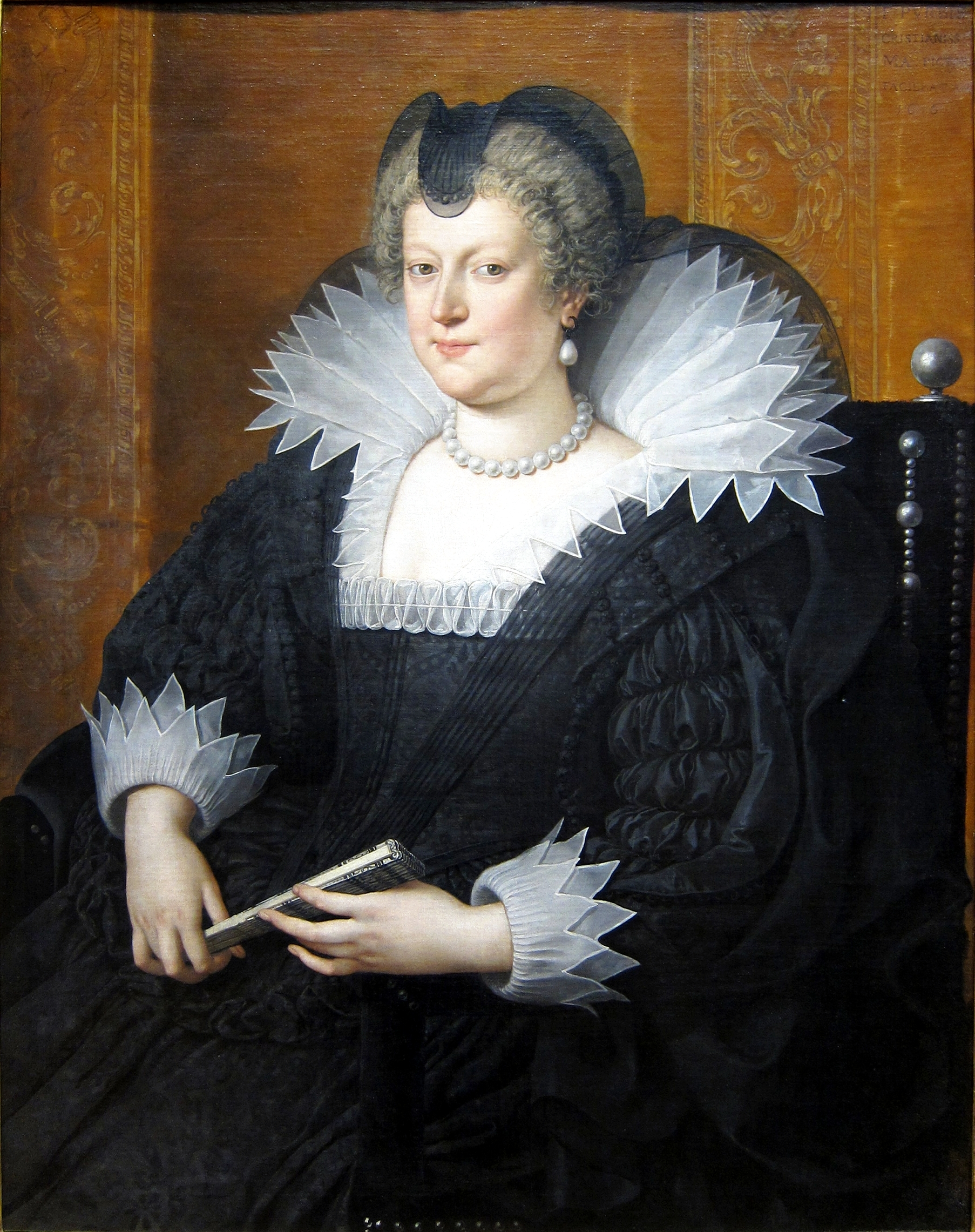
Maria de Medici (1616)
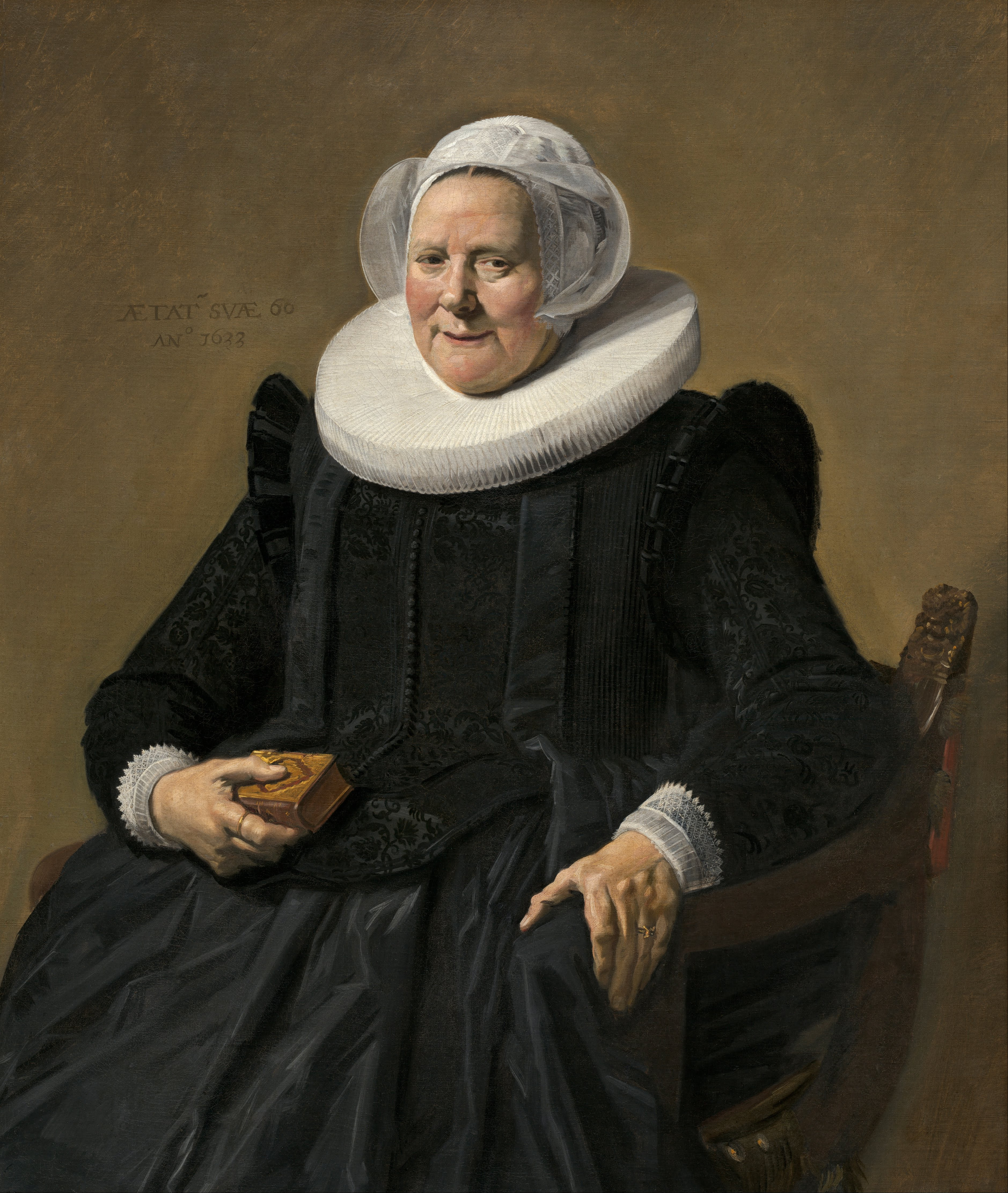
Portret al unei femei în vârstă, de Frans Hals (1633)
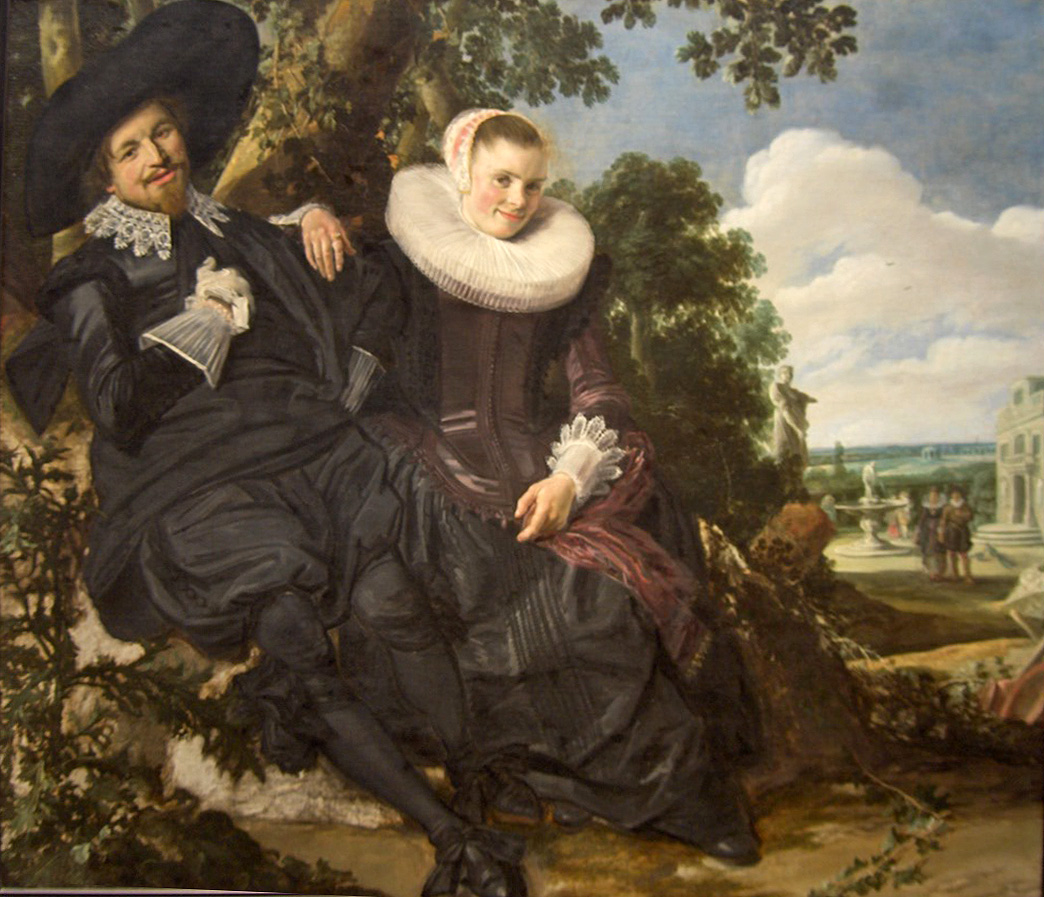
Portret de nuntă a lui Issac Abrahamsz Massa și Beatrix van der Laen, de Frans Hals (1622)
Autoportret, de Rembrandt (1659)

#### Secolele XVIII și XIX

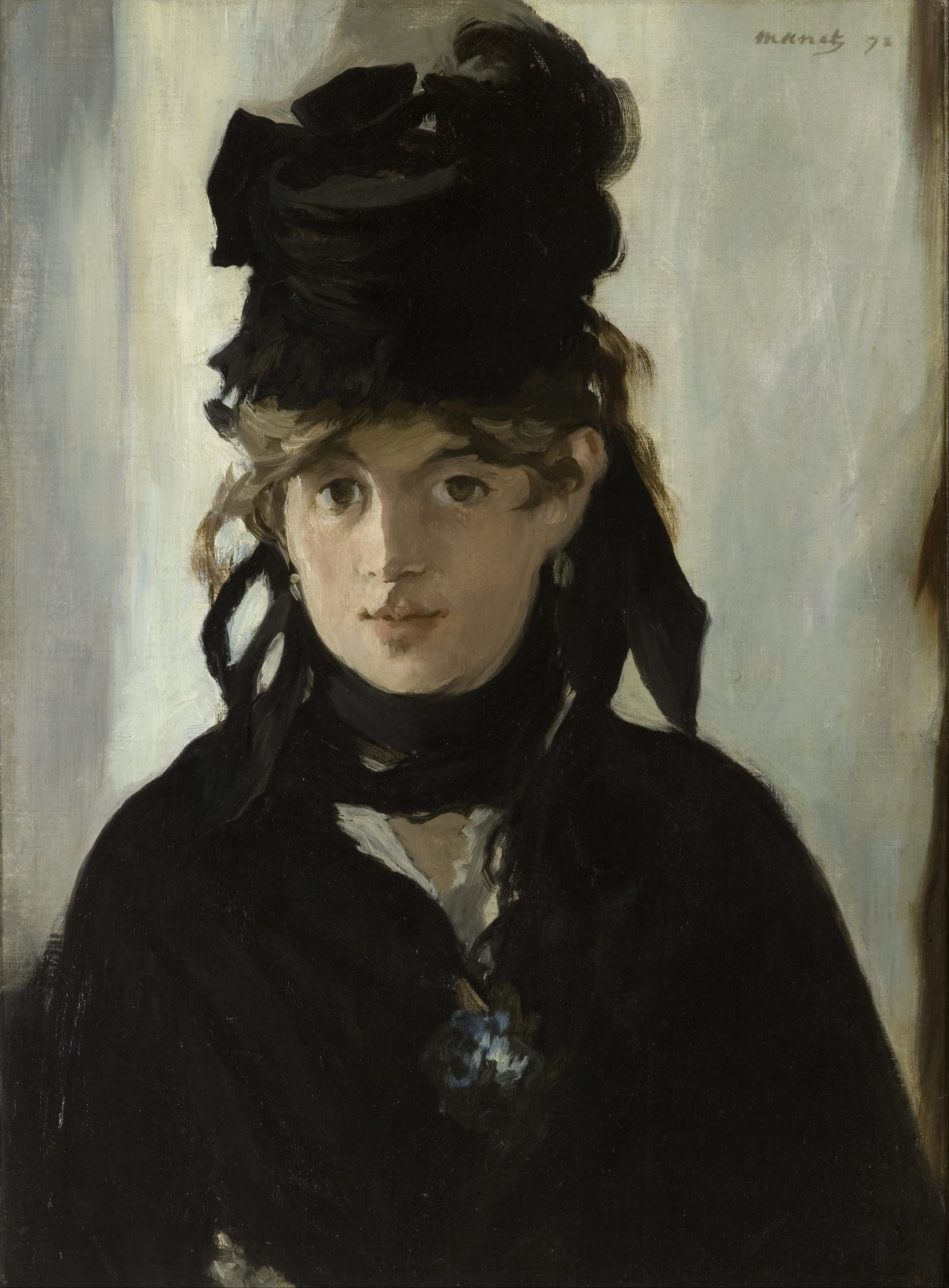
Berthe Morisot cu un buchet de violete de Édouard Manet, 1872

În secolul al XVIII-lea, în perioada europeană a Iluminismului, negrul nu mai era o culoare vestimentară. Parisul a devenit capitala modei, iar pastelurile, albastru, verde, galben și alb au devenit culorile nobilimii și claselor superioare. După Revoluția franceză, negrul a devenit din nou culoarea dominantă. Negrul a fost culoarea revoluției industriale, alimentată în mare parte de cărbune, iar mai târziu de petrol. Datorită fumului de cărbune, clădirile marilor orașe din Europa și America s-au înnegrit treptat. Până în 1846, zona industrială a West Midlands a Angliei era „numită în mod obișnuit 'Țara Neagră'”. Charles Dickens și alți scriitori au descris străzile întunecate și cerul fumuriu al marilor orașelor și au fost ilustrate în gravuri.
Un alt tip de negru era o parte importantă a mișcării romantice în literatură. Negrul era culoarea melancoliei, tema dominantă a romantismului. Romanele perioadei erau pline de castele, ruine, temnițe, furtuni și întâlniri la miezul nopții. Poeții de frunte ai mișcării erau de obicei înfățișați îmbrăcați în negru, de obicei cu o cămașă albă și guler deschis, cu o eșarfă aruncată neglijent peste umăr. Percy Bysshe Shelley și Lord Byron au ajutat la crearea stereotipului de durată al poetului romantic.
Invenția unor coloranți negri sintetici noi, ieftini și industrializarea industriei textile a însemnat că, pentru prima dată, oamenii obișnuiți aveau acces la haine negre de bună calitate. În secolul al XIX-lea, negrul a devenit treptat cea mai populară culoare a rochiei de afaceri din clasele superioare și mijlocii din Europa și America.
Negrul a dominat literatura și moda în secolul al XIX-lea și a jucat un rol important în pictură. James McNeil Whistler a făcut din negru subiectul celei mai cunoscute picturi, Aranjament în gri și negru numărul unu (1871), mai cunoscut sub numele de Mama lui Whistler. 
Unii pictori francezi din secolul al XIX-lea nu aveau o părere bună despre negru: „Respinge negrul”, a spus Paul Gauguin, „iar acel amestec de alb-negru ei îl numesc gri. Nimic nu este negru, nimic nu este gri”. Însă Édouard Manet a folosit negru pentru puterea și efectul lui dramatic. Portretul lui Manet al pictoriței Berthe Morisot a fost un studiu în negru care a surprins perfect spiritul ei de independență. Negrul a dat tabloului putere și entuziasm; el chiar i-a schimbat culoarea ochilor ei verzi în negru pentru a întări efectul. Henri Matisse l-a citat pe impresionistul francez Pissarro spunându-i: „Manet este mai puternic decât noi toți - a făcut lumină cu negru”.
Pierre-Auguste Renoir a folosit nuanțe luminoase de negru, mai ales în portretele sale. Când cineva i-a spus că negrul nu este o culoare, Renoir a răspuns: „Ce te face să crezi asta? Negrul este regina culorilor. Am detestat întotdeauna albastru prusian. Am încercat să înlocuiesc negrul cu un amestec de roșu și albastru, am încercat să folosesc albastru de cobalt sau ultramarin, dar întotdeauna am revenit la negru de fildeș”. Vincent van Gogh a folosit linii negre pentru a contura multe dintre obiectele din tablourile sale, cum ar fi patul din celebra pictură a dormitorului său. Pictura lui cu ciori negre peste un câmp de porumb, pictată cu puțin timp înainte de a muri, este în mod deosebit agitată și obsedantă.
La sfârșitul secolului al XIX-lea, negru a devenit și culoarea anarhismului. 

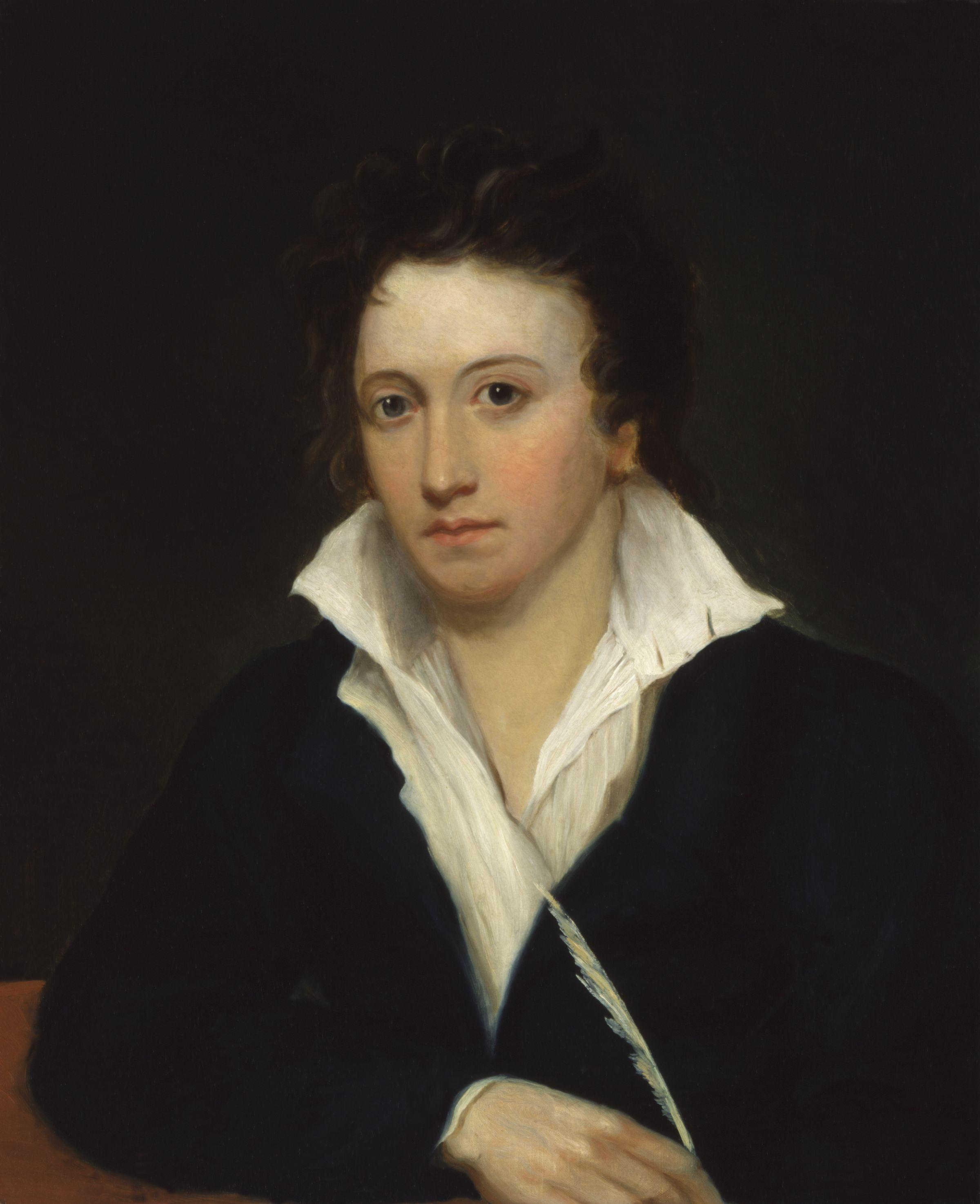
Percy Bysshe Shelley în costumul alb-negru al poetului romantic, 1819.
Aranjament în gri și negru numărul unu, 1871, de James McNeil Whistler mai cunoscut sub numele de Mama lui Whistler.
Balul de la Operă, de Édouard Manet, 1873, arată dominanța negrului în rochia de seară pariziană.
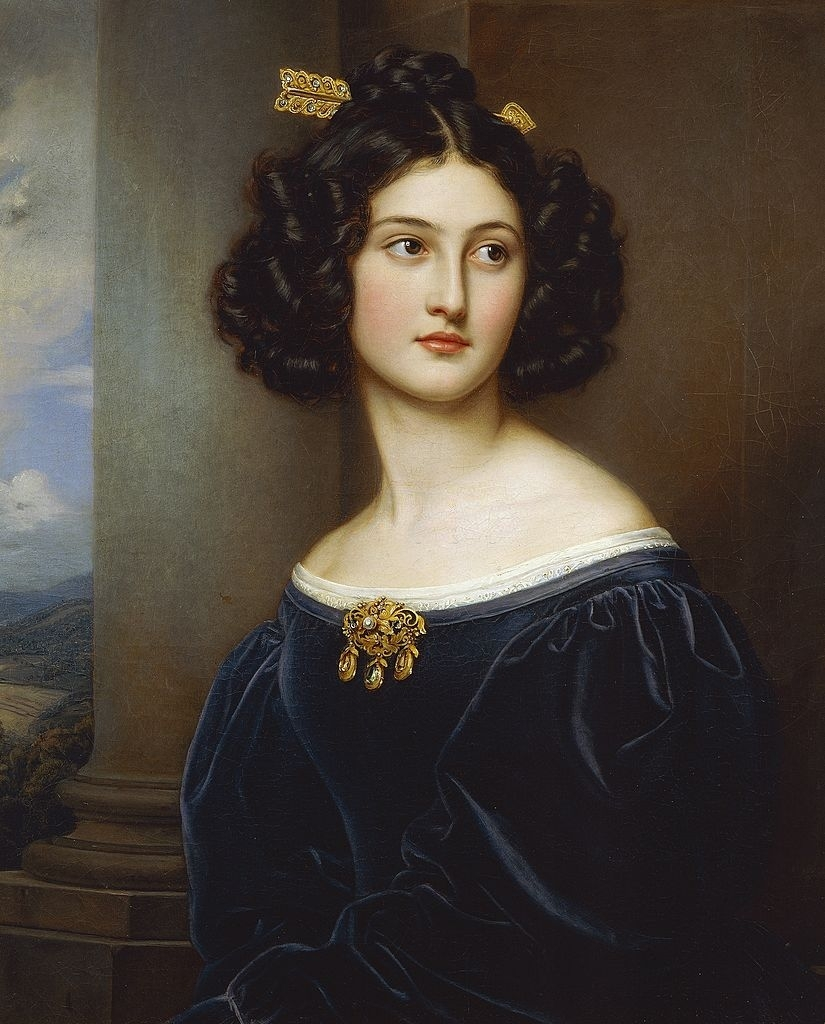
Nanette Kaulla de Joseph Karl Stieler, 1829
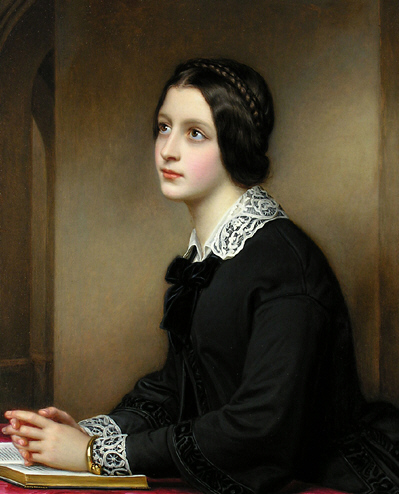
Portret al Maria Dietsch, de Joseph Karl Stieler, c. 1851
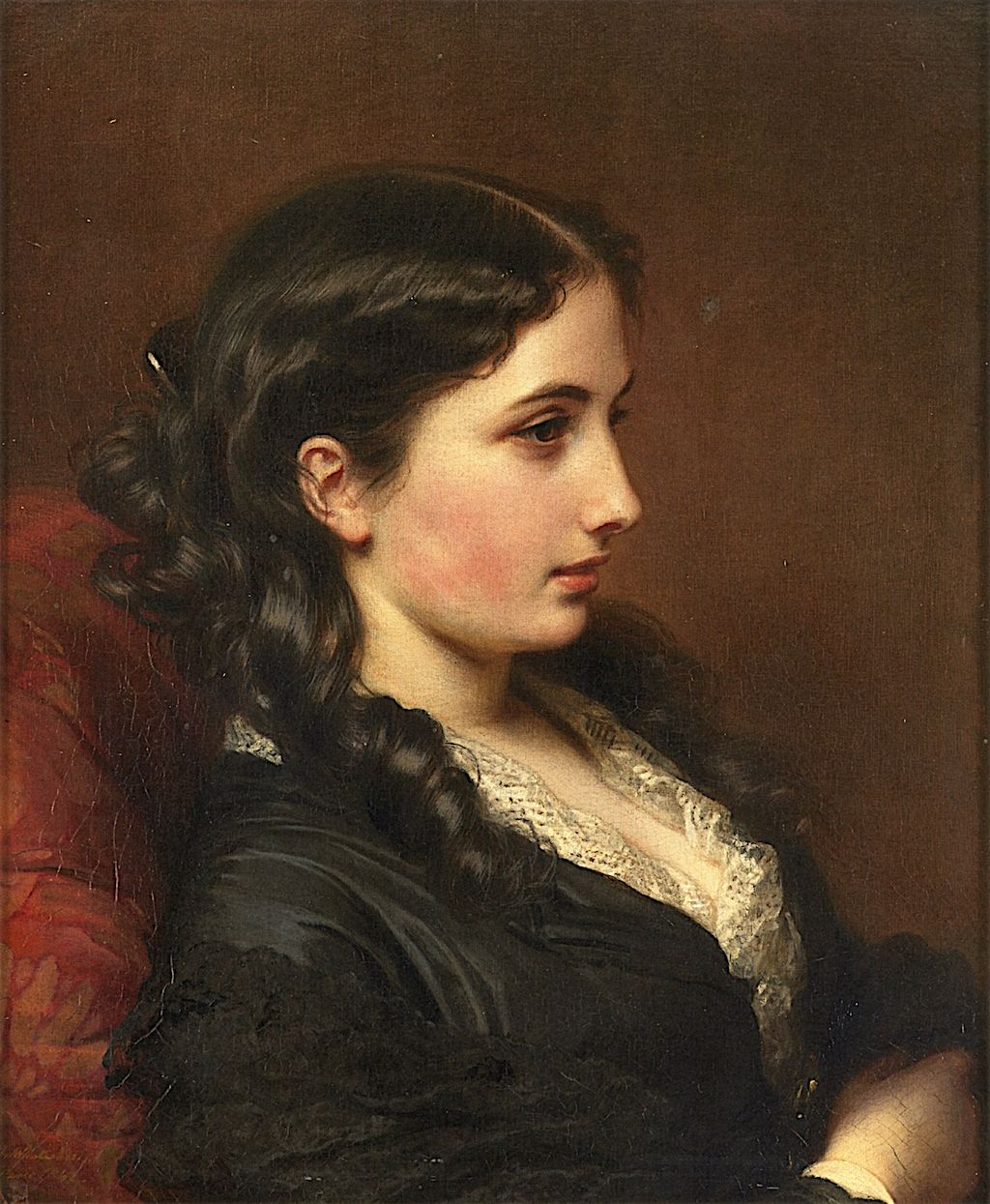
Tânără din profil, de Franz Xaver Winterhalter, 1862
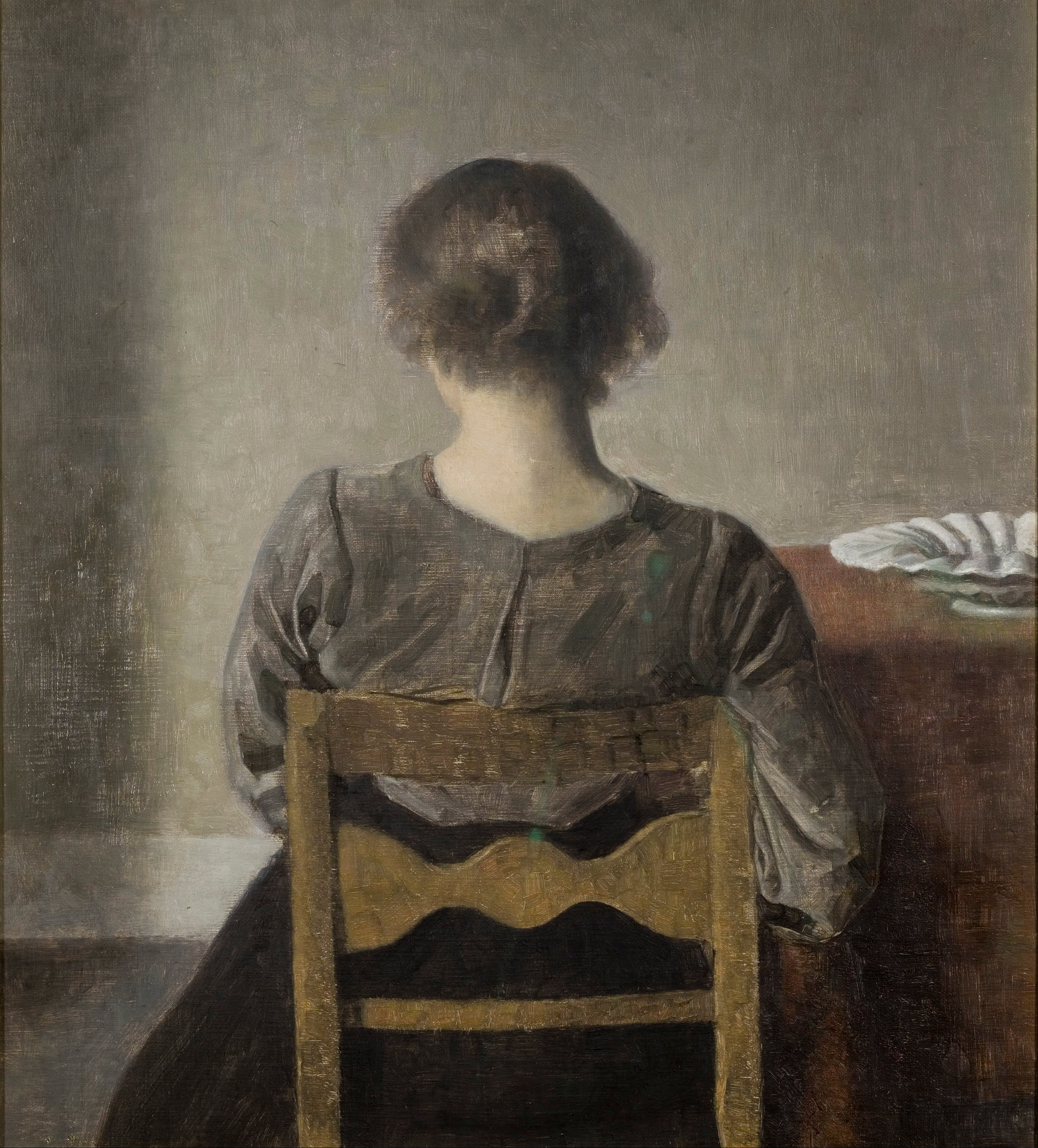
Odihnă, de Vilhelm Hammershøi
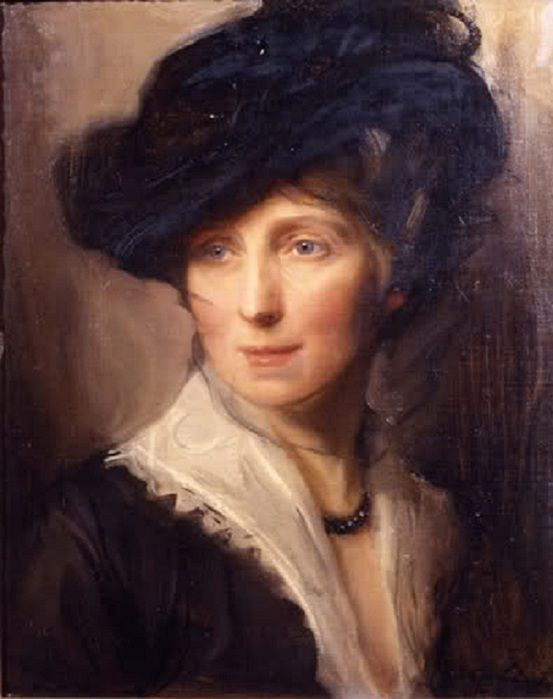
Portret al Lucy de László, de Philip de László
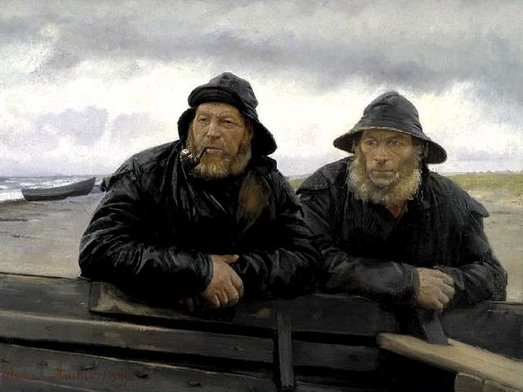
Pescarii, de Michael Ancher, 1889
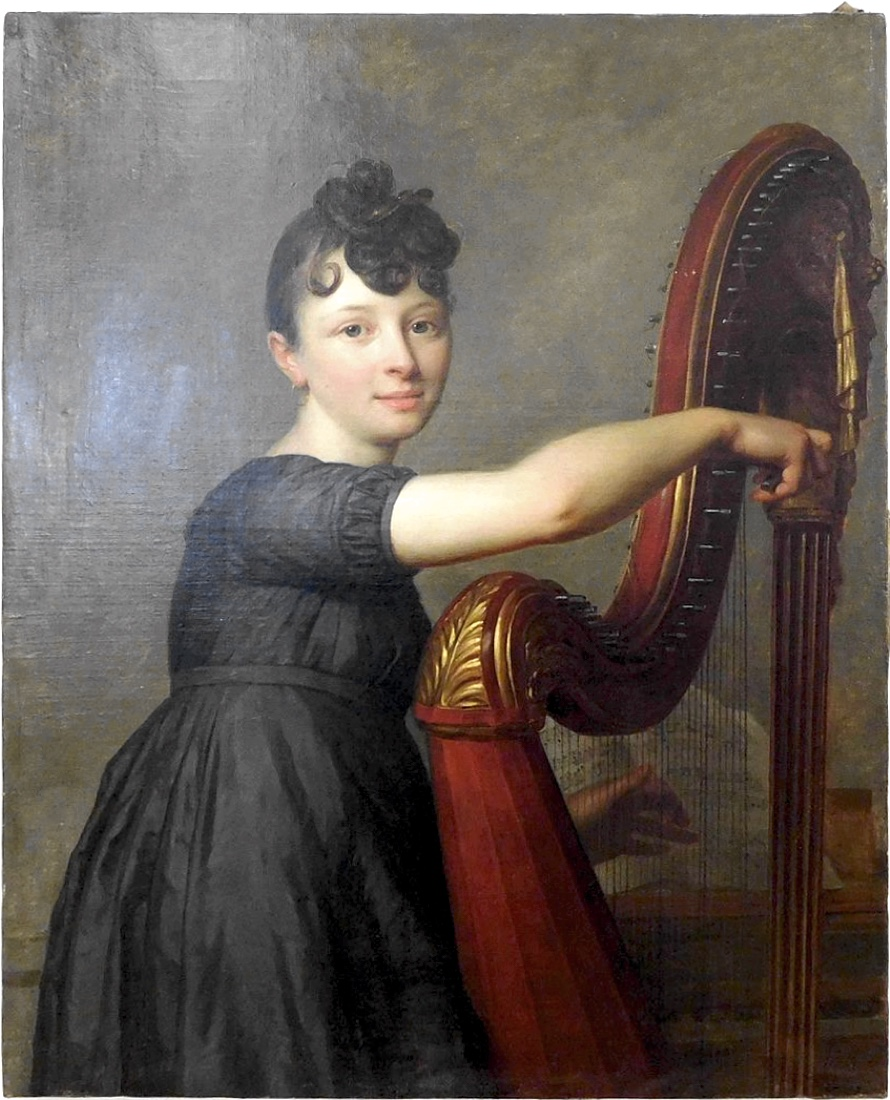
Portrait de Mademoiselle Larmoyer en harpiste, de Antoine Vestier
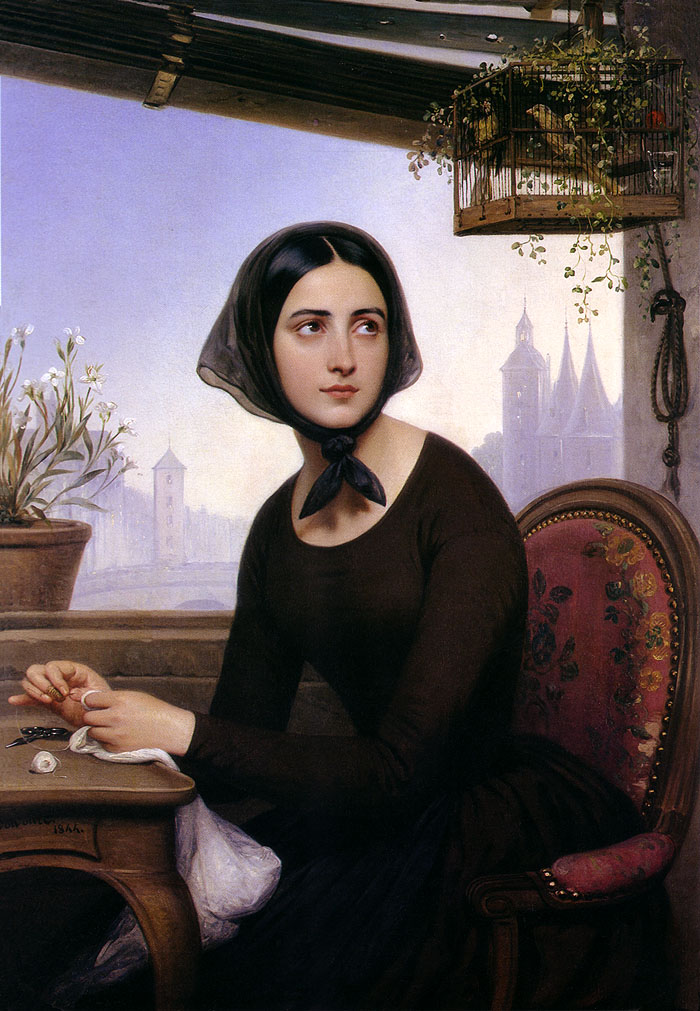
Rigolette încearcă să fie distrasă de absența lui Germain, pictură de Joseph-Désiré Court, 1844

#### Secolele XX și XXI
În secolul XX, negrul a fost culoarea fascismului italian și german.
În artă, negrul a recăpătat o parte din teritoriul pe care îl pierduse în timpul secolului al XIX-lea. Pictorul rus Kazimir Malevici, membru al mișcării Suprematiste, a creat în 1915 Pătrat negru, care este considerată prima pictură pur abstractă. El a scris, „Opera pictată nu mai este doar imitația realității, ci este tocmai realitatea...Nu este o demonstrație a abilității, ci materializarea unei idei”. Negrul a fost apreciat și de Henri Matisse. „Când nu știam ce culoare să pun, am pus negru”, a spus el în 1945. „Negrul este o forță: am folosit negrul ca balast pentru a simplifica construcția”.
În anii 1950, negrul a devenit un simbol al individualității și al rebeliunii intelectuale și sociale, culoarea celor care nu acceptau normele și valorile stabilite. La Paris, acesta a fost purtat de intelectuali și artiști de stânga, precum Juliette Gréco, și de unii membri ai mișcării Beat din New York și San Francisco. Gecile negre de piele erau purtate de grupuri de motocicliști și bande de găști urbane aflate la marginea societății din Statele Unite. Până la sfârșitul secolului XX, negrul era culoarea emblematică a subculturii punk, modei punk și a subculturii goth. Moda Goth, care a apărut în Anglia în anii '80, a fost inspirată de rochia de doliu din epoca victoriană.
În moda bărbaților, negrul și-a cedat treptat dominația în favoarea culorii albastru bleumarin, în special în costumele de afaceri. Rochia neagră de seară și ținuta formală în general erau purtate din ce în ce mai puțin. În 1960, John F. Kennedy a fost ultimul președinte american care a participat la inaugurare purtând o ținută formală; președintele Lyndon Johnson și toți urmașii săi au participat la inaugurare purtând costume de afaceri.
Moda femeilor a fost revoluționată și simplificată în 1926 de designerul francez Coco Chanel, care a publicat un desen al unei rochii negre simple în revista Vogue. Ea a spus: „O femeie are nevoie doar de trei lucruri: o rochie neagră, un pulover negru și, la braț, un bărbat pe care îl iubește”. Designerul francez Jean Patou a creat o colecție de costume neagre în 1929.. Alți designeri au contribuit la trendul „mica rochie neagră”. Designerul italian Gianni Versace a spus: „Negrul este chintesența simplității și a eleganței”, iar designerul francez Yves Saint Laurent a spus că „negrul este legătura care cpnectează arta și moda”. Una dintre cele mai faimoase rochii negre ale secolului XX a fost proiectată de Hubert de Givenchy și a fost purtată de Audrey Hepburn în filmul din 1961 Breakfast at Tiffany's.
Mișcarea americană pentru drepturile civile din anii '50 a fost o luptă pentru egalitatea politică a afro-americanilor. S-a dezvoltat în mișcarea „Black Power” la sfârșitul anilor ’60 -’70 și a popularizat sloganul „Negru este frumos”.
În anii 1990, negru standard a devenit steagul mai multor grupri extremiste islamice, jihadiste. 

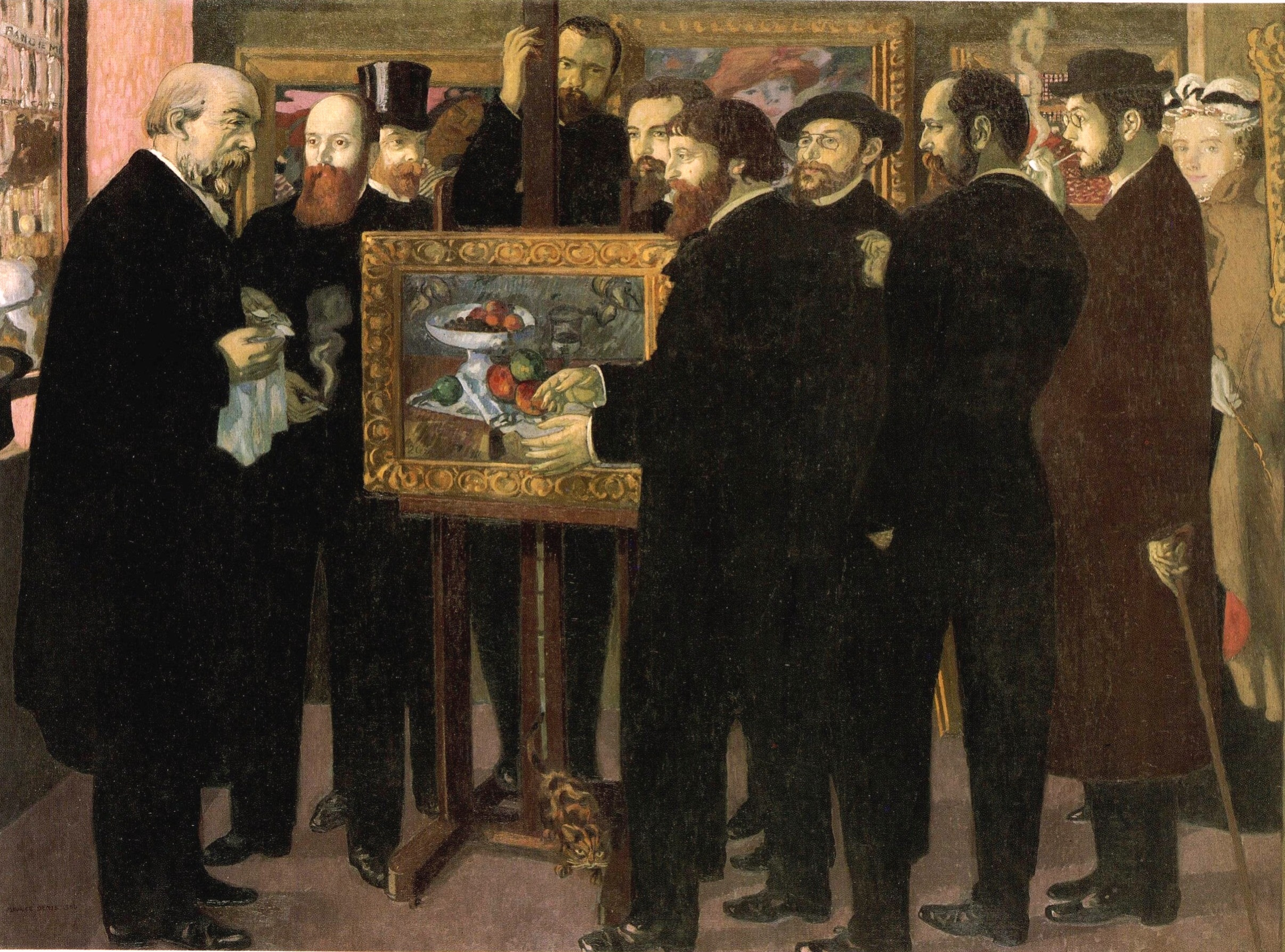
Omagiul lui Cézanne de Maurice Denis. Tânărul simbolist Maurice Denis a realizat acest tablou în care apăreau artiști admirând una dintre naturile moarte ale lui Cézanne. În fundal pot fi văzute lucrările lui Gauguin și Renoir.
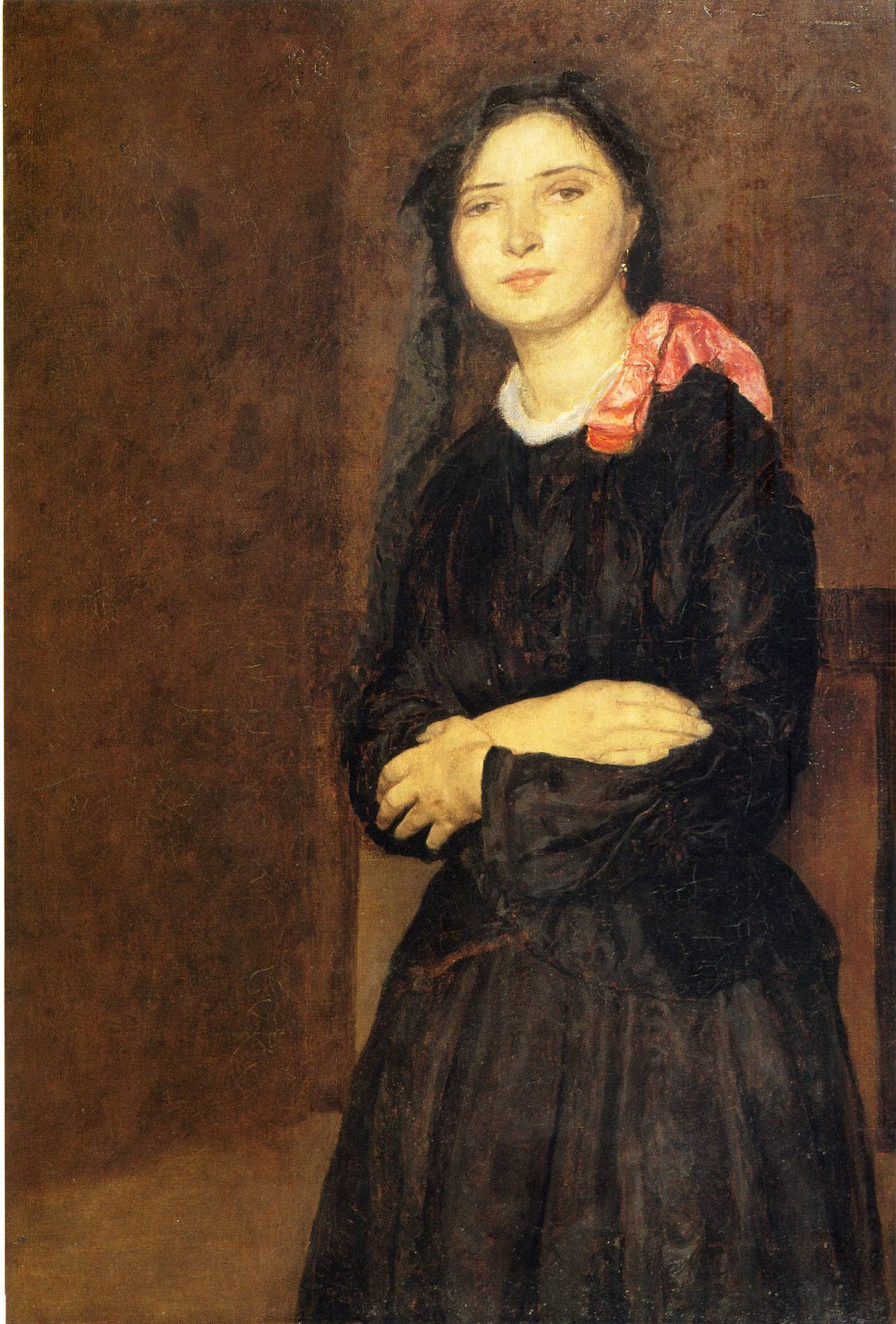
Dorelia în rochie neagră, de Gwen John, 1903–04
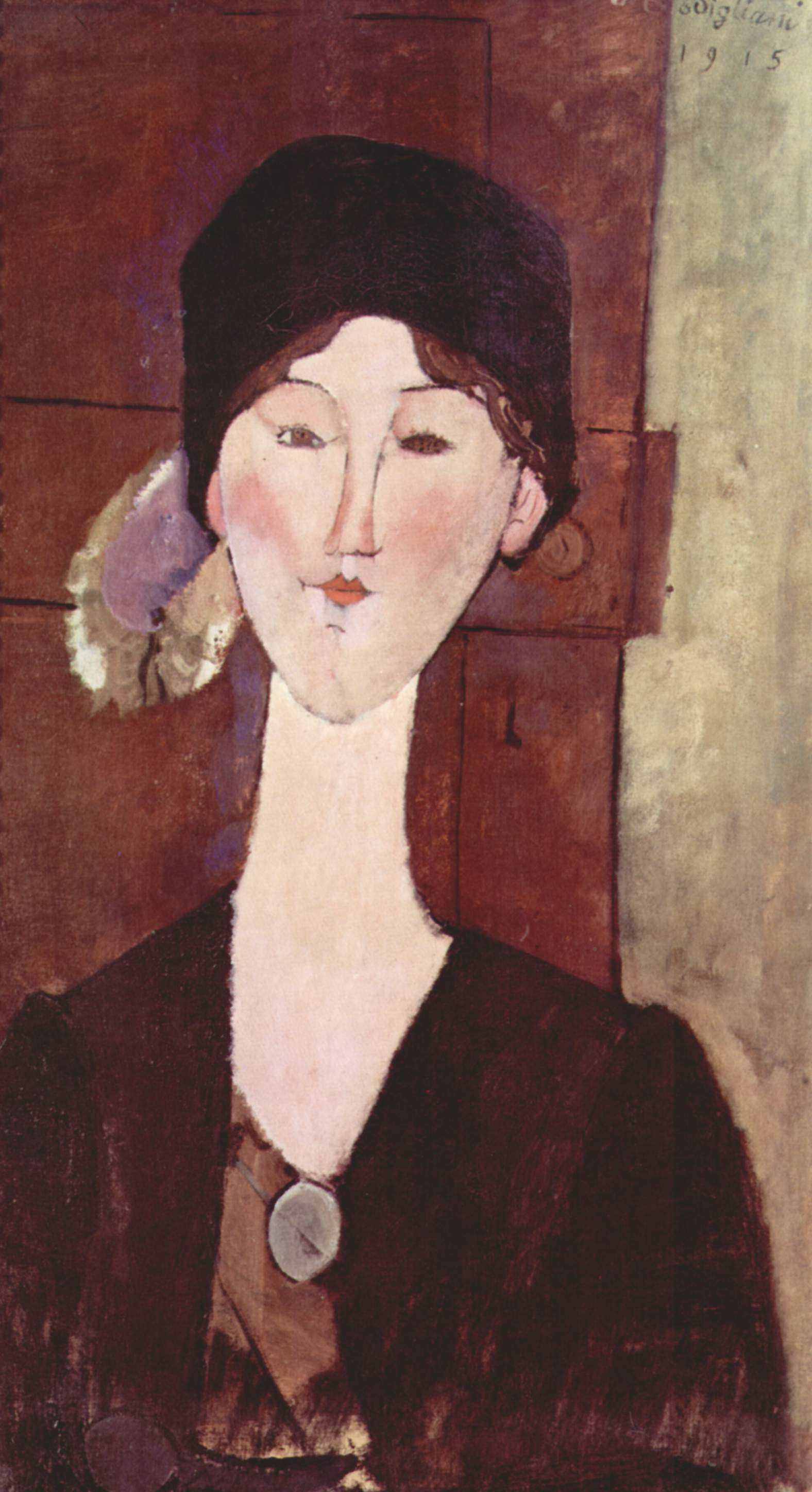
Portretul lui Beatrice Hastings pe fundalul ușilor de Amedeo Modigliani, 1915
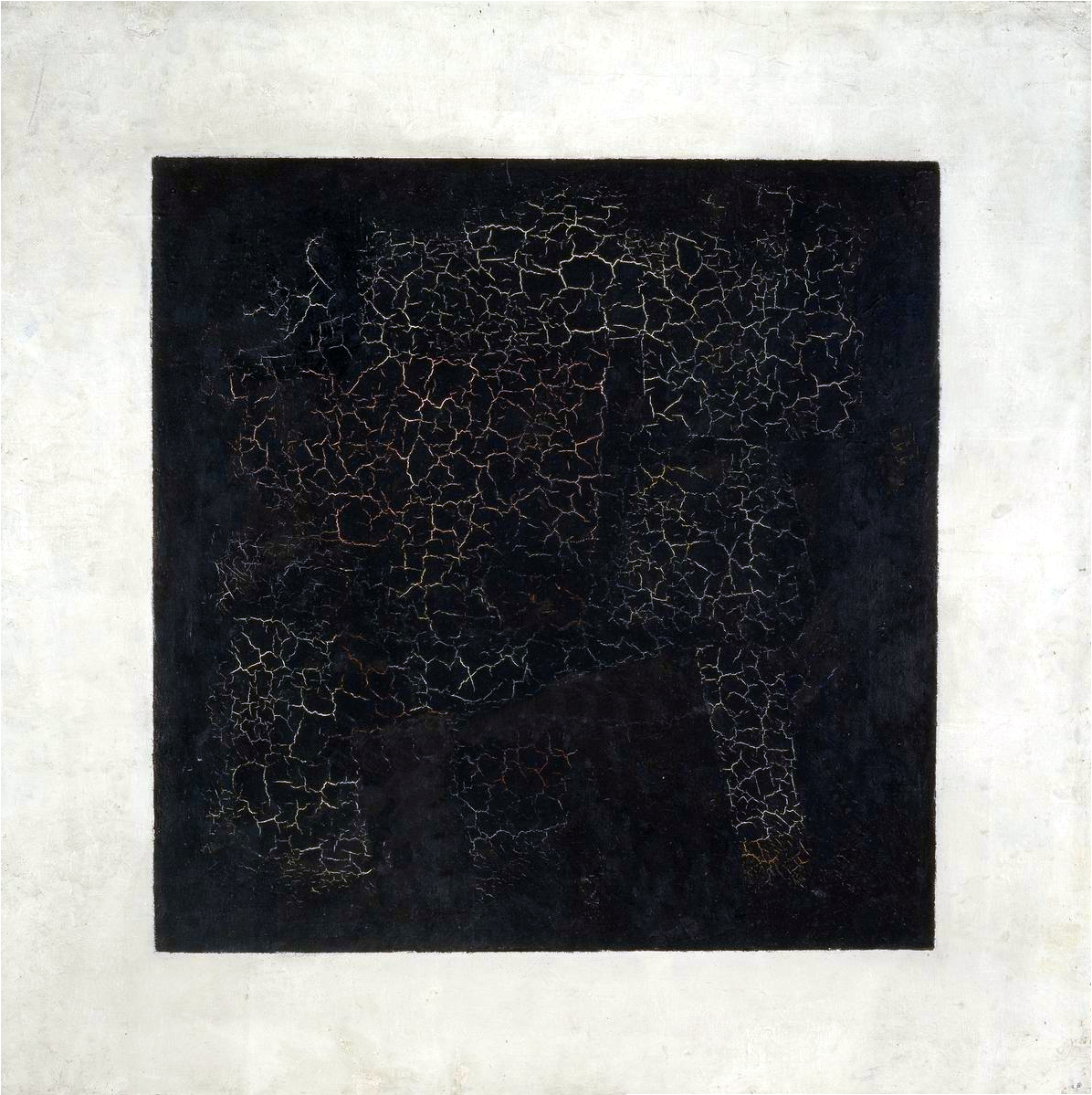
Pătrat negru de Kazimir Malevici este considerată prima pictură pur abstractă, 1915
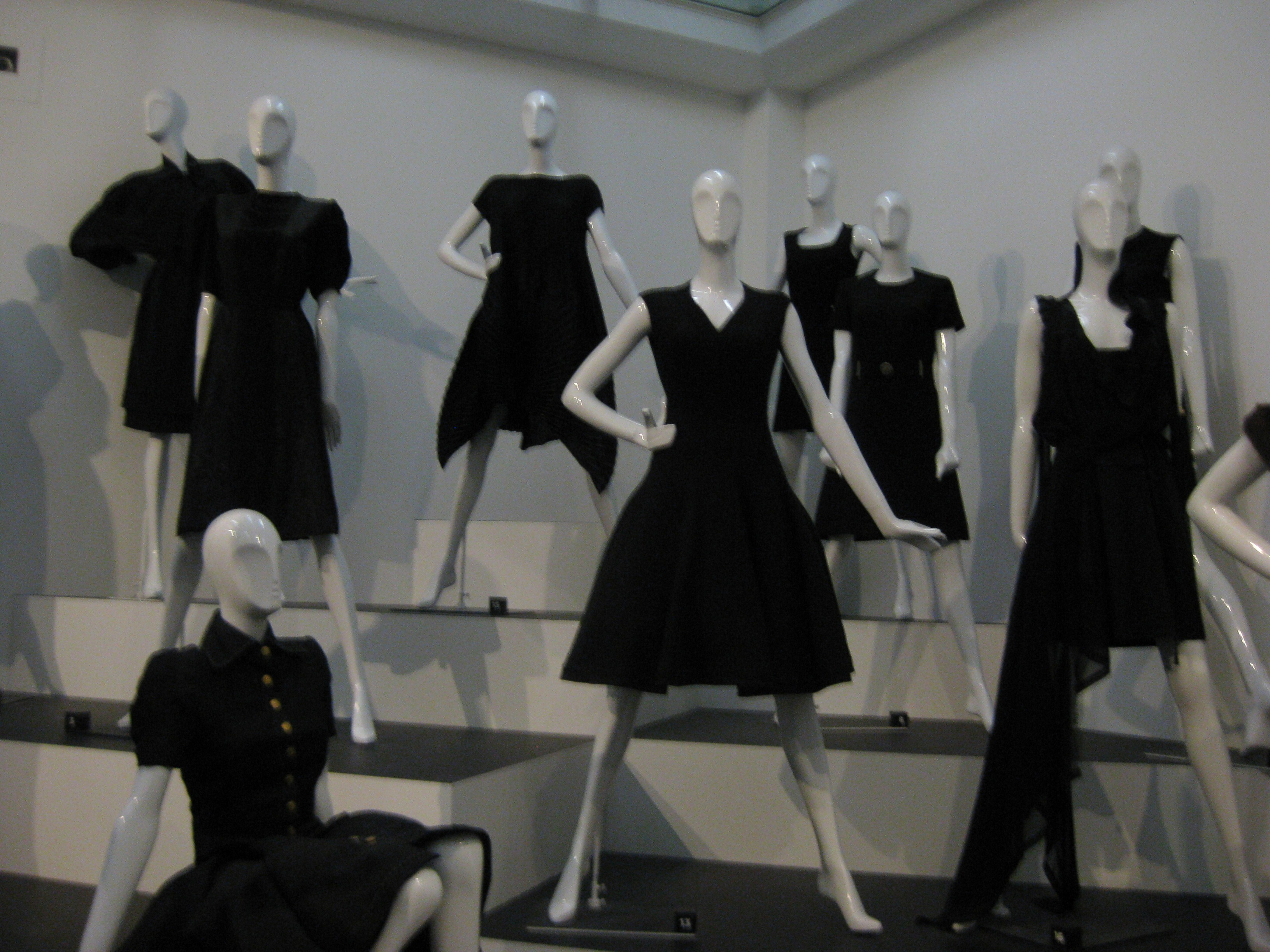
Variații ale rochii neagre a lui Chanel în timpul expoziției Chanel e la Haga.

## Știință

### Fizică
În spectrul vizibil, negrul reprezintă absorbția tuturor culorilor. Negrul poate fi definit ca fiind impresia vizuală care se experimentează atunci când nici o lumină vizibilă nu ajunge la ochi.
Pigmenții sau coloranții care absorb lumina mai degrabă decât o reflectă dau naștere la „negru”. Un pigment negru poate rezulta dintr-o combinație de mai mulți pigmenți care absorb colectiv toate culorile. Dacă se amestecă proporții adecvate de trei pigmenți primari, rezultatul reflectă atât de puțină lumină încât să fie numit „negru”. Aceasta oferă două descrieri superficial opuse, dar de fapt complementare ale negrului. Negrul este absorbția tuturor culorilor de lumină sau o combinație exhaustivă de mai multe culori de pigment.

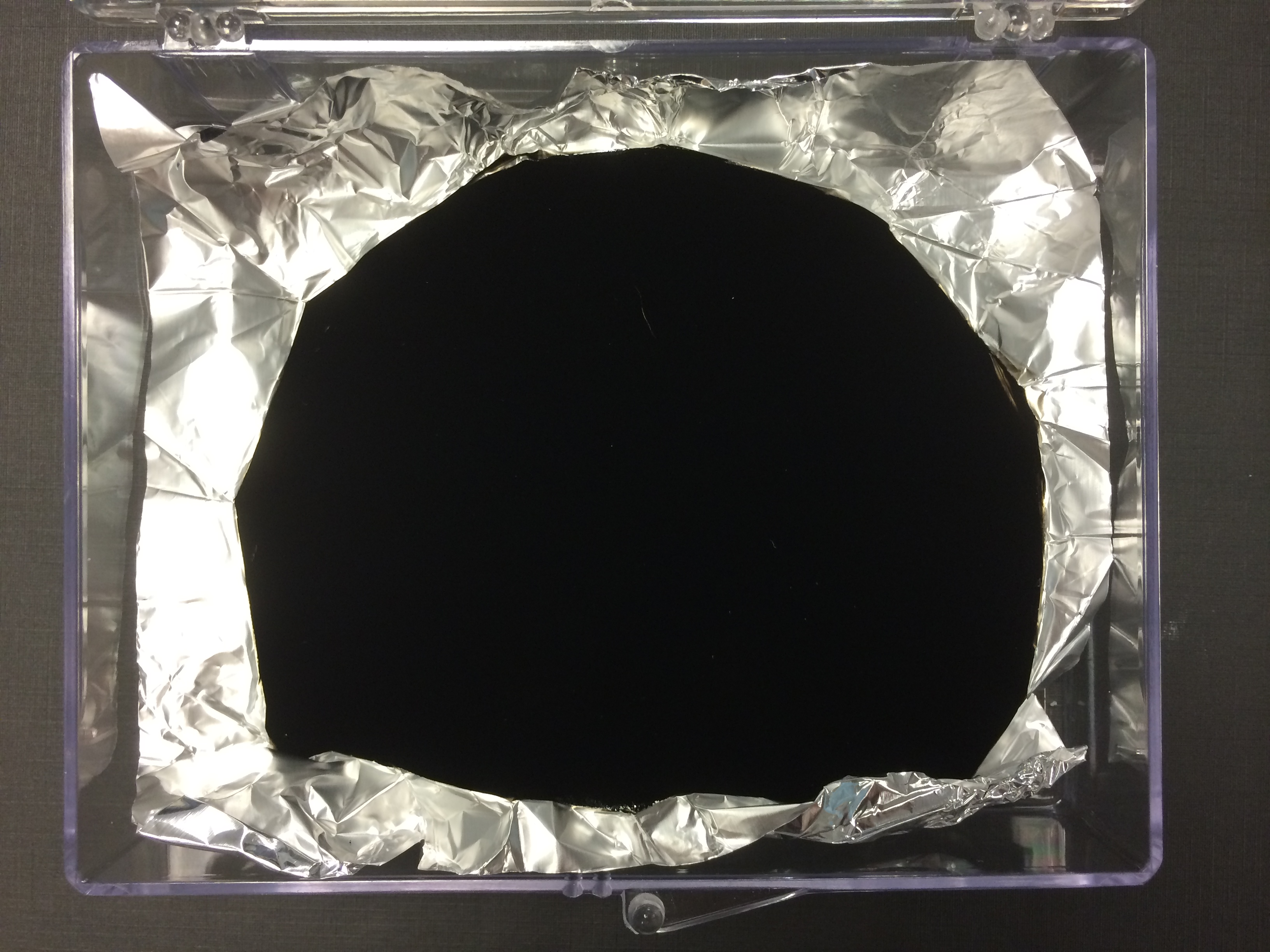
Vantablack pe o folie de aluminiu. Vantablack este realizat din nanotuburi de carbon dispuse vertical și strânse între ele ca și copacii unei păduri. și este cea mai neagră substanță cunoscută, absorbând până la 99,965% din radiațiile din spectrul vizibil.

În fizică, un corp negru este un absorbant perfect al luminii, dar, printr-o regulă termodinamică, este și cel mai bun emițător. Astfel, cea mai bună răcire radiativă, în afara razelor solare, este folosirea vopselei negre, deși este important să fie și negru (un absorbant aproape perfect) și în infraroșu. În știința elementară, lumina ultravioletă îndepărtată este numită „lumină neagră”, deoarece, deși ea însăși nu este văzută, provoacă fluorescență cu multe minerale și alte substanțe.
La 16 ianuarie 2008, cercetătorii de la Institutul Politehnic Rensselaer din Troy, New York au anunțat crearea, pe atunci, a celui mai întunecat material de pe planetă. Materialul, care reflecta doar 0,045% din lumină, a fost creat din nanotuburi de carbon. Aceast procent este doar 1/30 din lumina reflectată de standardul actual pentru neagru. În februarie 2016, materialul actual cel mai întunecat cunoscut este pretins a fi Vantablack.
Absorbția luminii este contrastată de transmisie, reflecție și difuzie, unde lumina este redirecționată doar, ceea ce face ca obiectele să pară transparente, reflectante sau respectiv albe. Se spune că un material este negru dacă majoritatea luminii primite este absorbită în mod egal în material. Lumina (radiația electromagnetică din spectrul vizibil) interacționează cu atomii și moleculele, ceea ce face ca energia luminii să fie transformată în alte forme de energie, de obicei căldură. Aceasta înseamnă că suprafețele negre pot acționa drept colectoare termice, absorbând lumina și generând căldură.
|                            |        |        |        |        |        |        |        |        |        |        |        |        |        |        |        |
| De la întuneric la lumină: |        |        |        |        |        |        |        |        |        |        |        |        |        |        |        |
|                            |        |        |        |        |        |        |        |        |        |        |        |        |        |        |        |
|                            |        |        |        |        |        |        |        |        |        |        |        |        |        |        |        |
| 000000                     | 111111 | 222222 | 333333 | 444444 | 555555 | 666666 | 777777 | 888888 | 999999 | AAAAAA | BBBBBB | CCCCCC | DDDDDD | EEEEEE | FFFFFF |

### Astronomie
- O gaură neagră este o regiune în spațiu-timp cu o forță gravitațională atât de mare încât nimic — nici măcar particulele și radiația electromagnetică ca lumina — nu poate scăpa odată intrat în ea.[37] Teoria relativității generale prezice că o masă suficient de compactă poate deforma spațiul și timpul astfel încât să formeze o gaură neagră. În jurul unei găuri negre există o suprafață definită matematic numită orizont de eveniment care marchează punctul care face o evadare imposibilă. Se numește „neagră”, deoarece absoarbe toată lumina care lovește orizontul, nu reflectă nimic, la fel ca un corp absolut negru în termodinamică.[38][39] Este de așteptat să se formeze găuri negre cu o masă stelară atunci când o stea foarte masivă colapsează la sfârșitul ciclului de viață. După ce s-a format o gaură neagră, aceasta poate continua să crească prin absorbția continuă de masă din împrejurimi. Absorbând alte stele și fuzionând cu alte găuri negre, se pot forma găuri negre supermasive de milioane de mase solare. Există un consens general potrivit căruia în centrele majorității galaxiilor există găuri negre supermasive. În ciuda interiorului invizibil, prezența unei găuri negre poate fi dedusă prin interacțiunea acesteia cu materia și prin radiația electromagnetică cum ar fi lumina vizibilă.  Materia care intră într-o gaură neagră poate forma un disc de acreție exterior încălzit de frecare, formând una dintre cele mai luminoase obiecte din Univers.
- Radiația corpului negru se referă la radiația provenită dintr-un corp la o temperatură dată, unde toată energia primită (lumina) este transformată în căldură.
- Cerul negru se referă la aspectul spațiului odată ieșit din atmosfera Pământului.

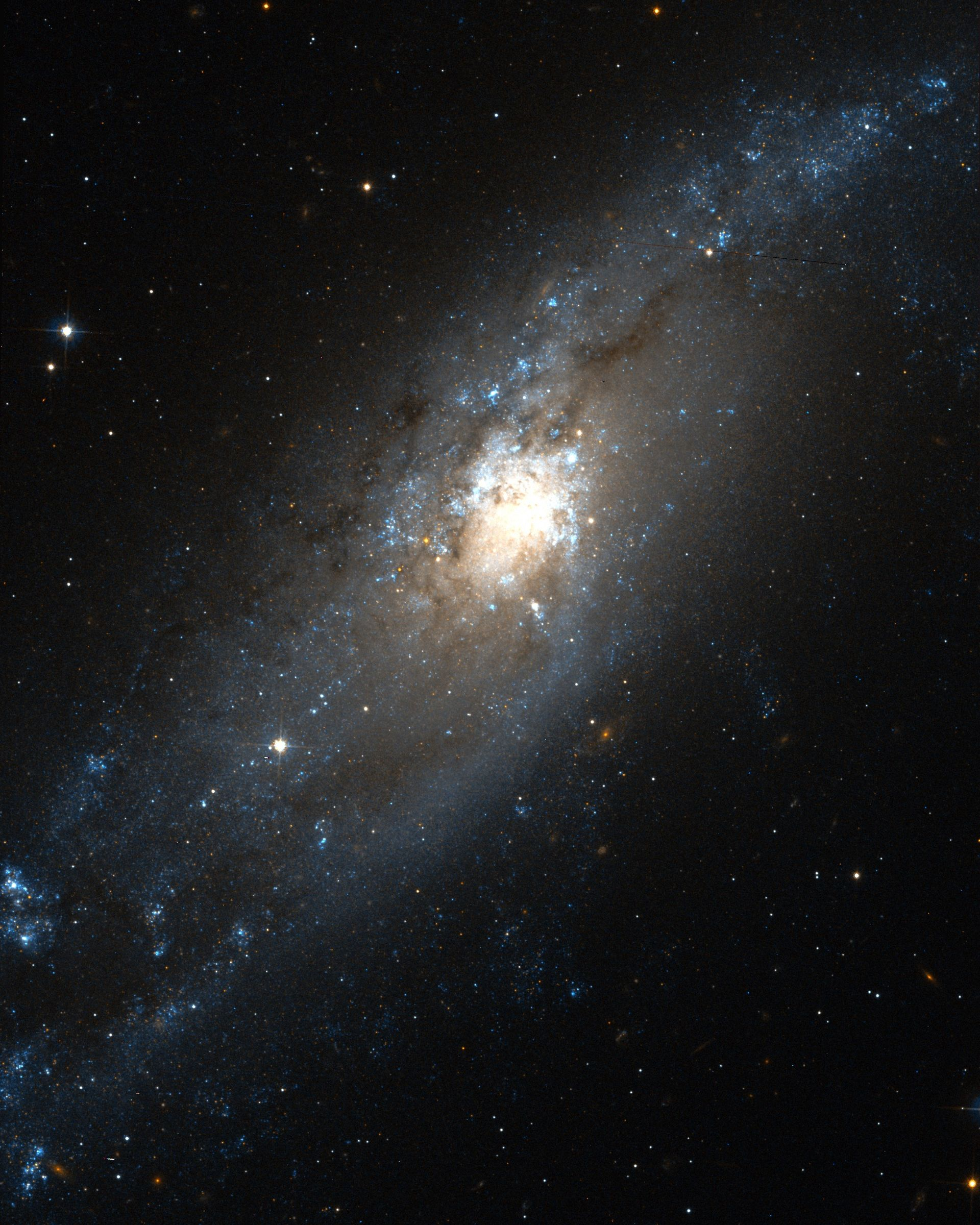
Imagine a galaxiei NGC 406 realizată de Telescopul spațial Hubble
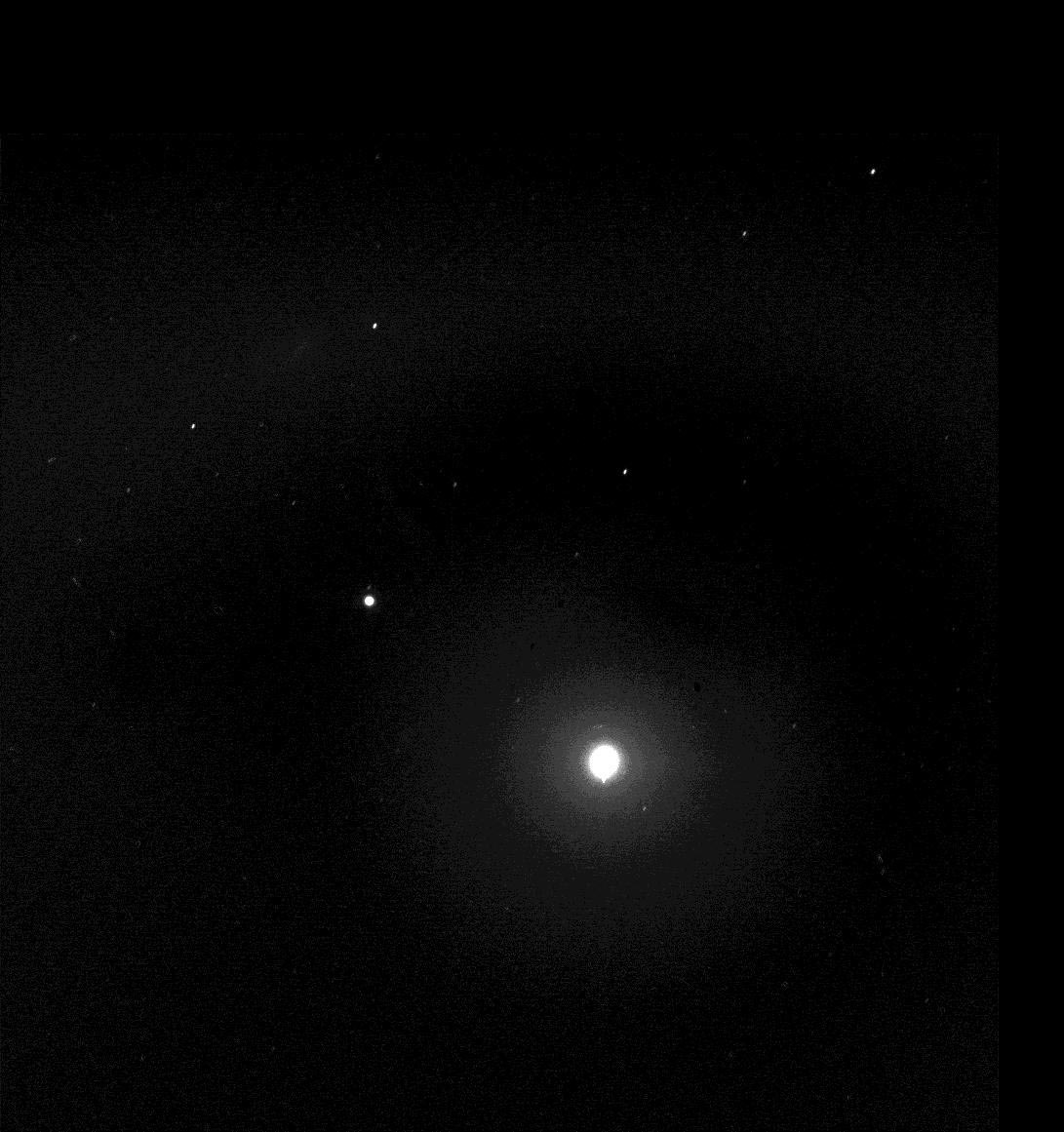
Cerul nopții văzut de pe Marte, cu cei doi sateliți vizibili; imagine realizată de roverul Spirit al NASA.
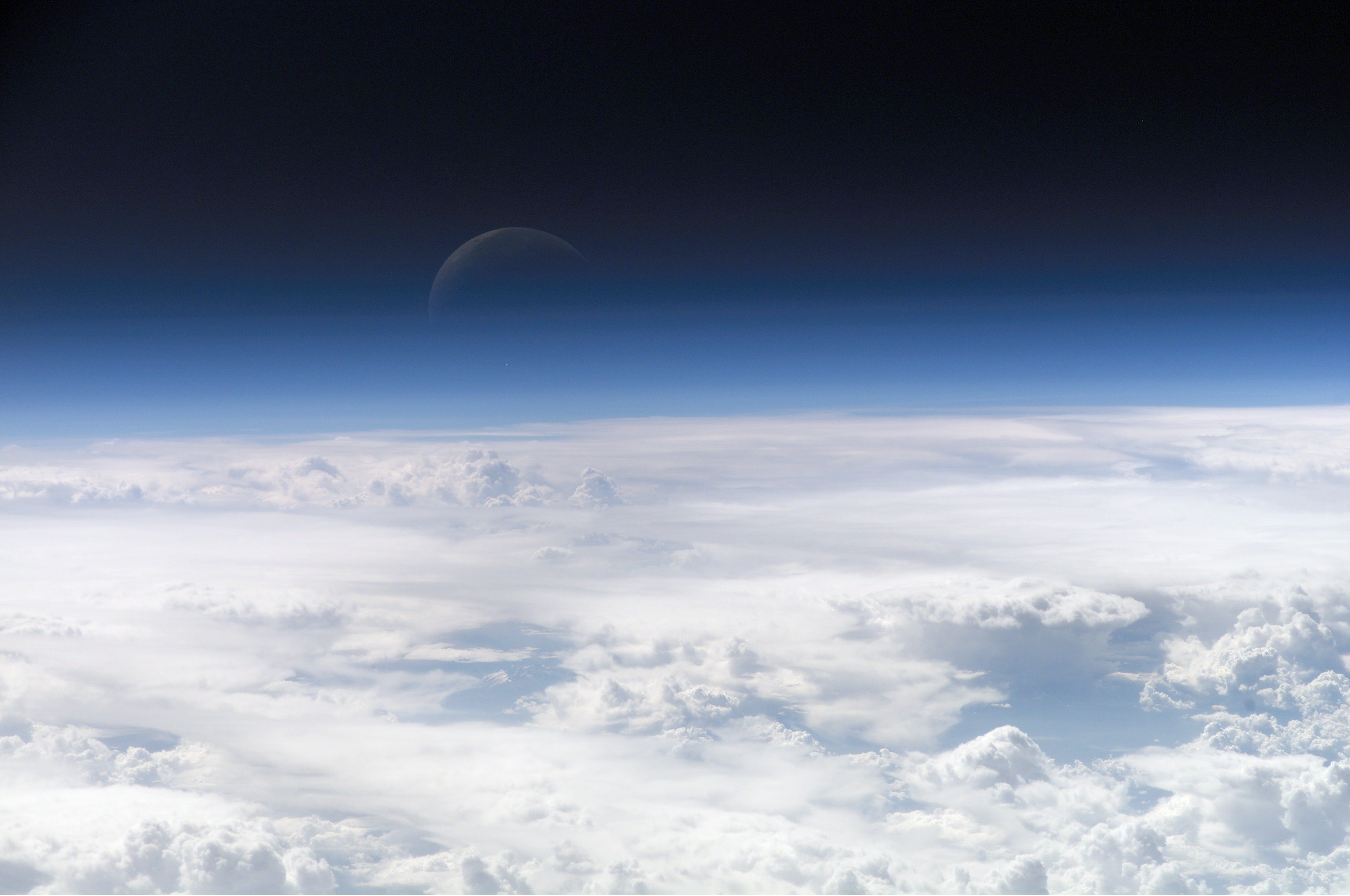
În afara atmosferei Pământului, cerul este negru zi și noapte.
O ilustrare a paradoxului lui Olbers
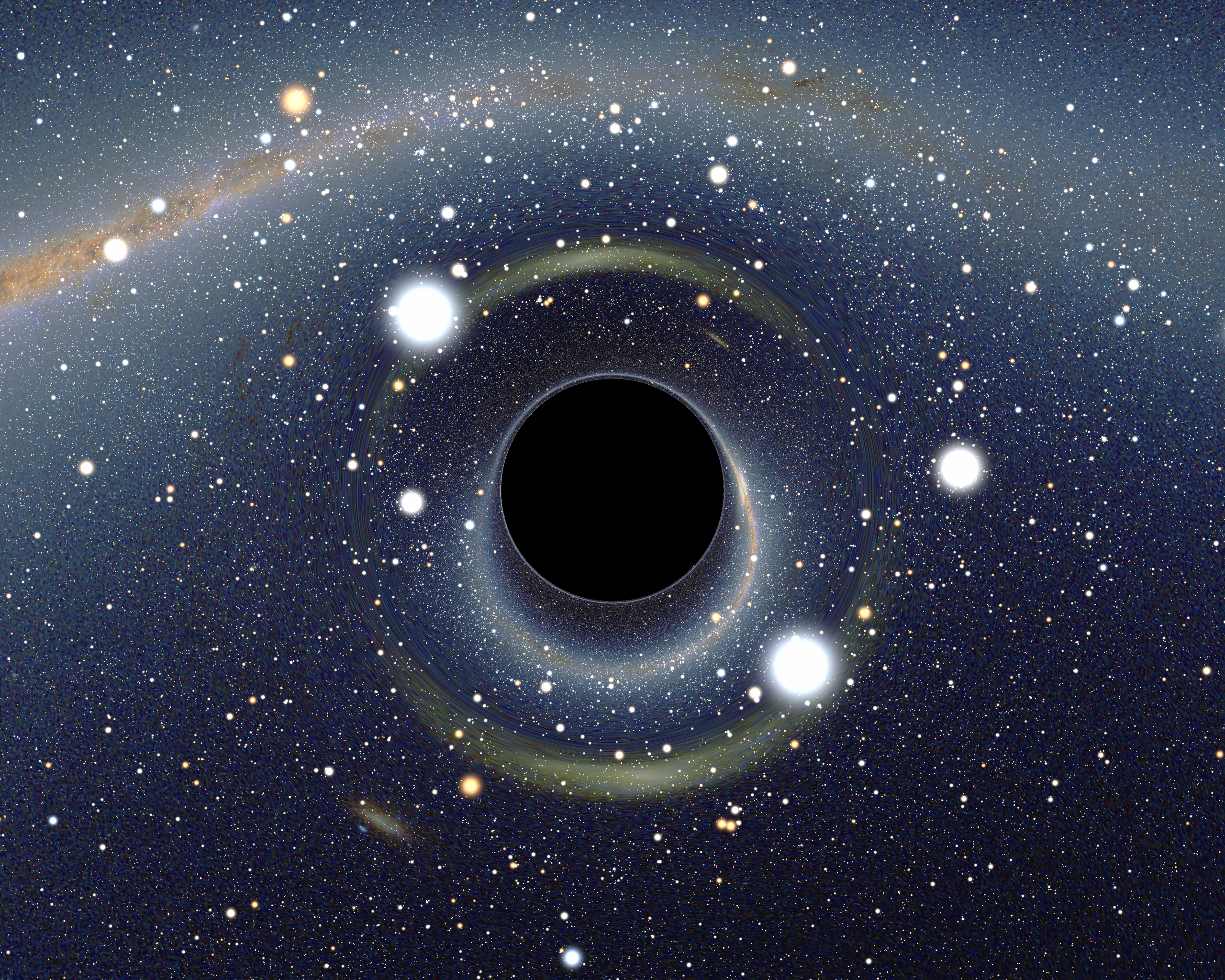
Vedere simulată a unei găuri negre din fața  Marelui Nor al lui Magellan

#### De ce cerul și spațiul nocturn sunt negre - paradoxul lui Olbers
Faptul că spațiul cosmic este negru se numește uneori paradoxul lui Olbers. În teorie, deoarece Universul este plin de stele și se crede că este infinit de mare, s-ar aștepta ca lumina unui număr infinit de stele să fie suficientă pentru a lumina Universul. Cu toate acestea, culoarea de fundal a spațiului cosmic este negru. Această contradicție a fost remarcată pentru prima dată în 1823 de astronomul german Heinrich Wilhelm Matthias Olbers, care a pus întrebarea de ce cerul nopții este negru. 
Răspunsul actual acceptat este că, deși Universul este infinit de mare, nu este infinit de vechi. Se crede că are o vechime de aproximativ 13,8 miliarde de ani. Lumina din stelele mai îndepărtată nu a ajuns pe Pământ și nu poate contribui la creșterea luminării cerului. Mai mult, pe măsură ce Universul se extinde, multe stele se îndepărtează de Pământ. Pe măsură ce se îndepărtează, lungimea de undă a luminii lor devine mai lungă, prin efectul Doppler, are loc deplasarea spre roșu sau chiar devin invizibile. Ca urmare a acestor două fenomene, nu există suficientă lumină stelară pentru ca spațiul să fie altfel decât negru.
Cerul din timpul zilei pe Pământ este albastru, deoarece lumina de la Soare lovește moleculele din atmosfera Pământului și împrăștie lumina în toate direcțiile. Lumina albastră este împrăștiată mai mult decât celelalte culori și ajunge la ochi în cantități mai mari, făcând ca cerul din timpul zilei să apară albastru. Aceasta este cunoscută sub numele de împrăștierea Rayleigh. 
Cerul nocturn pe Pământ este negru, deoarece partea Pământului unde este noapte este orientată departe de Soare, lumina Soarelui este blocată chiar de Pământ și nu există nici o altă sursă de lumină nocturnă în apropiere. Astfel, nu există suficientă lumină pentru a suferi împrăștierea Rayleigh și pentru a face cerul albastru. Pe Lună, pe de altă parte, deoarece nu există atmosferă care să împrăștie lumina, cerul este negru atât ziua cât și noaptea. Acest fenomen este valabil și pentru alte locuri fără atmosferă. 

### Biologie

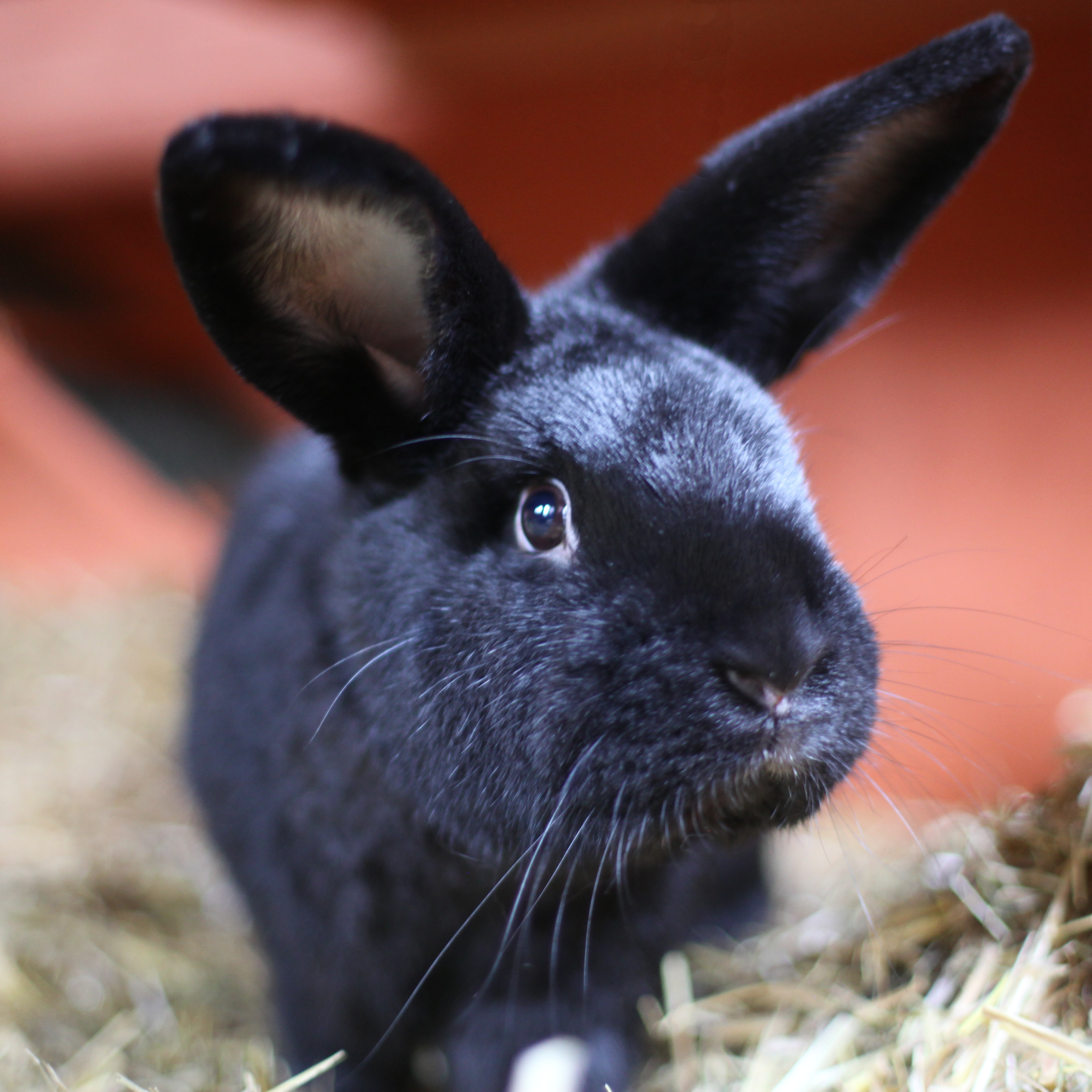
Iepure
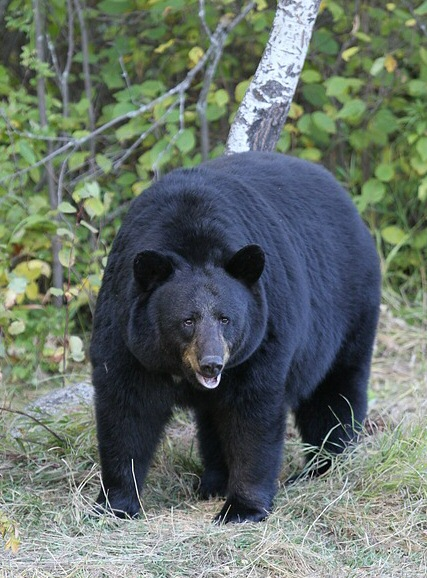
Urs negru american
Panteră neagră
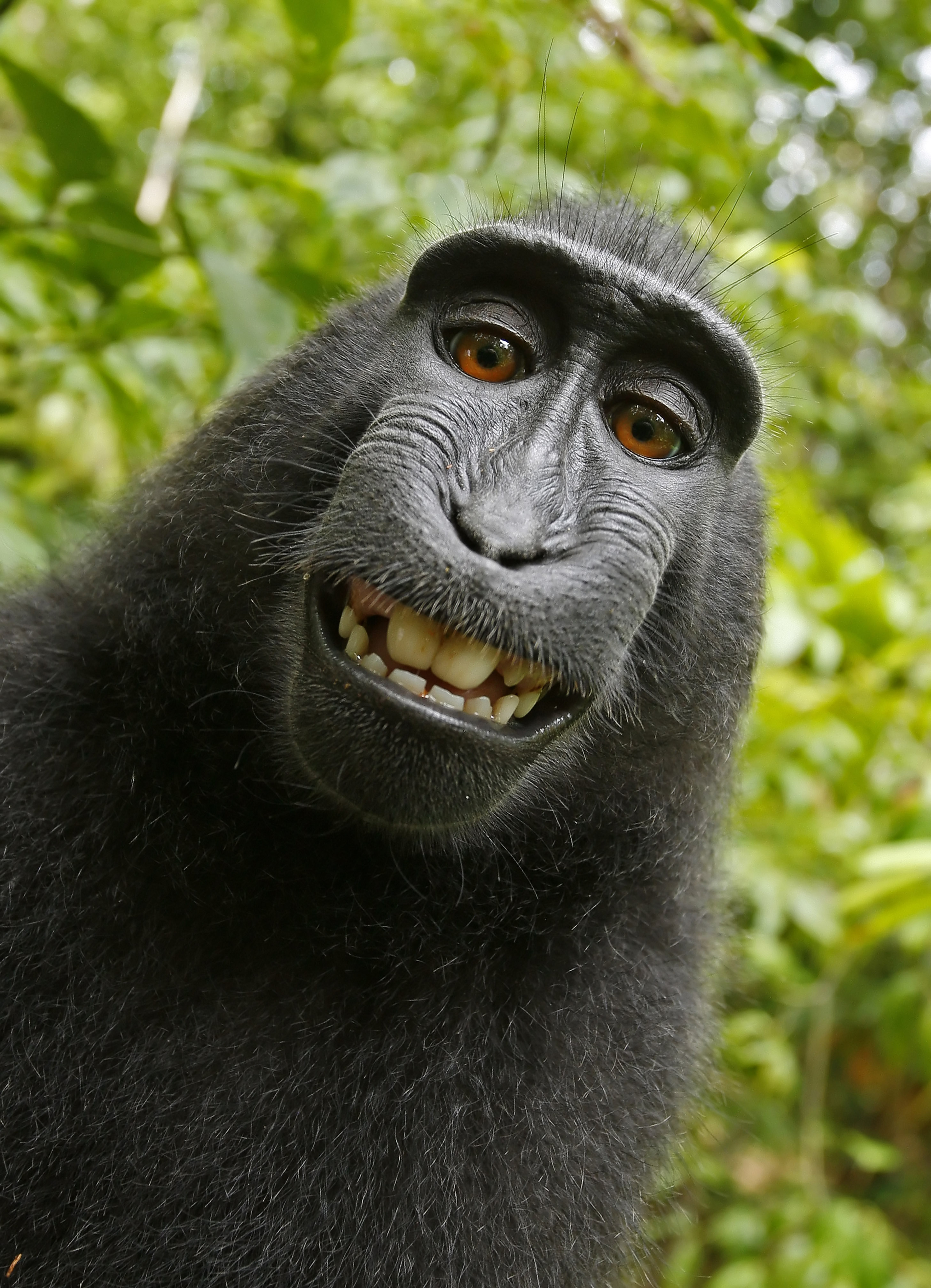
Macaca nigra
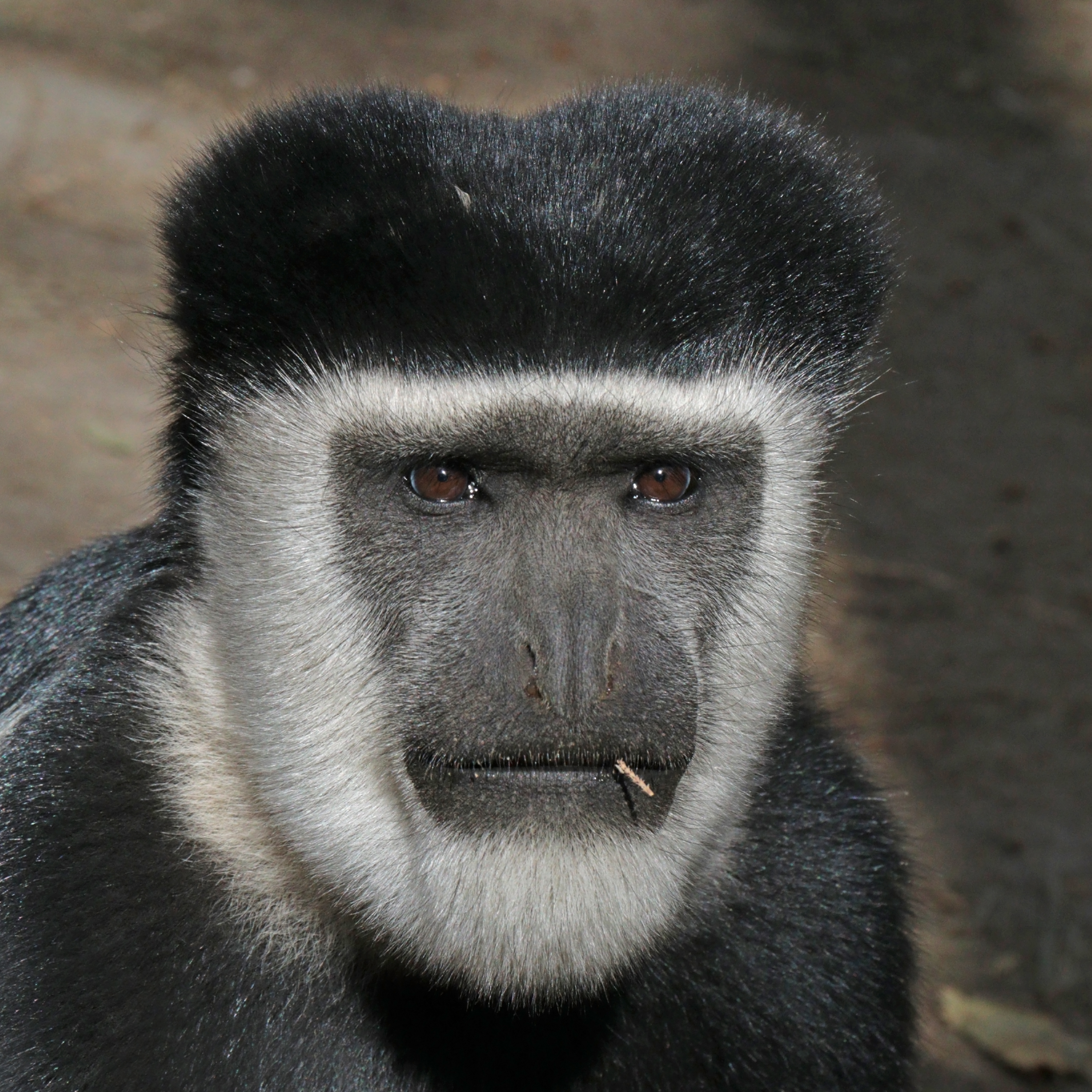
Colobus guereza
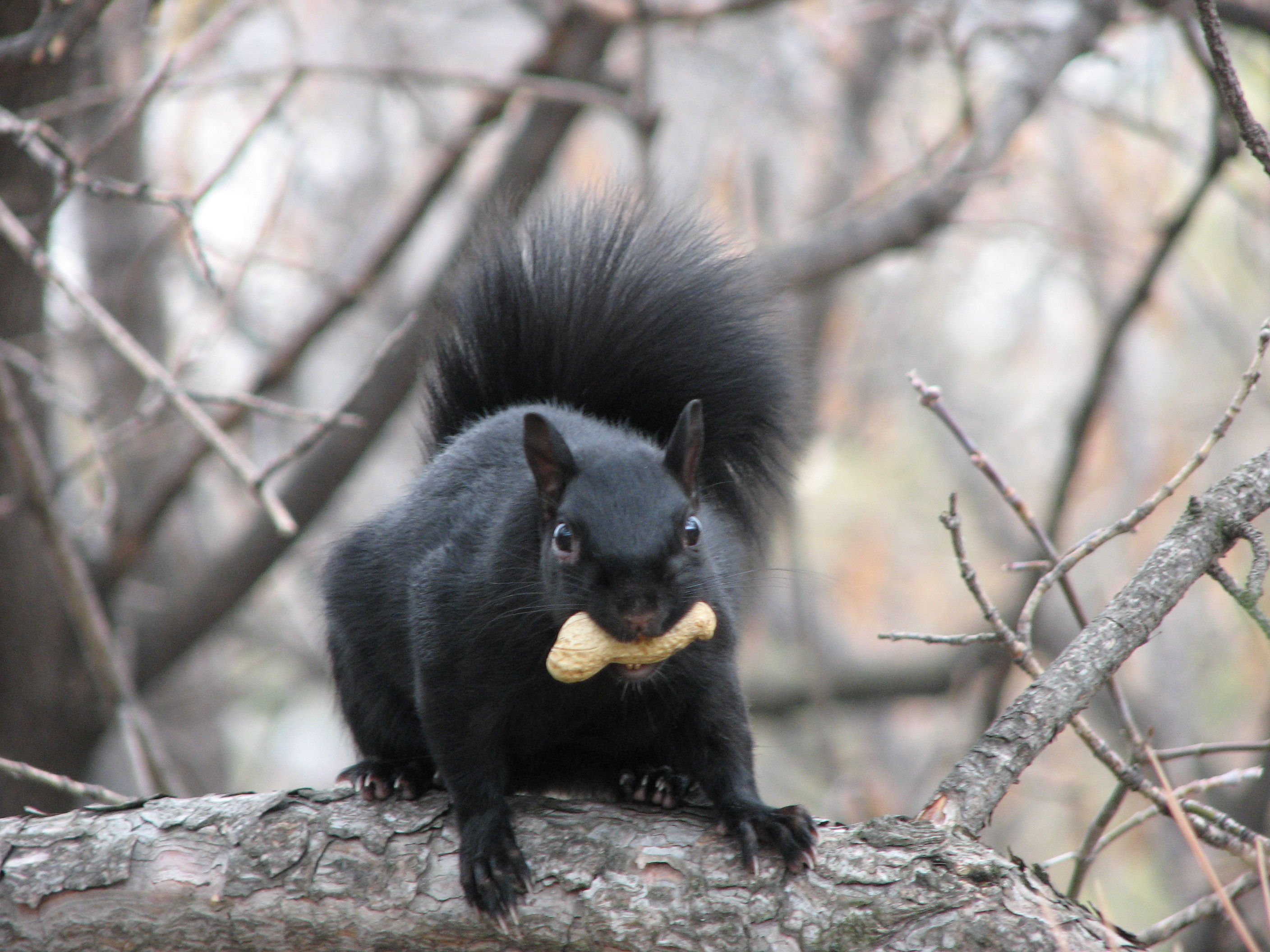
Veveriță
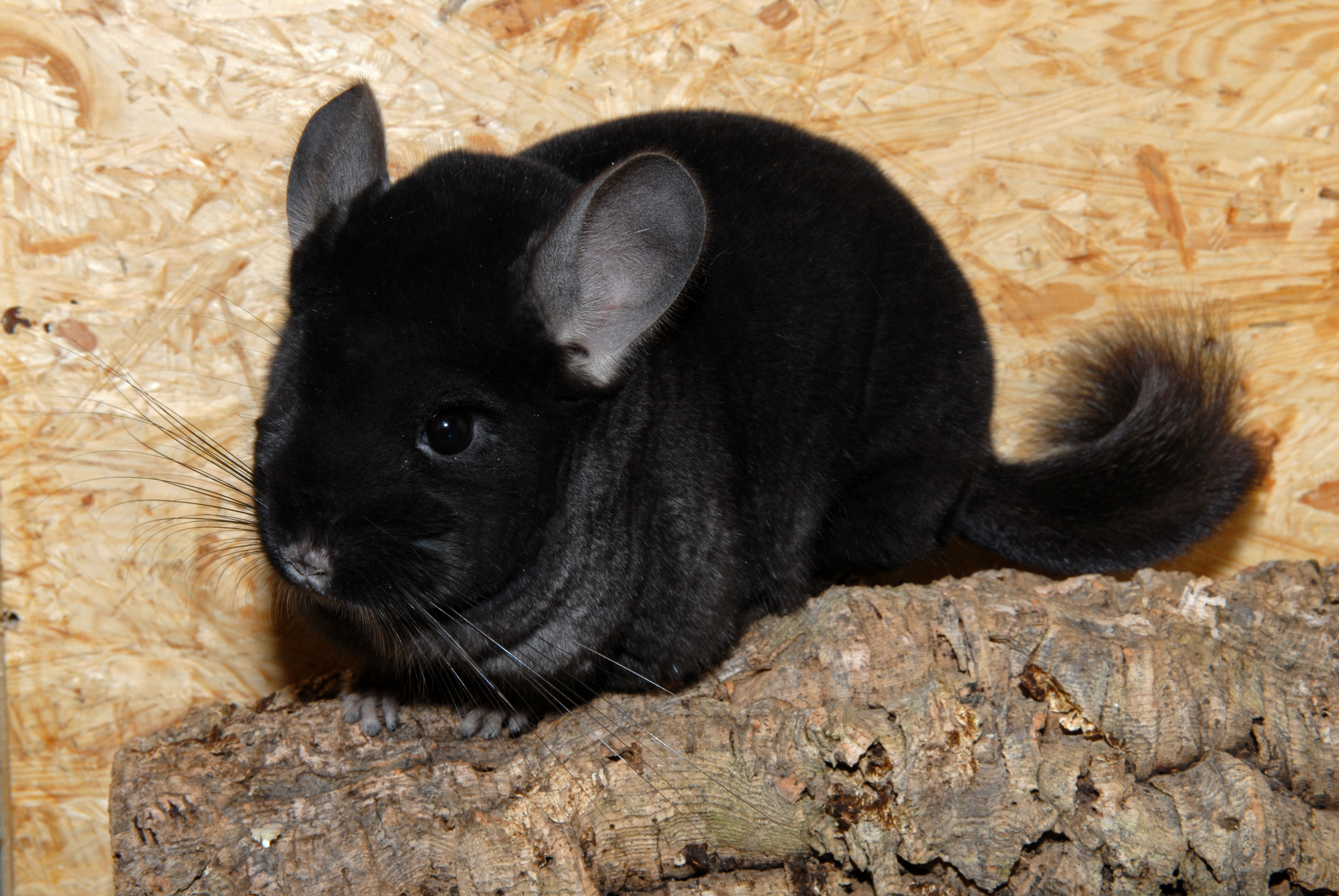
Șinșilă
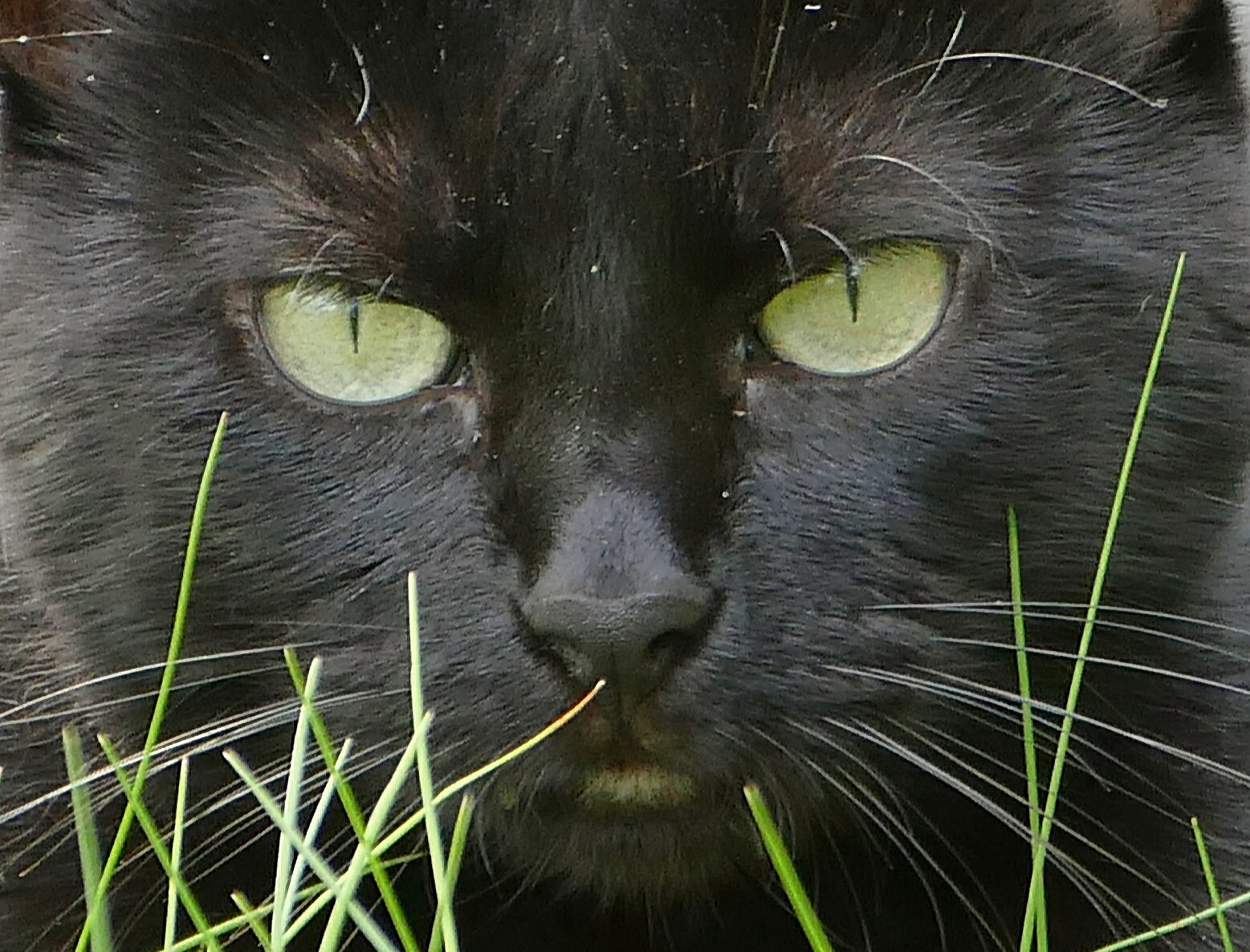
Pisică
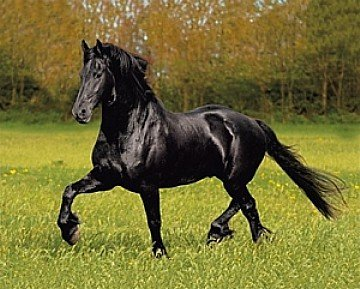
Cal
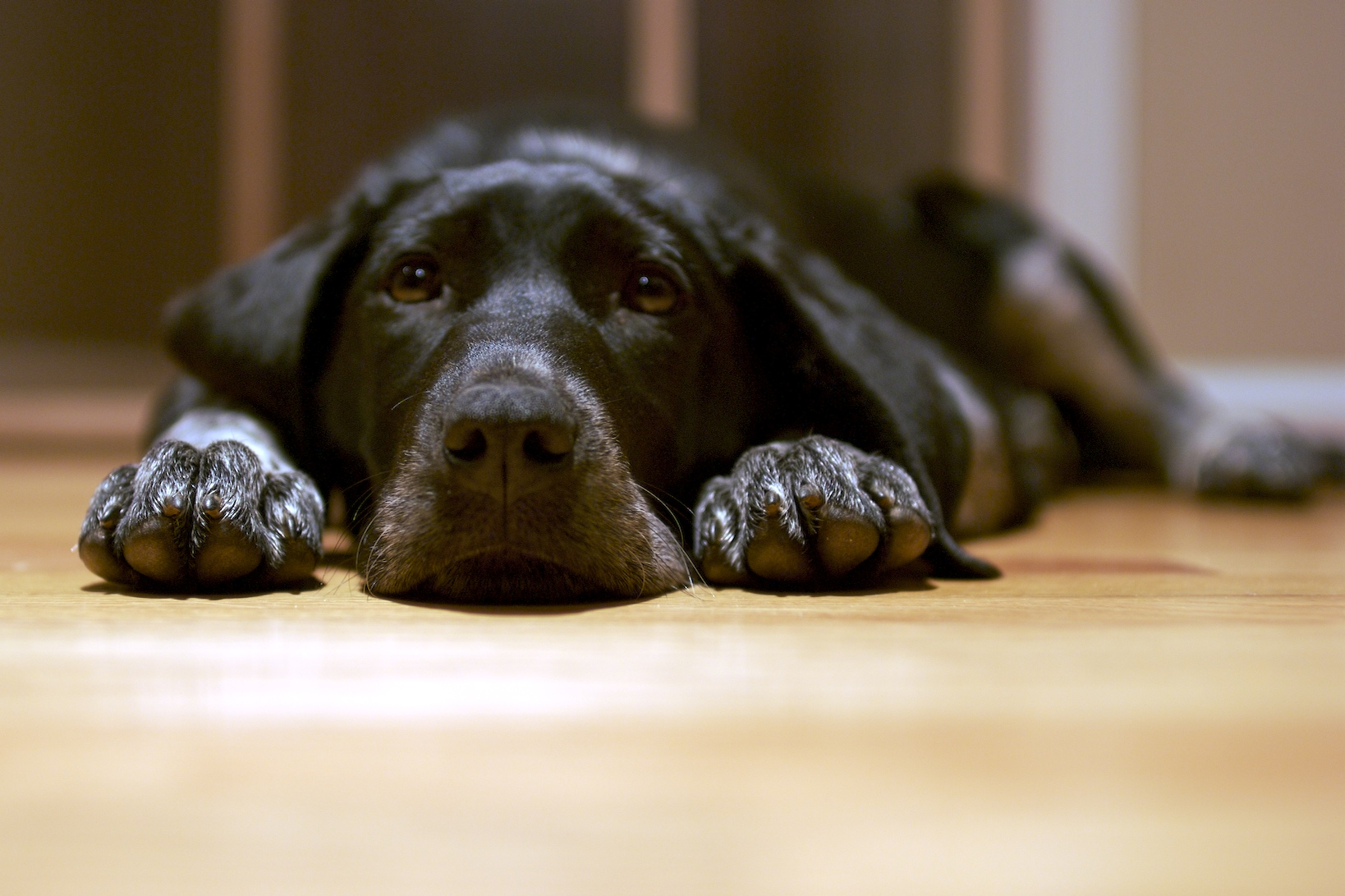
Câine
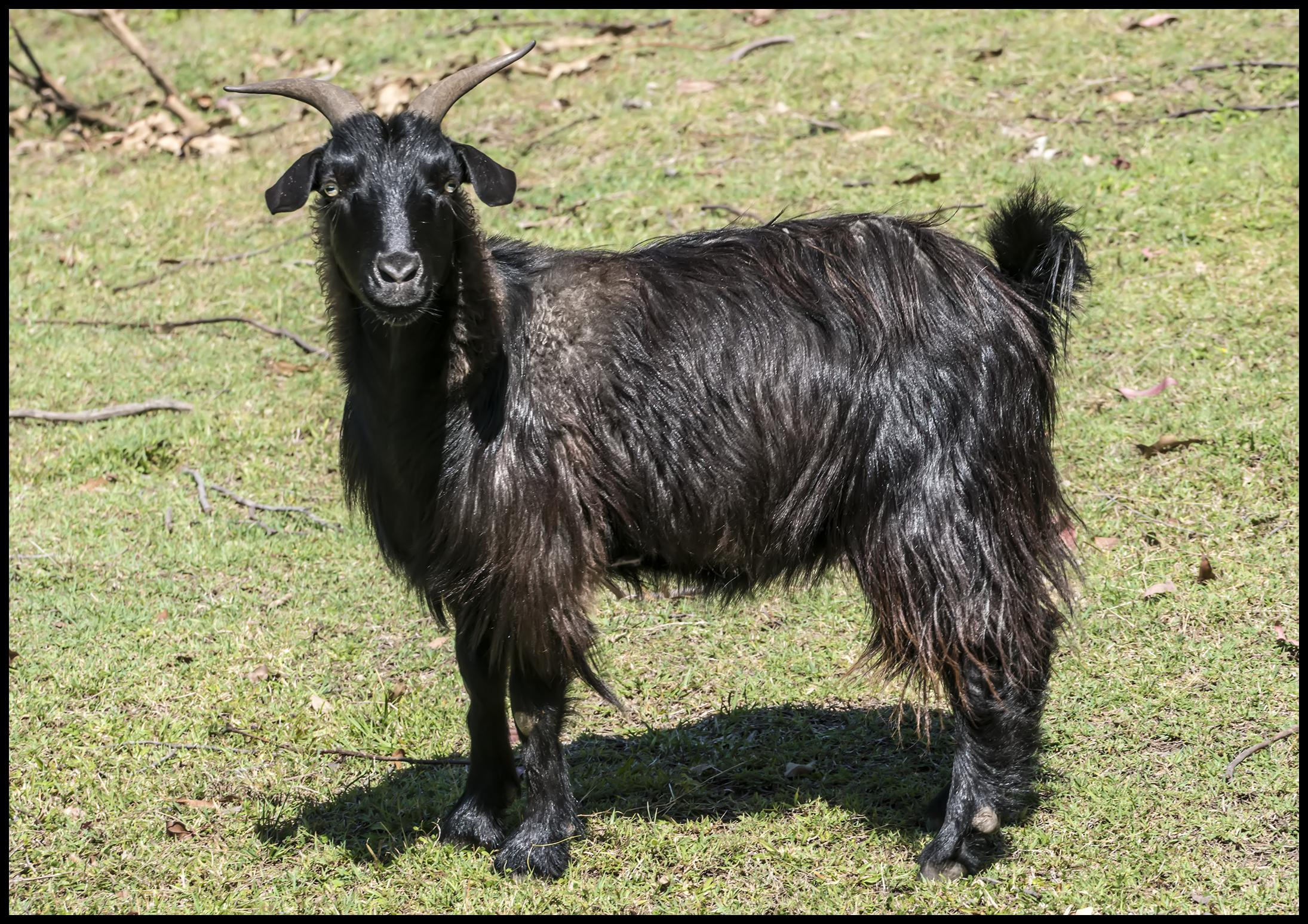
Capră
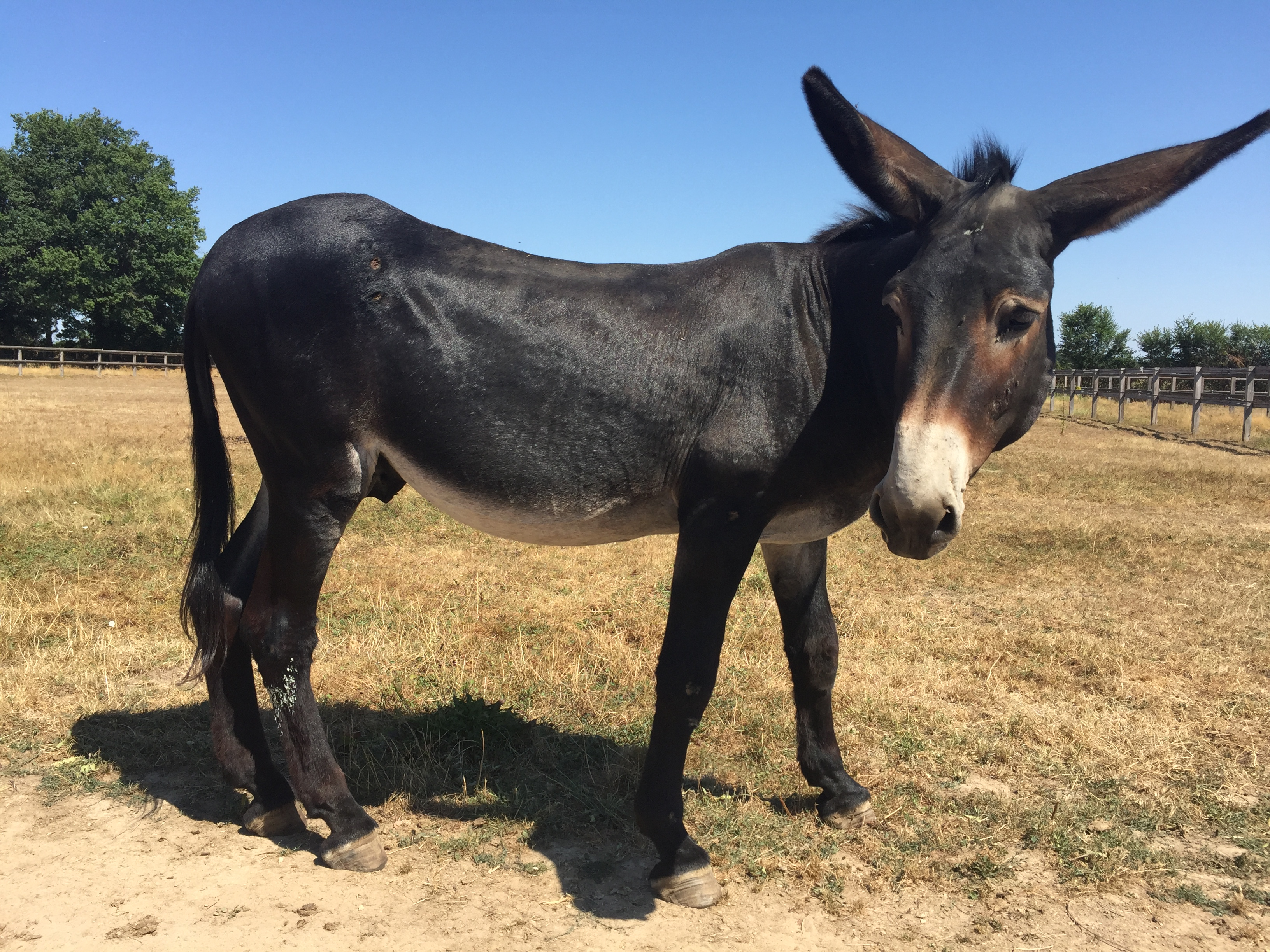
Măgar
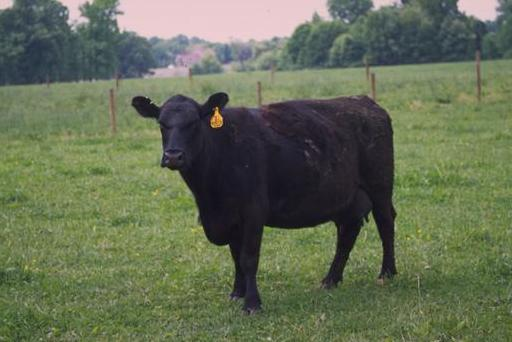
Vacă
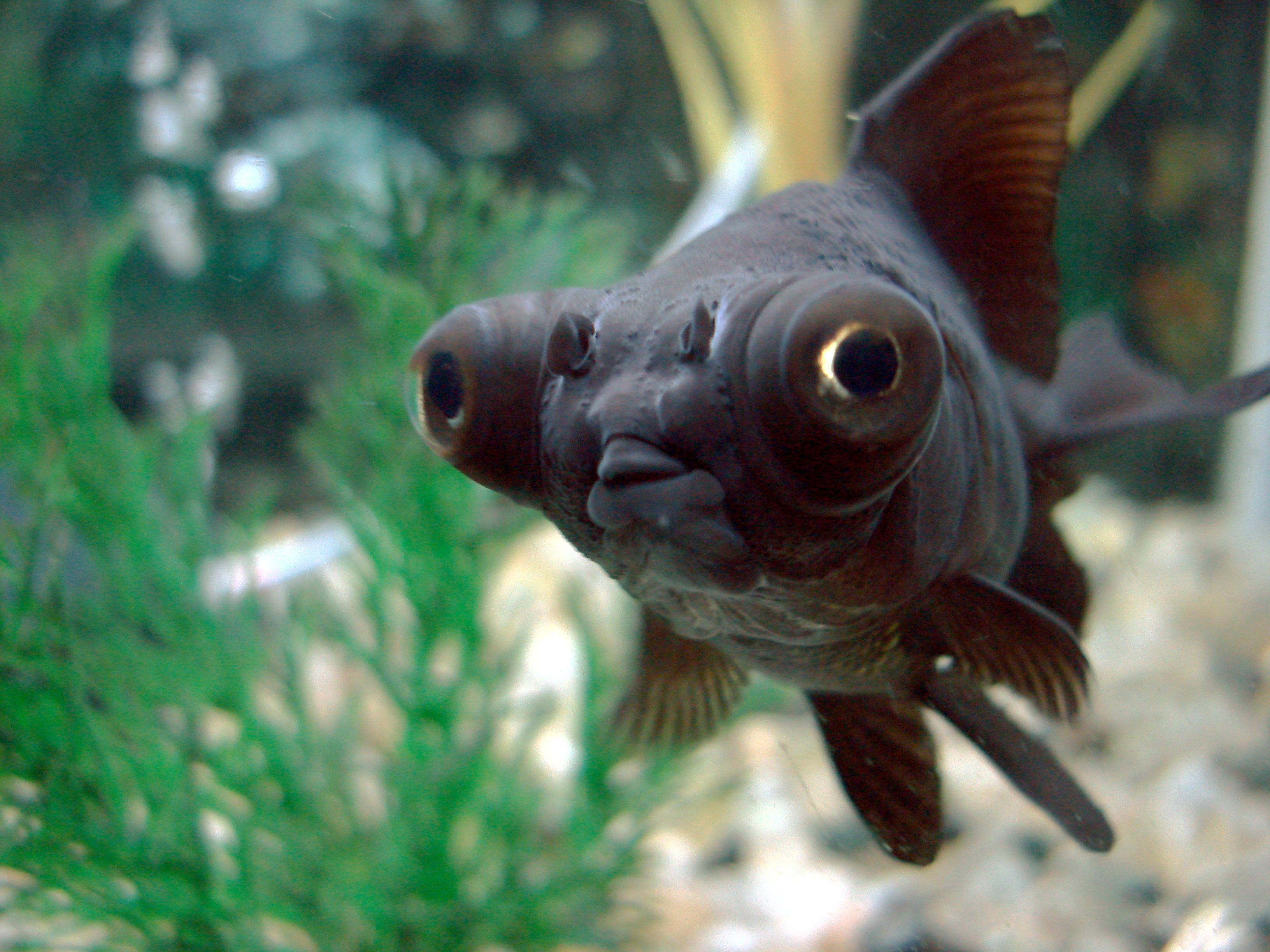
Pește
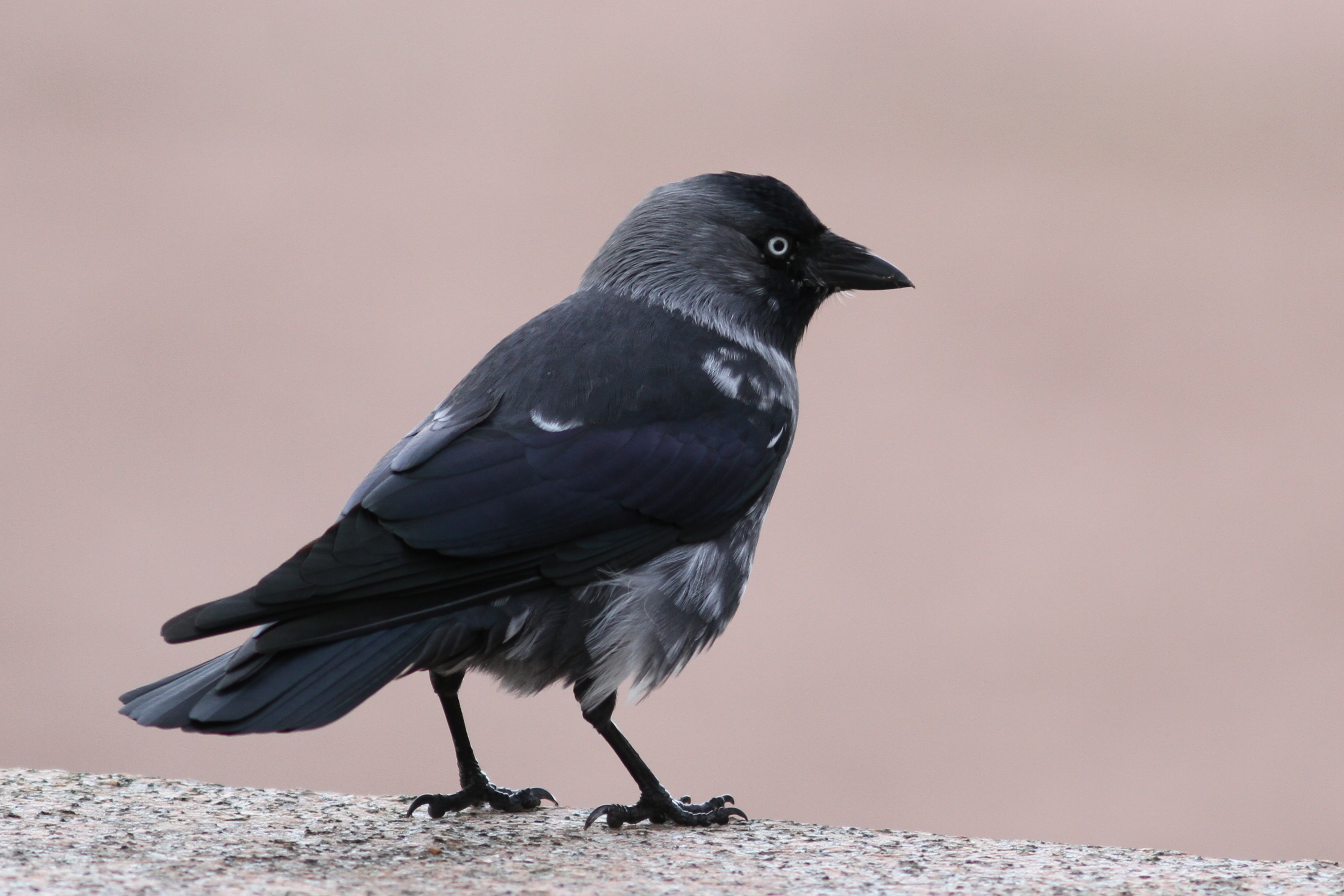
Corvus monedula
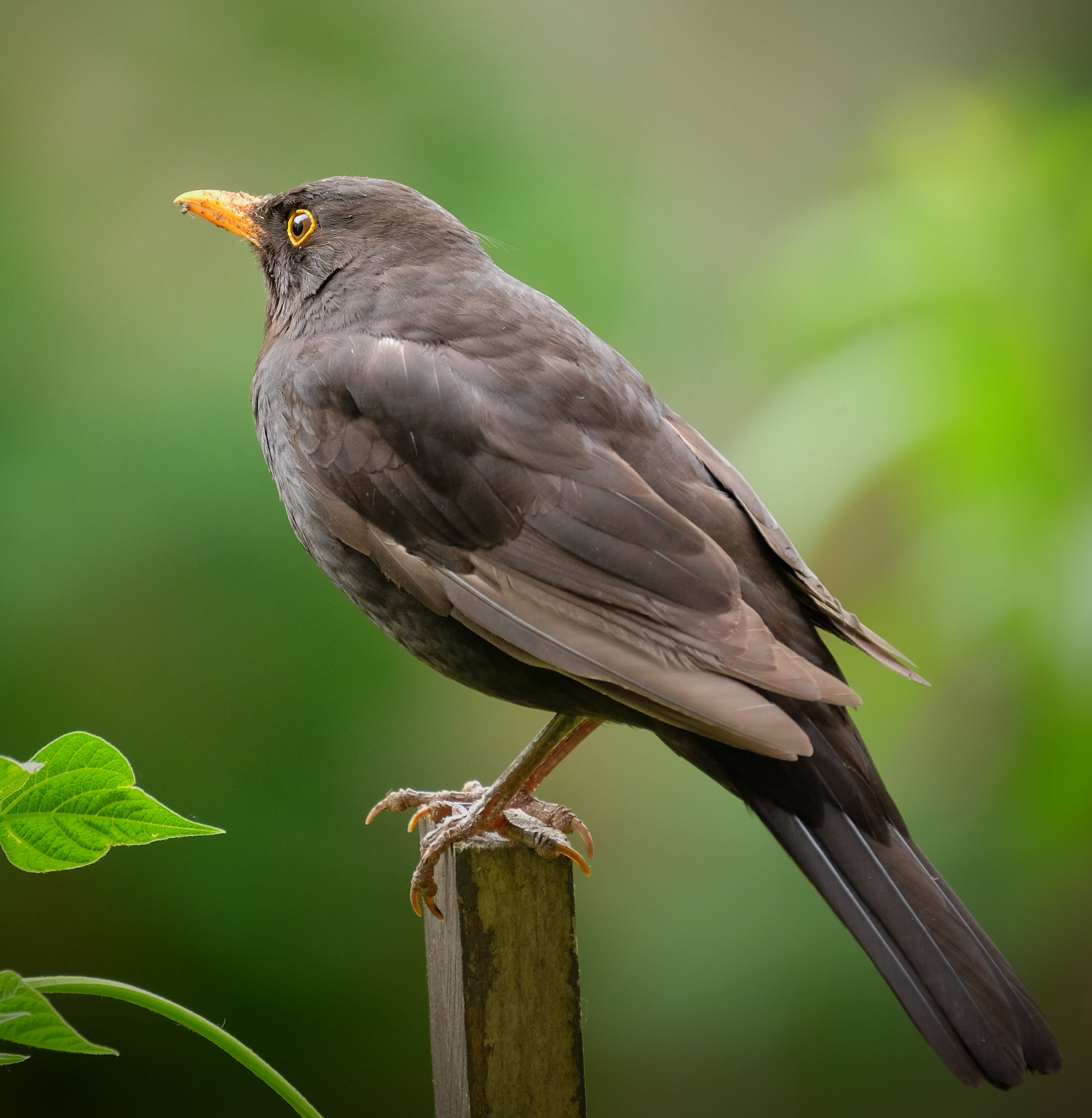
Mierlă
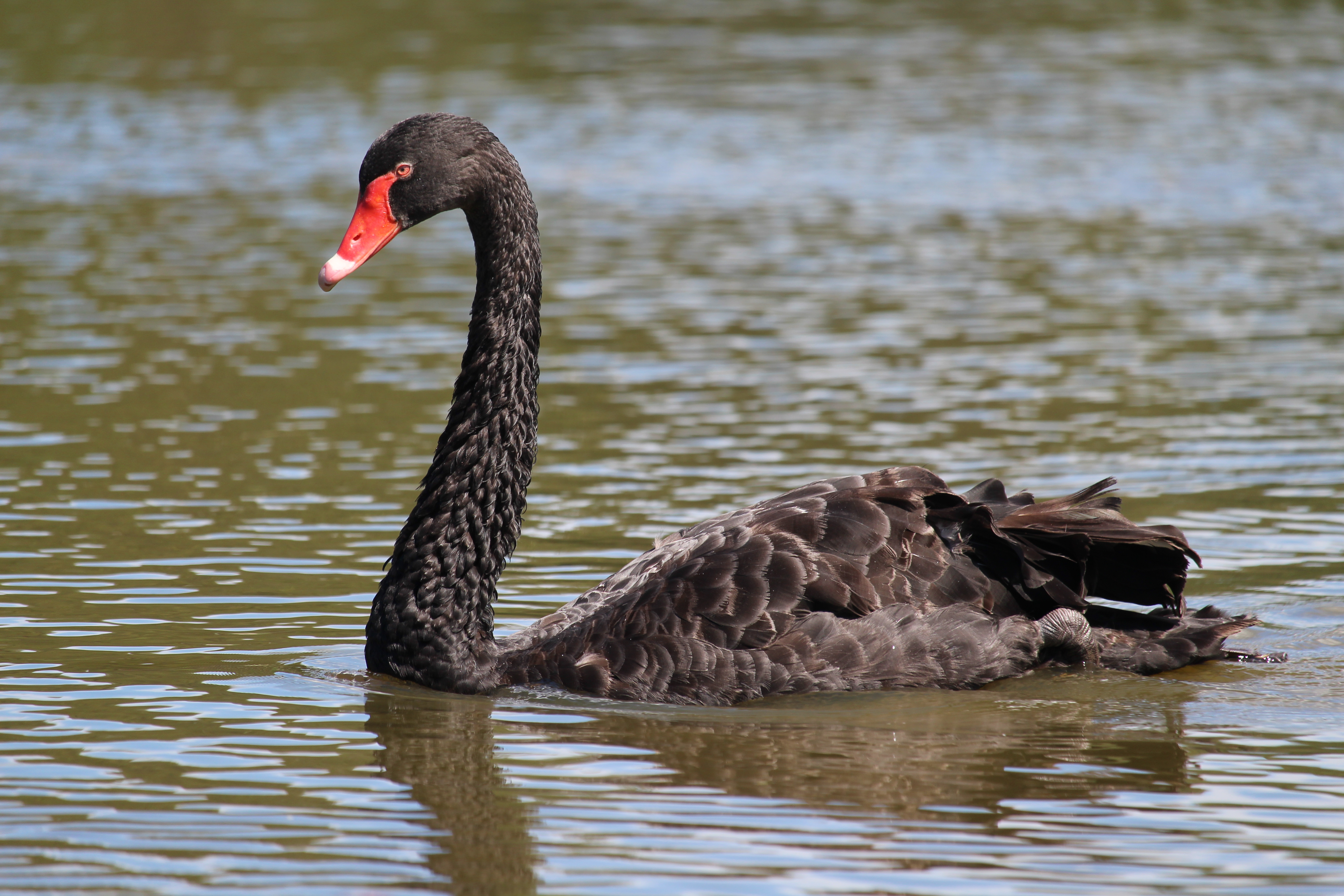
Lebădă neagră
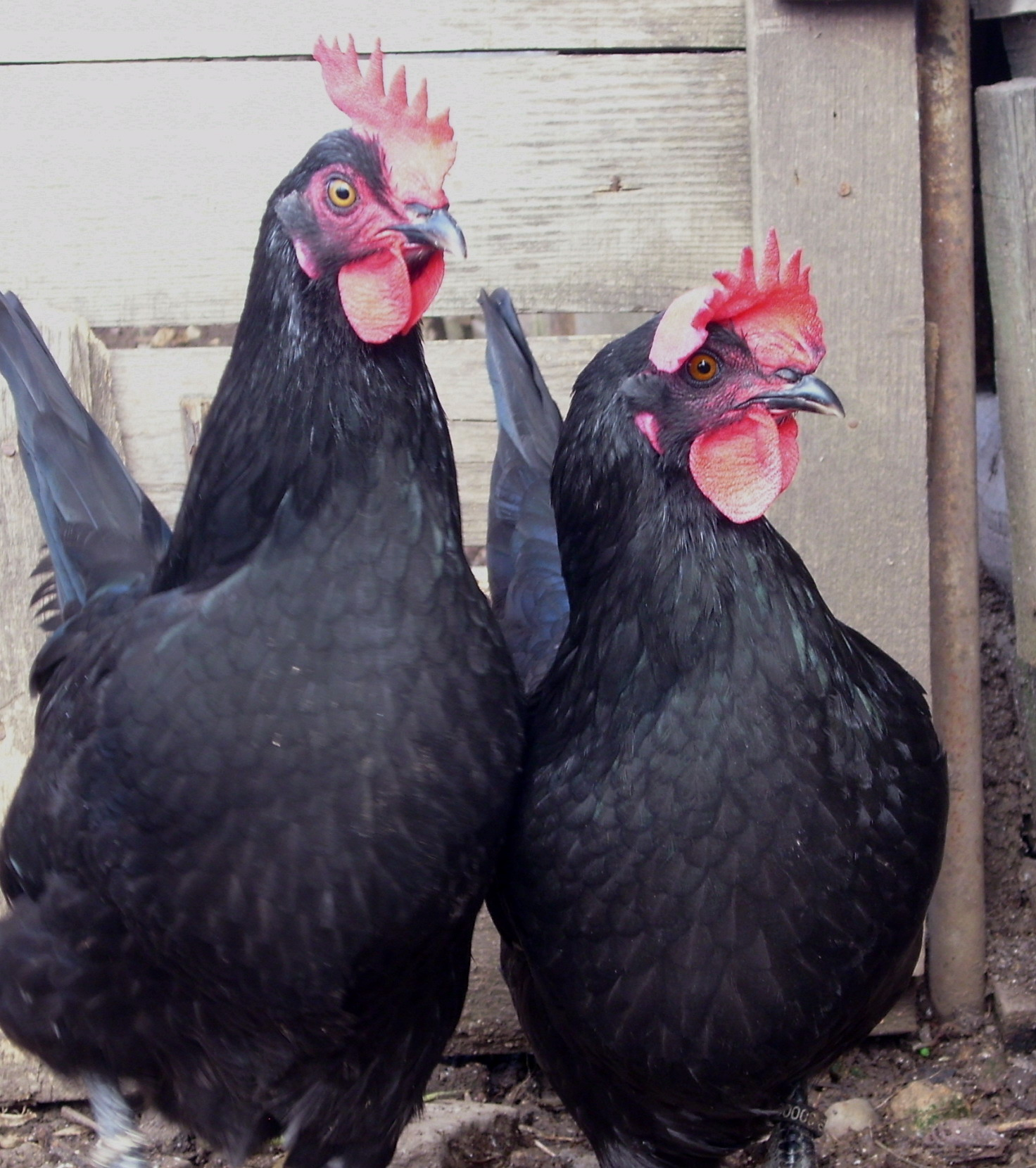
Găini
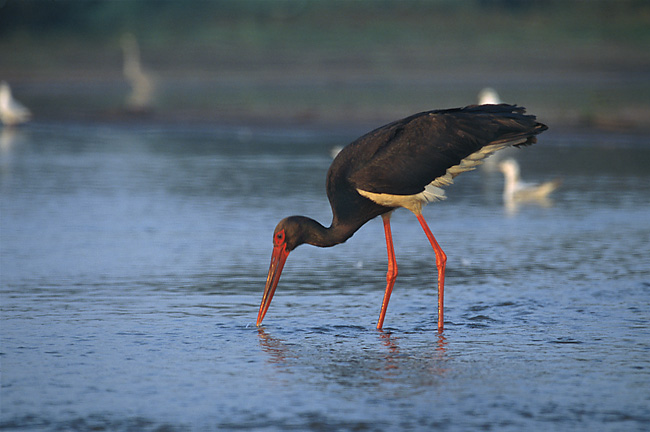
Barză neagră
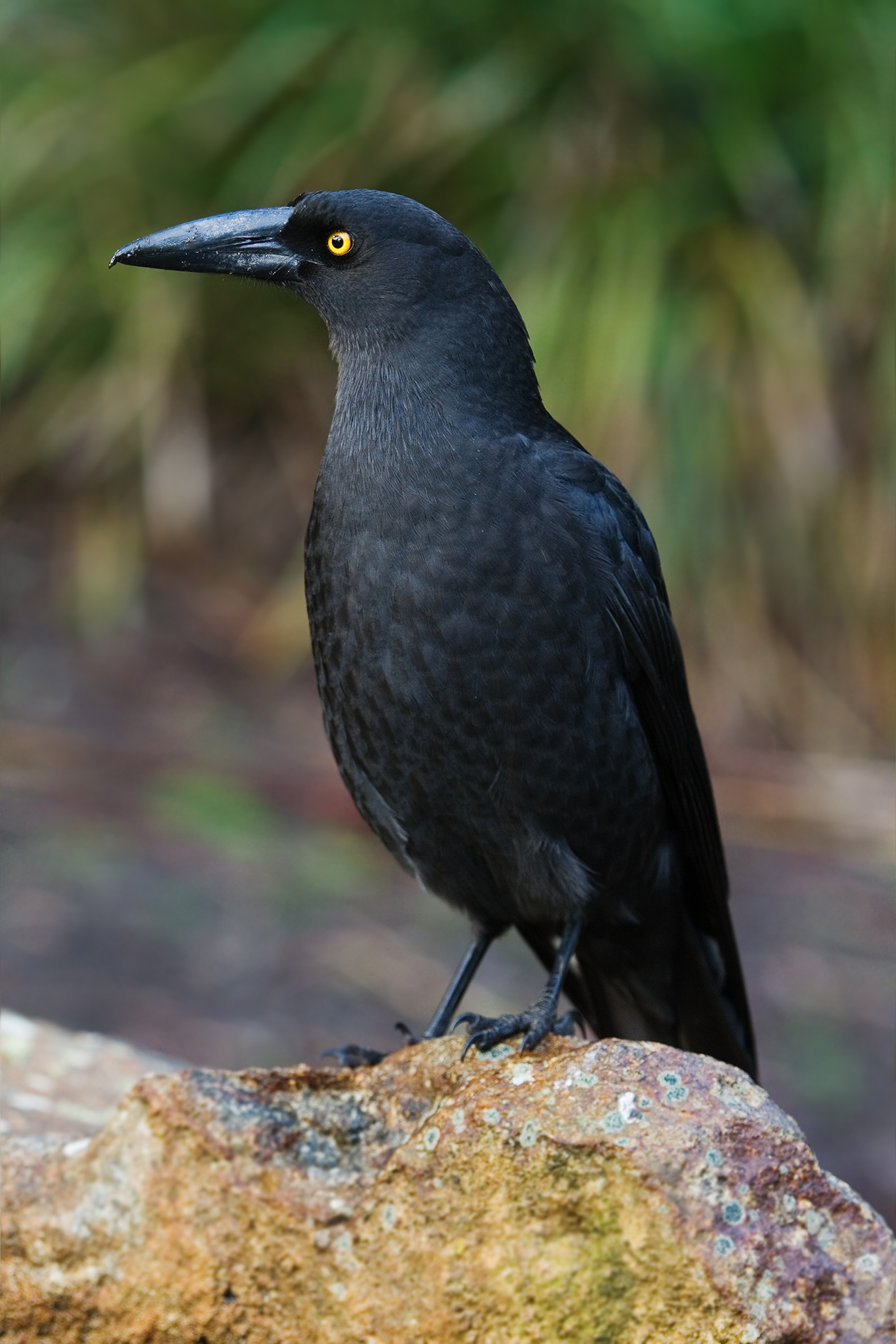
Strepera fuliginosa
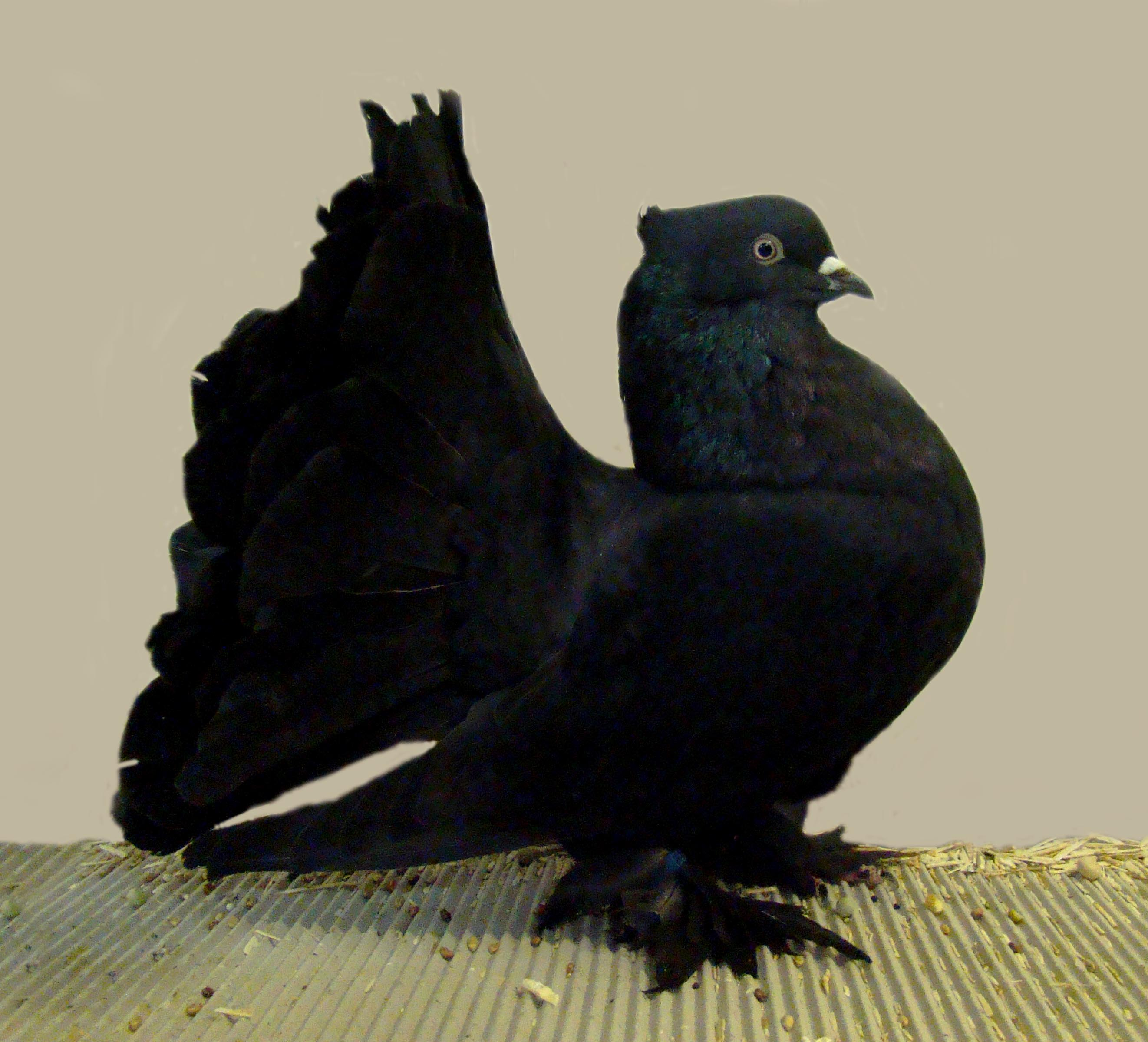
Porumbel
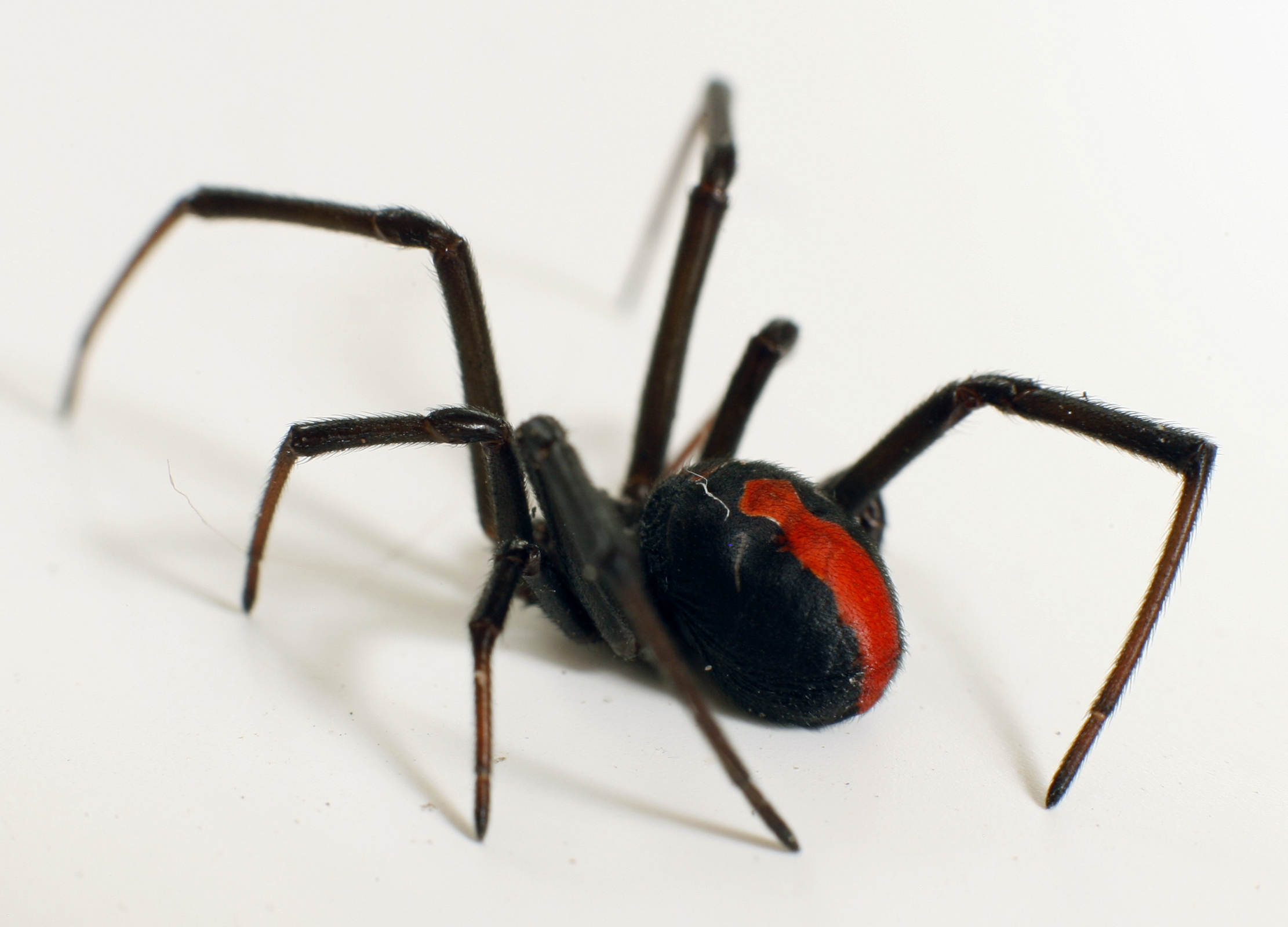
Văduva neagră
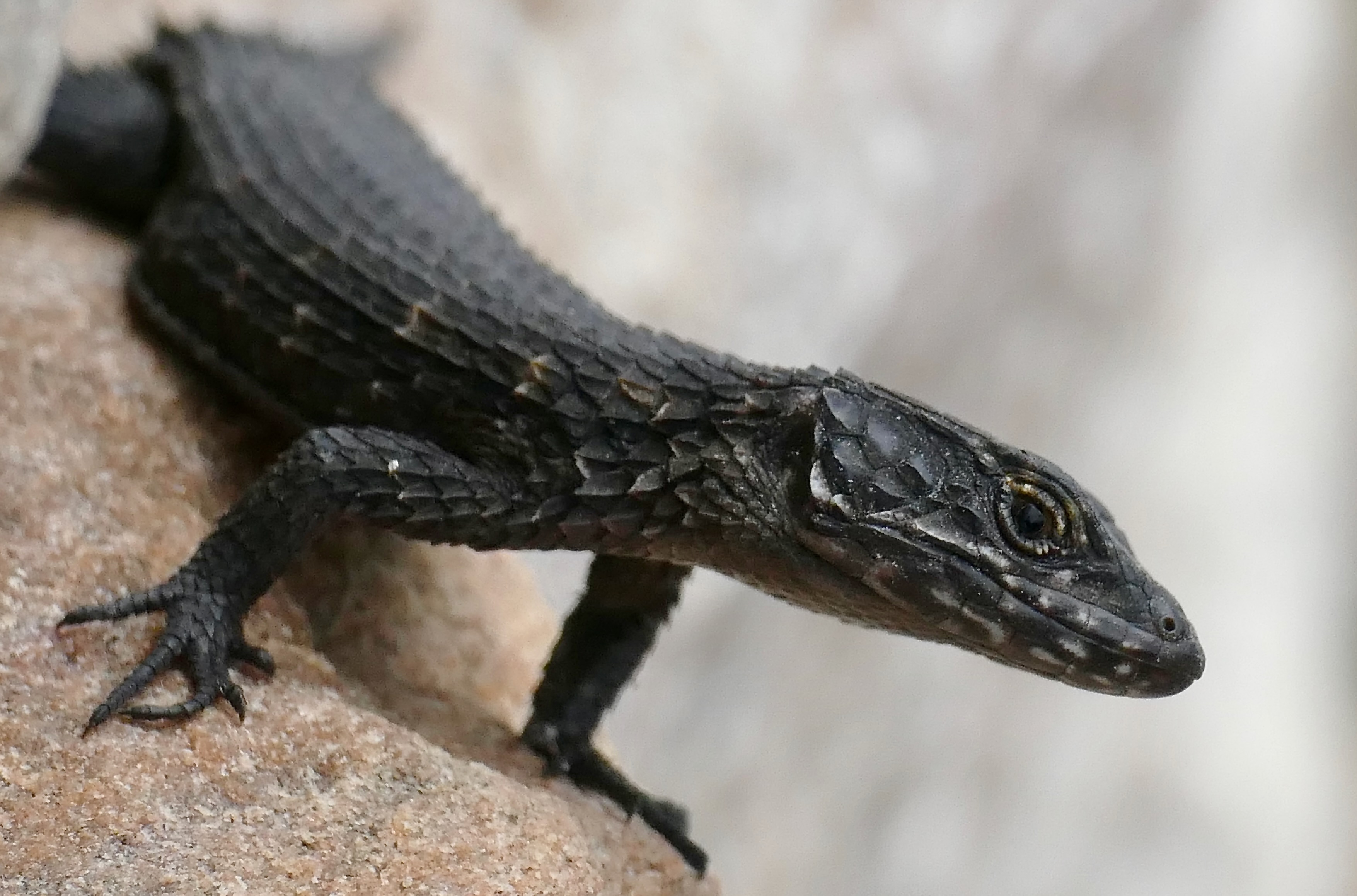
Cordylus niger
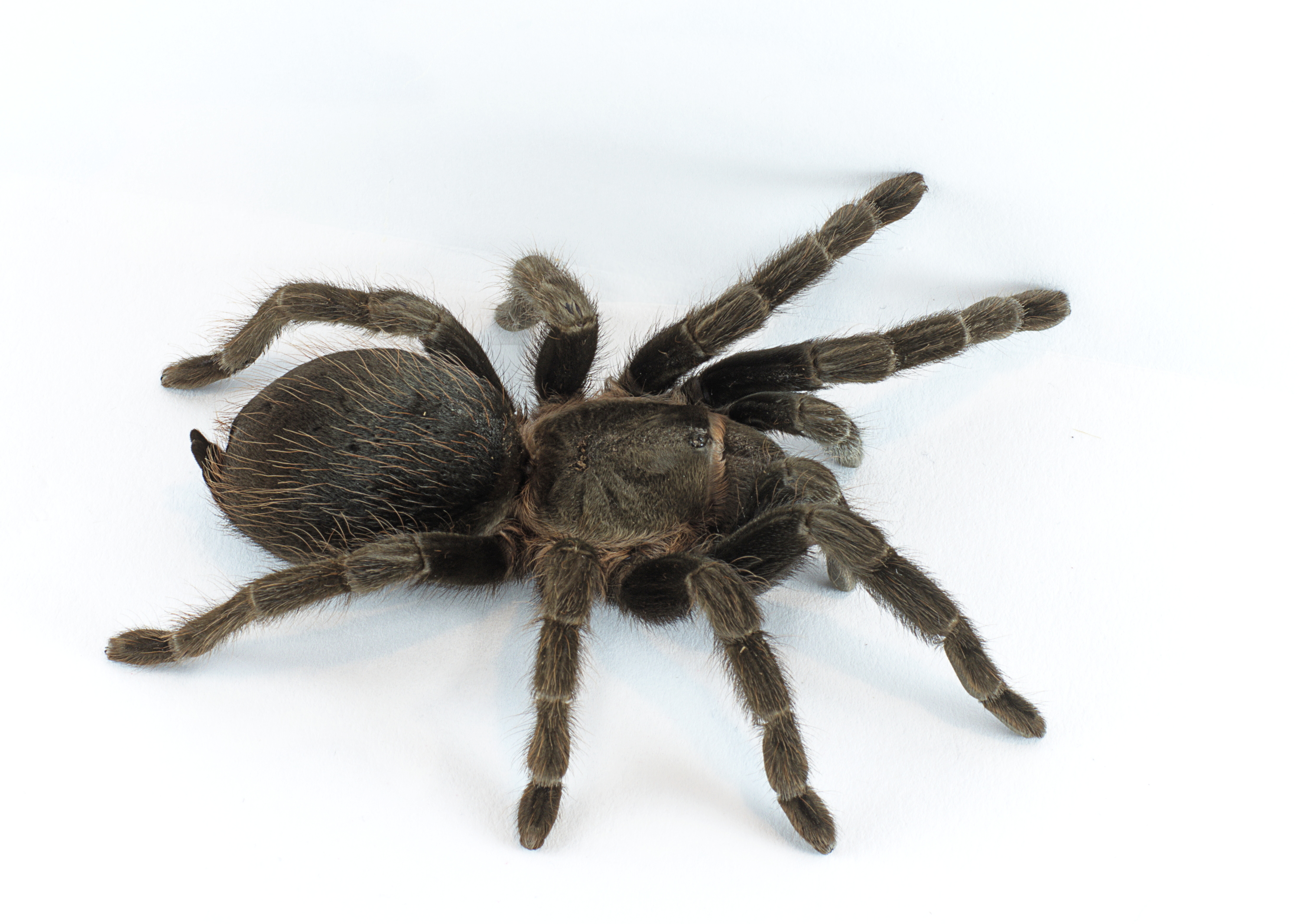
Tarantulă neagră
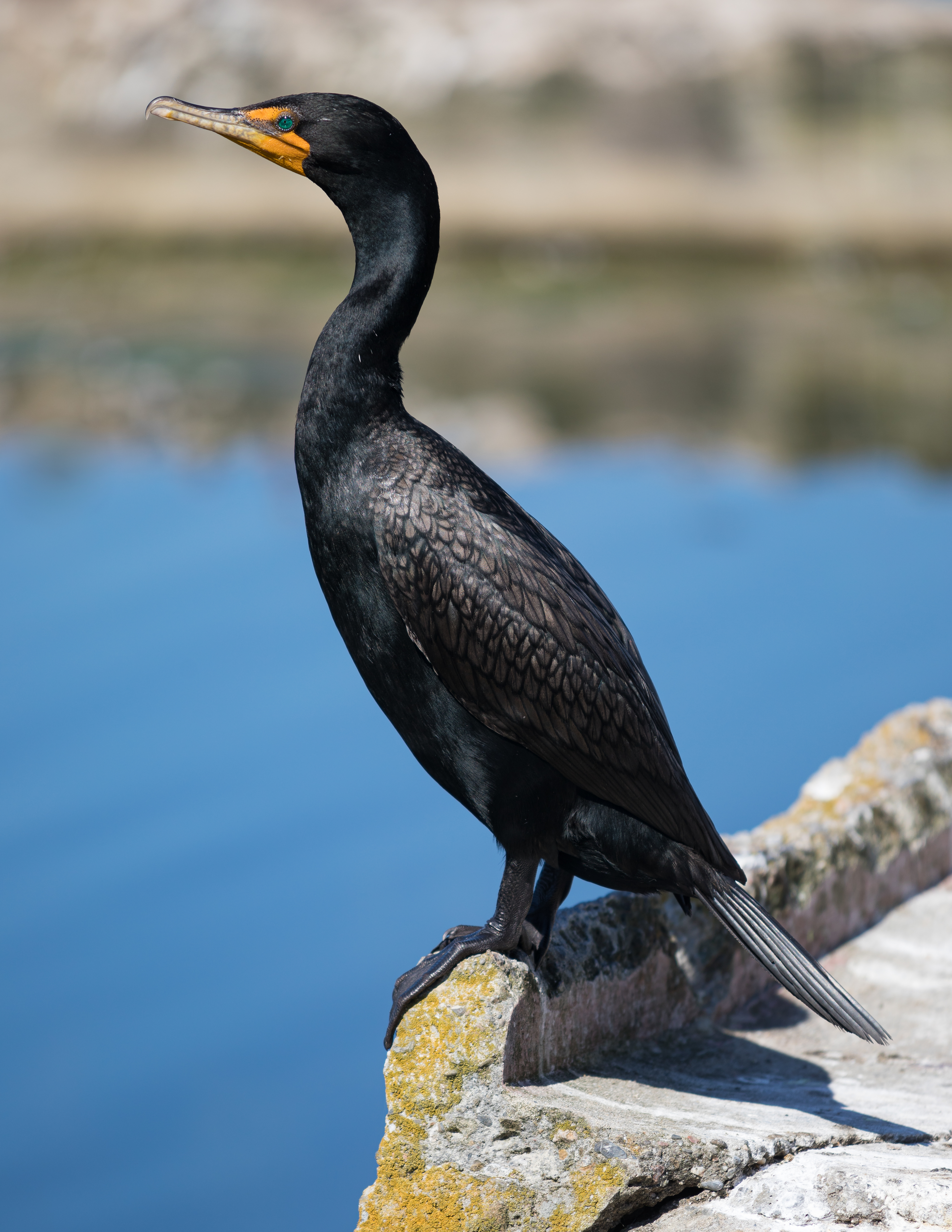
Cormoran
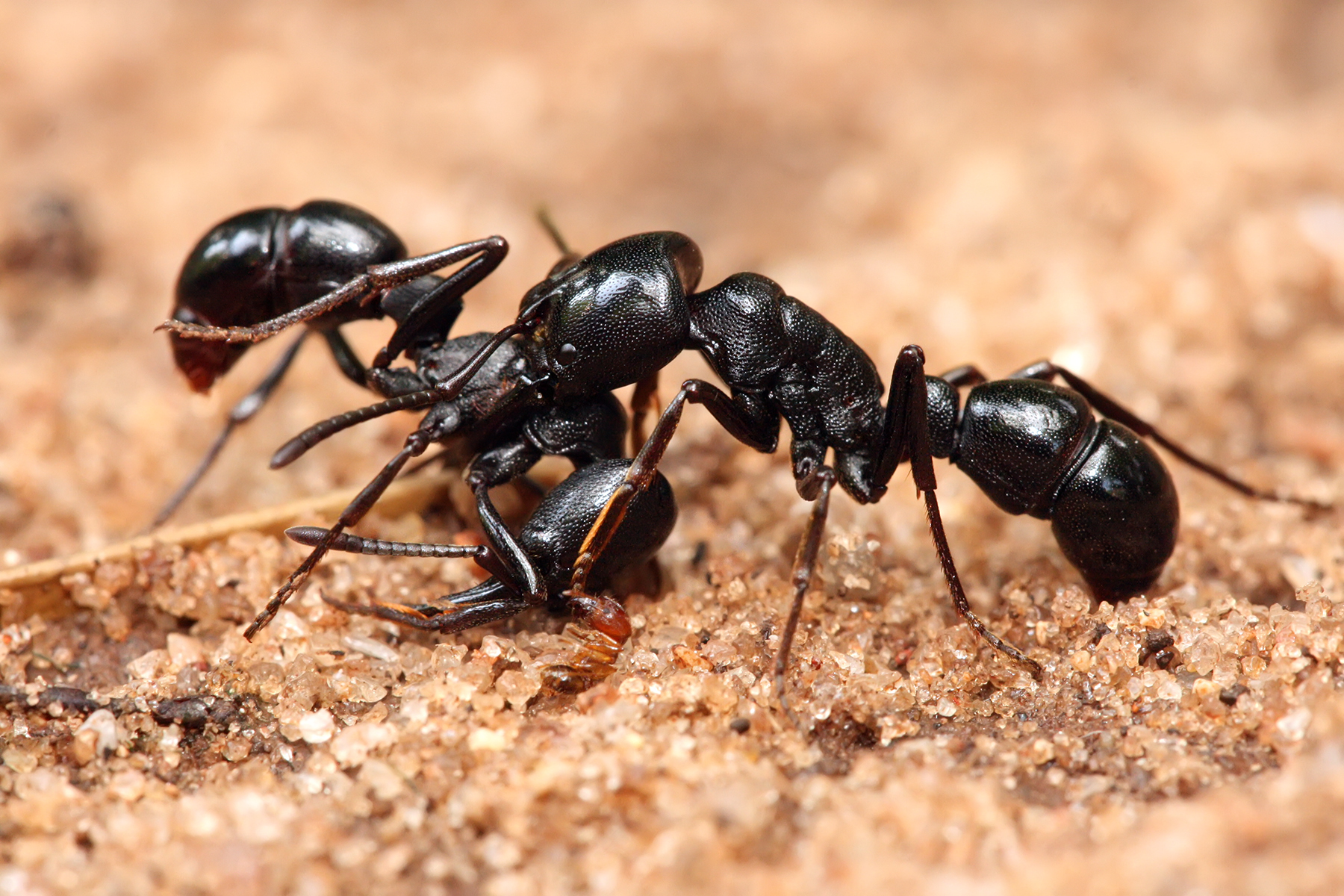
Furnici

## Cultură
În China, culoarea neagră este asociată cu apa, unul dintre cele cinci elemente fundamentale despre care se crede că sunt alcătuite toate lucrurile; de asemenea, este asociată cu iarna, frigul și direcția nord, de obicei simbolizată de o broască țestoasă neagră. Culoarea este asociată cu tulburarea, incluzând tulburarea pozitivă care duce la schimbare și la viață nouă. Când primul împărat al Chinei, Qin Shi Huang, a preluat puterea dinastiei Zhou, el a schimbat culoarea imperială de la roșu la negru, spunând că negrul a stins roșul. Abia când a apărut dinastia Han în 206 î.Hr. roșu a fost restaurată drept culoarea imperială.
Caracterul chinezesc și japonez pentru negru (kuro în japoneză) poate, în funcție de context, să însemne și întuneric sau rău.
În Japonia, negrul este asociat cu misterul, noaptea, necunoscutul, supranaturalul, invizibilul și moartea. Combinat cu albul, poate simboliza intuiția. În Japonia, în secolele X și XI, se credea că purtarea culorii negre poate aduce nenorocire. A fost purtat la curte de către cei care doreau să se despartă de puterile consacrate sau care au renunțat la bunurile materiale.
În Japonia, negrul poate simboliza și experiența, spre deosebire de albul, care simbolizează naivitatea. Centura neagră în arte marțiale simbolizează experiența, în timp ce o centură albă este purtată de novici. Bărbații japonezi poartă în mod tradițional un kimono negru cu o decorație albă în ziua nunții lor.
În Indonezia, negrul este asociat cu adâncimea, lumea subterană, demonii, dezastrul și mâna stângă. Când negrul este combinat cu albul, simbolizează armonia și echilibrul.
Unele femei musulmane poartă niqāb (un articol de îmbrăcăminte de obicei de culoare neagră, care acoperă fața), în locurile în care pot întâlni bărbați cu care nu sunt înrudite.

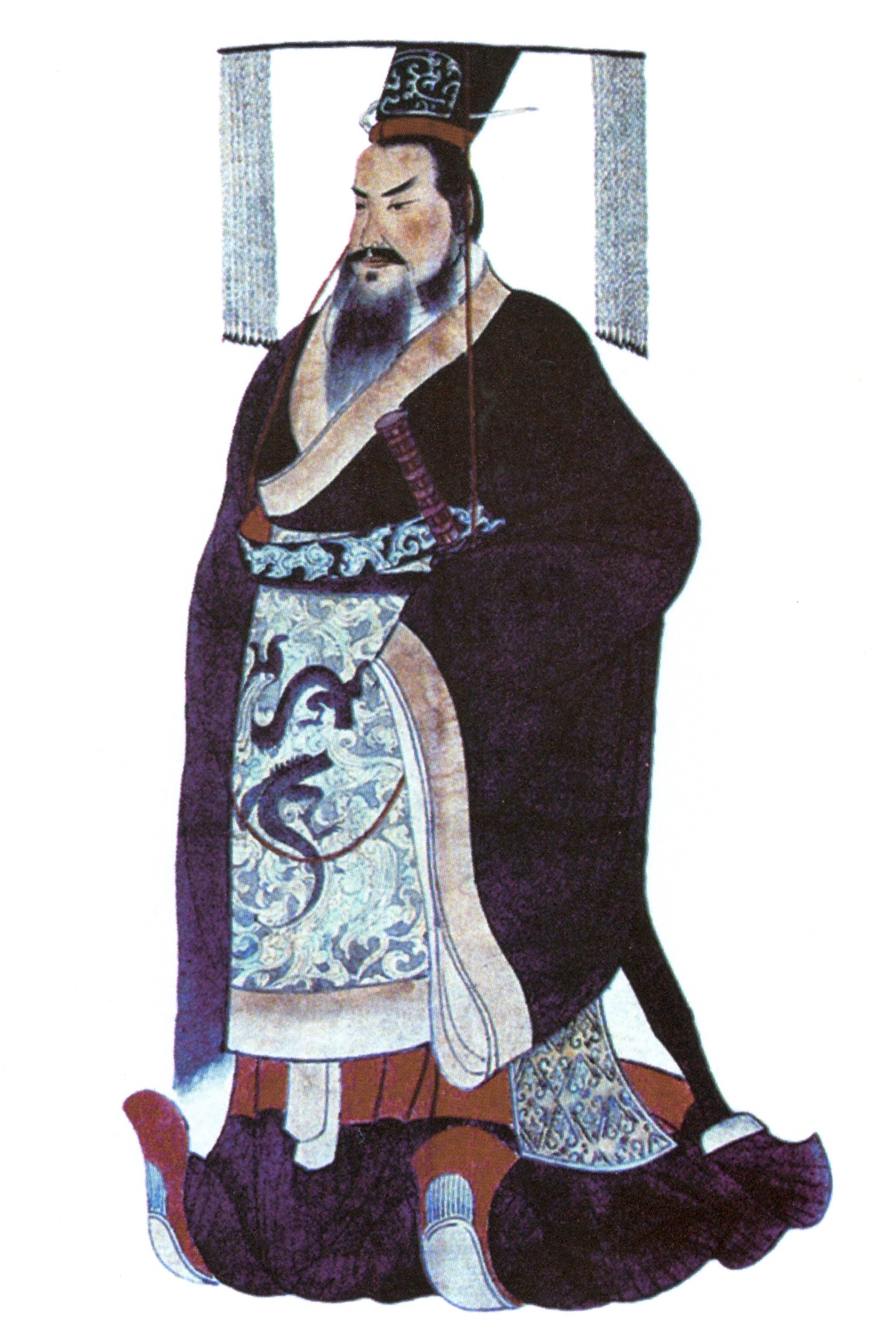
Primul împărat chinez, Qin Shi Huang, a făcut din negru culoarea sa imperială, înlocuind roșu, vechea culoare dinastică
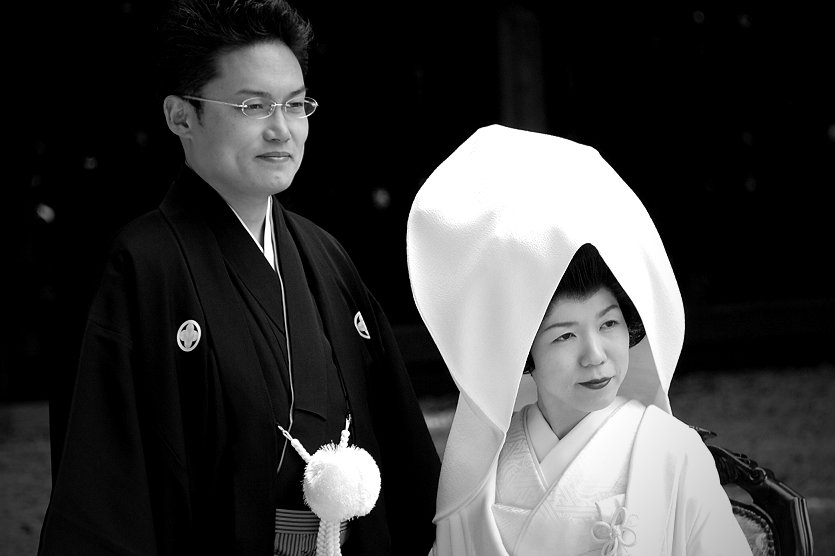
Bărbații japonezi poartă în mod tradițional un kimono negru cu un decor alb în ziua nunții lor
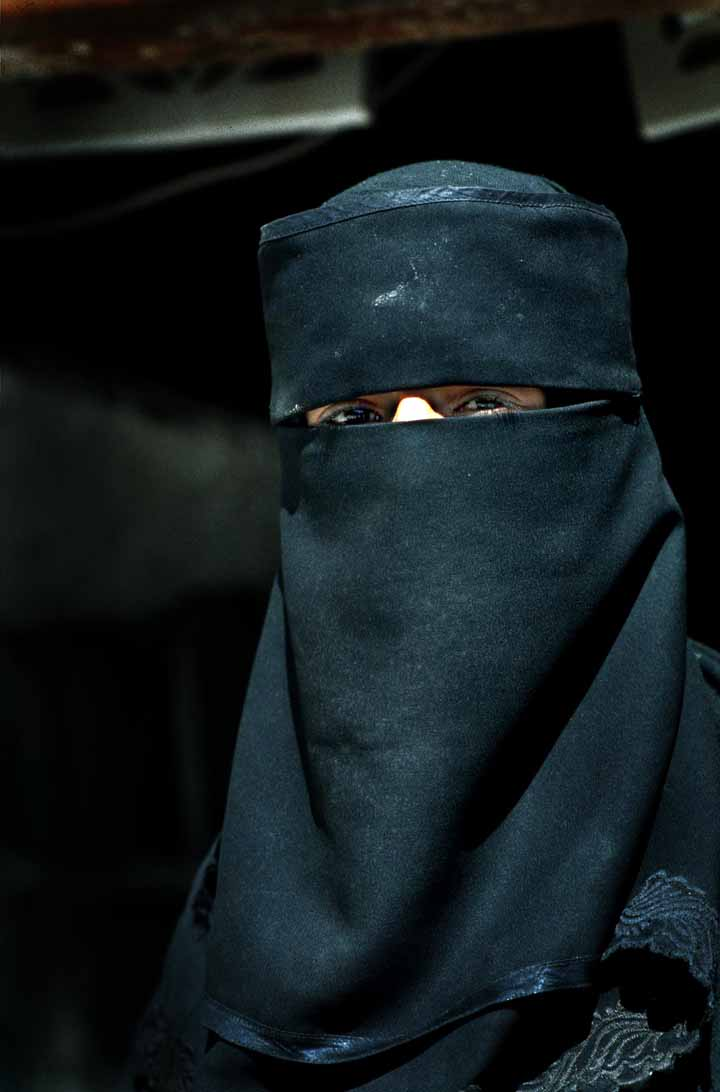
O femeie din Yemen care poartă un niqab

### Mișcări politice
Anarhismul este o filosofie politică, cea mai populară la sfârșitul secolului al XIX-lea și începutul secolului XX, care susține că guvernele și capitalismul sunt dăunătoare și nedorite. Simbolul anarhismului era de obicei fie un steag negru fie litera A scrisă cu negru. Mai recent este reprezentat cu un steag roșu și negru  pentru a sublinia rădăcinile socialiste ale mișcării în Prima Internațională. Anarhismul a fost cel mai popular în Spania, Franța, Italia, Ucraina și Argentina. Au fost, de asemenea, mișcări mici, dar influente în Statele Unite și Rusia. În Rusia, mișcarea s-a aliat cu bolșevicii.
Armata Neagră a fost o colecție de unități militare anarhiste care au luptat în Războiul Civil Rus. A fost cunoscută oficial sub numele de Armata Revoluționară Insurecțională a Ucrainei și a fost sub comanda celebrului anarhist Nestor Makhno.
Fascism. Cămășile negre (italiană camicie nere, 'CCNN) au fost grupuri fasciste paramilitare din Italia în timpul perioadei imediat următoare Primului Război Mondial și până la sfârșitul celui de-al Doilea Război Mondial. Cămășile negre erau cunoscute oficial ca Miliția Voluntară pentru Securitate Națională  (Milizia Volontaria per la Sicurezza Nazionale).
Inspirate de uniformele negre ale Arditi, trupele de elită ale Italiei din Primul Război Mondial, Cămășile negre fasciste au fost organizate de Benito Mussolini ca instrument militar al mișcării sale politice. Ei au folosit violența și intimidarea împotriva adversarilor lui Mussolini. Mussolini a ajuns la putere în 1922, prin Marșul asupra Romei, cu Cămășile negre.
Negrul a fost adoptat și de Adolf Hitler și naziștii din Germania. Roșul, albul și negrul au fost culorile drapelului Imperiului German din 1870 până în 1918. În Mein Kampf, Hitler a explicat că sunt „culori semnificative venerate ale omagiului nostru trecutului glorios”. Hitler a mai scris că „noul steag ... ar trebui să se dovedească eficient ca un poster mare”, deoarece „în sute de mii de cazuri, o emblemă cu adevărat izbitoare poate fi prima cauză a trezirii interesului pentru o mișcare”.  Svastica neagră era menită să simbolizeze rasa ariană, care, potrivit naziștilor, „a fost întotdeauna antisemită și va fi întotdeauna antisemită”. Au fost luate în considerare mai multe modele ale unui număr de autori diferiți, dar cel adoptat până la urmă a fost designul personal al lui Hitler. Negrul a devenit culoarea uniformei SS,  Schutzstaffel sau „corpul de apărare”, aripa paramilitară a Partidului nazist și a fost purtată de ofițeri SS din 1932 până la sfârșitul celui de-al Doilea Război Mondial.
Naziștii au folosit un triunghi negru pentru a simboliza elementele antisociale. Simbolul provine din lagărele de concentrare naziste, unde fiecare prizonier trebuia să poarte pe haină una dintre ecusoanele lagărului de concentrare nazistă, a cărei culoare îi clasifica în funcție de „genul lor”. Mulți prizonieri din Triunghiul Negru erau fie cu dizabilități mintale, fie bolnavi psihic. S-au numărat și persoanele fără adăpost, la fel ca alcoolici, romi, prostituate, cei care se sustrăgeau serviciului militar obligatoriu și pacifiști. Mai recent triunghiul negru a fost adoptat ca simbol în cultura lesbiană și de activiști cu handicap.
Cămașele negre au fost purtate și de Uniunea Fasciștilor Britanici înainte de al Doilea Război Mondial și de membrii mișcărilor fasciste din Țările de Jos.
Rezistența patriotică. „Lützowsches Freikorps” format din voluntari studenți germani și cadre universitare de luptă împotriva lui Napoleon în 1813, nu-și permitea să facă uniforme speciale și, prin urmare, a adoptat negru ca singura culoare care putea fi folosită pentru vopsirea hainelor civile, fără urme din culoarea originală. În 1815 studenții au început să poarte un steag roșu, negru și auriu, despre care credeau (greșit) că au fost culorile Sfântului Imperiu Roman (steagul imperial fusese de fapt auriu și negru). În 1848, acesta a devenit steagul Confederației germane. În 1866, Prusia a unit Germania sub stăpânirea sa și a impus roșu, alb și negru de pe propriul drapel, care au rămas culorile drapelului german până la sfârșitul celui de-al Doilea Război Mondial. În 1949, Republica Federală Germania a revenit la steagul și culorile originale ale studenților și profesorilor din 1815, care este astăzi steagul Germaniei.
Islamism.  Negru standard (راية السوداء rāyat al-sawdā, de asemenea, cunoscut sub numele de راية العقاب rāyat al-'uqāb) este steagul istoric fluturat de Mahomed în tradiția islamică, un simbol escatologic în Islamul șiit, și un simbol folosit în islamism și jihadism.

Un steag folosit de Armata neagră anarhistă în timpul Războiului Civil rus. Spune: „Puterea naște paraziți. Trăiască Anarhia!”
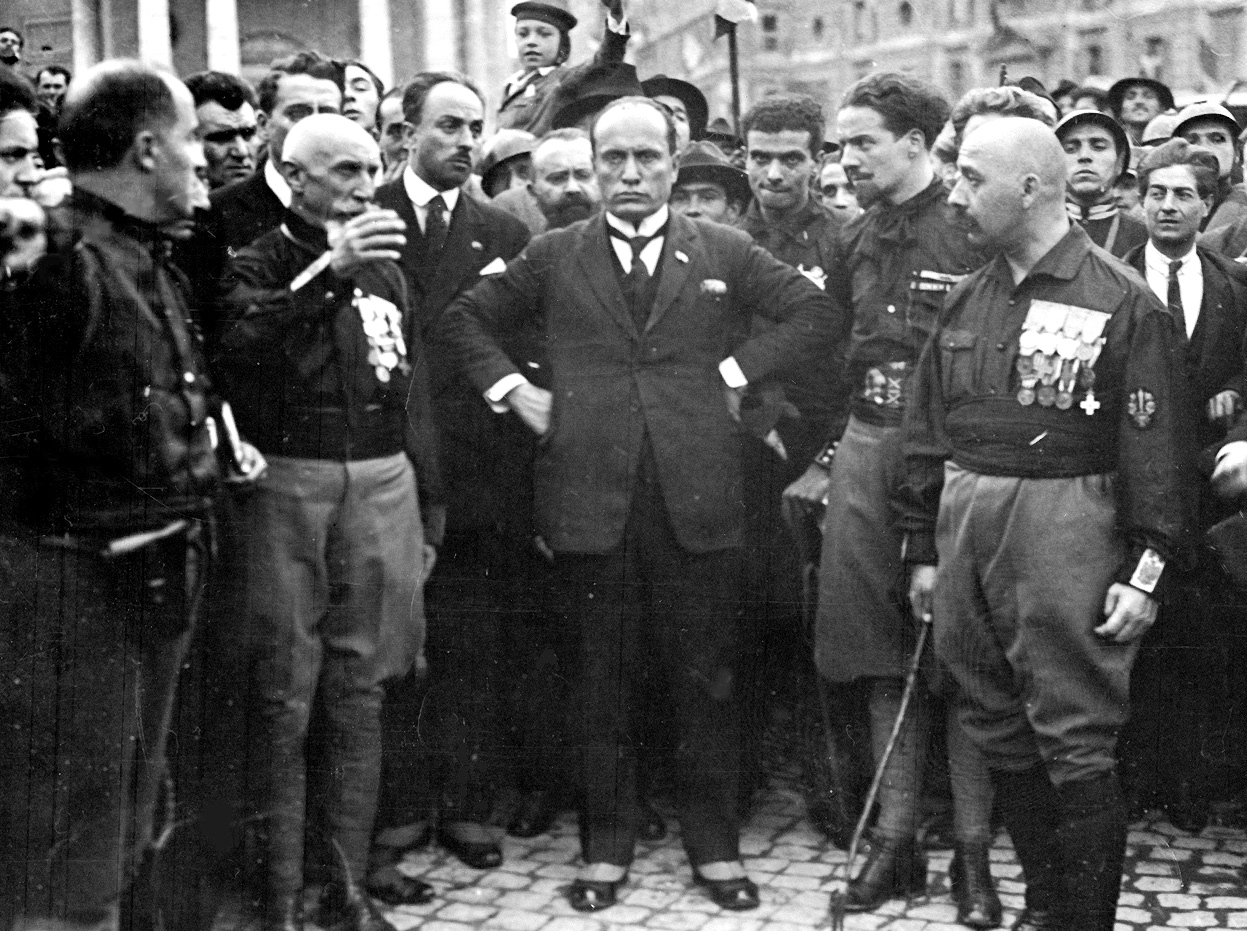
Benito Mussolini și „Cămășile negre” fasciste în timpul Marșul asupra Romei în 1922
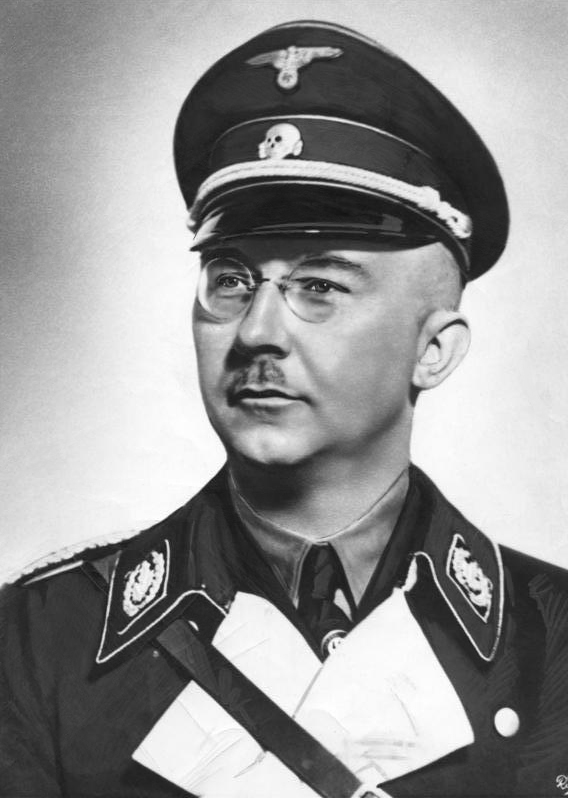
Uniforma neagră a lui Heinrich Himmler, șeful SS, aripa militară a Partidului nazist (1938).
Steagul folosit de ISIL (denumit și ISIS), Boko Haram și alte grupuri. Standarde negre similare sunt folosite de islamiști și jihadiști din întreaga lume musulmană.

### Steaguri
Puține instituții au adoptat un steag predominant negru. Steagul negru uni este o emblema a rebelilor, piraților și anarhiștilor. Negrul poate fi folosit într-un tricolor; partea din mijloc neagră este rară.

Crucea sfântului Piran, steagul Cornwall
Pahang, (Malaezia)
Terengganu, (Malaezia)

## Asocieri și semnificații simbolice

### Doliu
În Europa și America, negrul este în mod obișnuit asociat cu doliu și pierderea unei persoane apropiate,  și de obicei este purtat la înmormântări și servicii de pomenire. În unele societăți tradiționale, de exemplu în Grecia și Italia, unele văduve poartă negru pentru tot restul vieții. În schimb, în mare parte din Africa și în anumite zone din Asia, cum ar fi Vietnam, albul este o culoare de doliu.
În Anglia victoriană, culorile și stofa de doliu erau specificate într-un cod vestimentar neoficial: „paramatta negru non-reflectorizant și voal pentru primul an de doliu, urmat de nouă luni de mătase neagră cu voal și apoi trei luni, când se renunța la voal. Paramatta era o țesătură din mătase combinată cu lână sau bumbac; voalul era o țesătură dură de mătase neagră, cu un aspect ondulat. Văduvelor li s-a permis să schimbe culorile la jumătatea doliului, cu griul și lavanda, alb-negru, în ultimele șase luni”.
O „zi neagră” (sau o săptămână sau o lună) se referă de obicei la o dată tragică. Romanii marcau zilele  fasti cu pietre albe și zilele nefasti cu negru. Termenul este adesea folosit pentru a memora masacrele. Vezi Septembrie Negru în Iordania, când un număr mare de palestinieni au fost uciși și Iulie neagru în Sri Lanka, când au fost uciși membri ai populației tamil de către guvernul sinhalez.
În lumea financiară, termenul se referă adesea la o scădere dramatică a pieței bursiere. De exemplu, Crahul de pe Wall Street, prăbușirea bursei din 29 octombrie 1929, care a marcat începutul Marii Depresiuni, este poreclit Marțea neagră și a fost precedată de Joia  neagră.

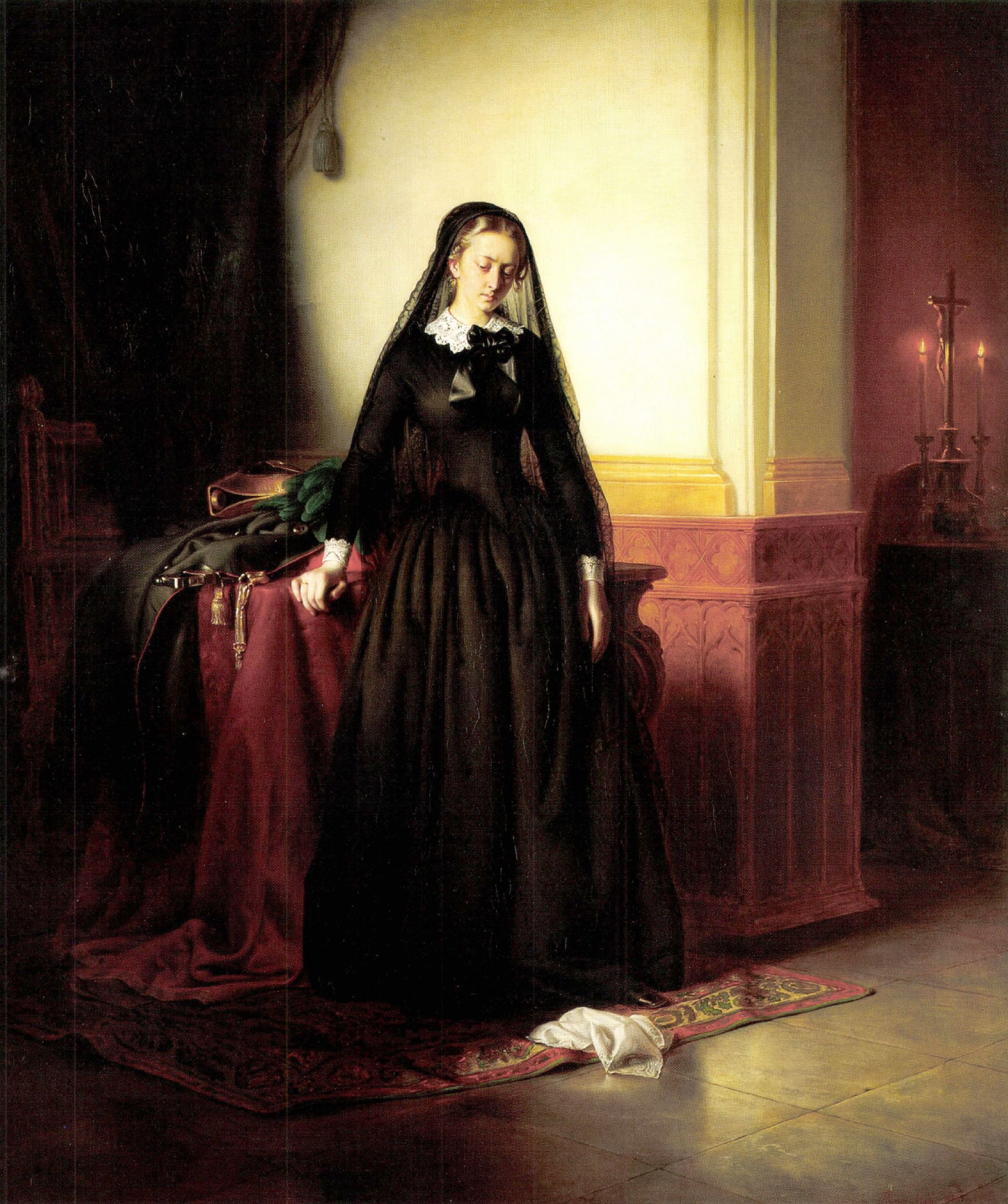
Văduva, de József Borsos, 1853
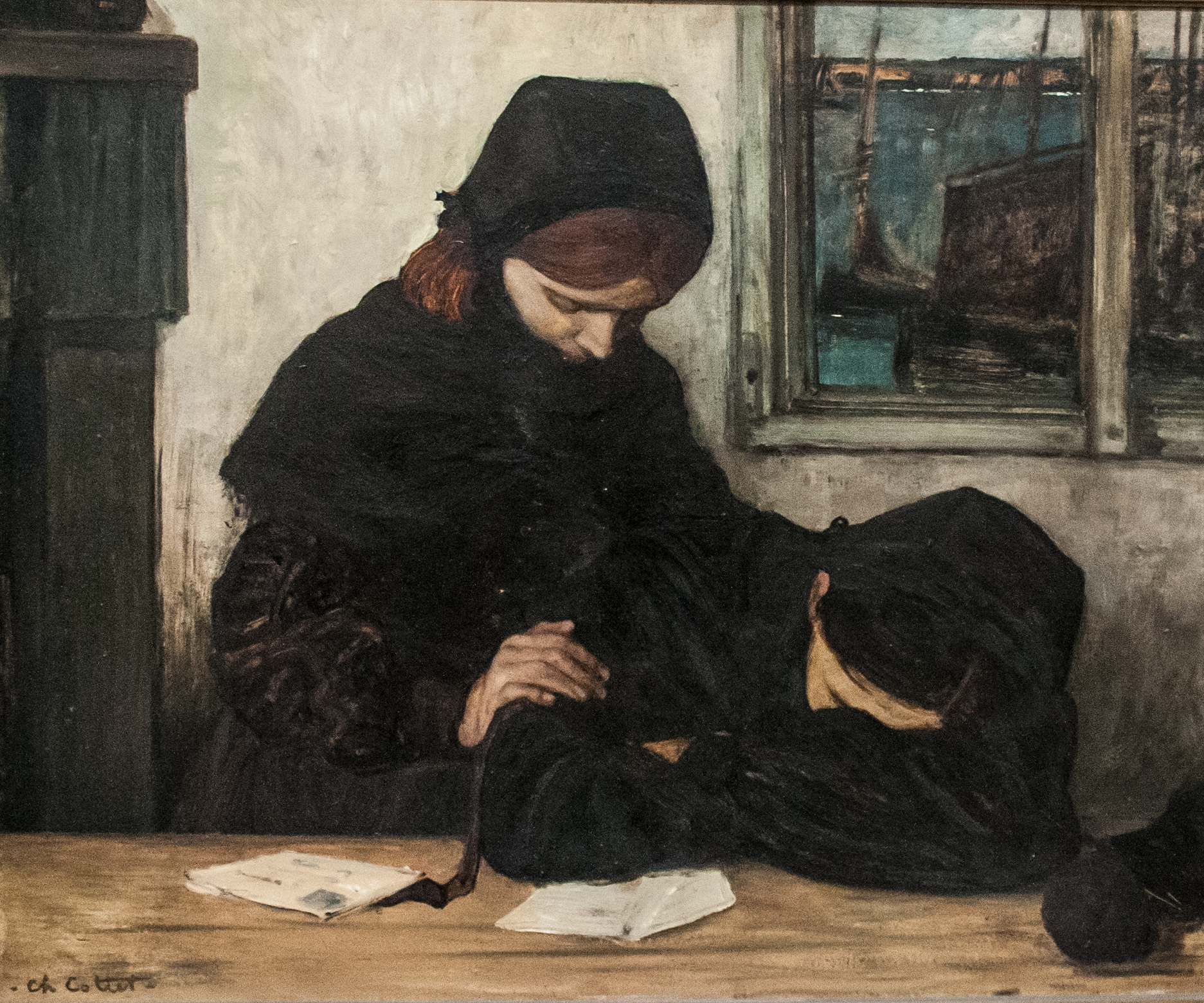
Doliu în Ouessant, de Charles Cottet, 1903
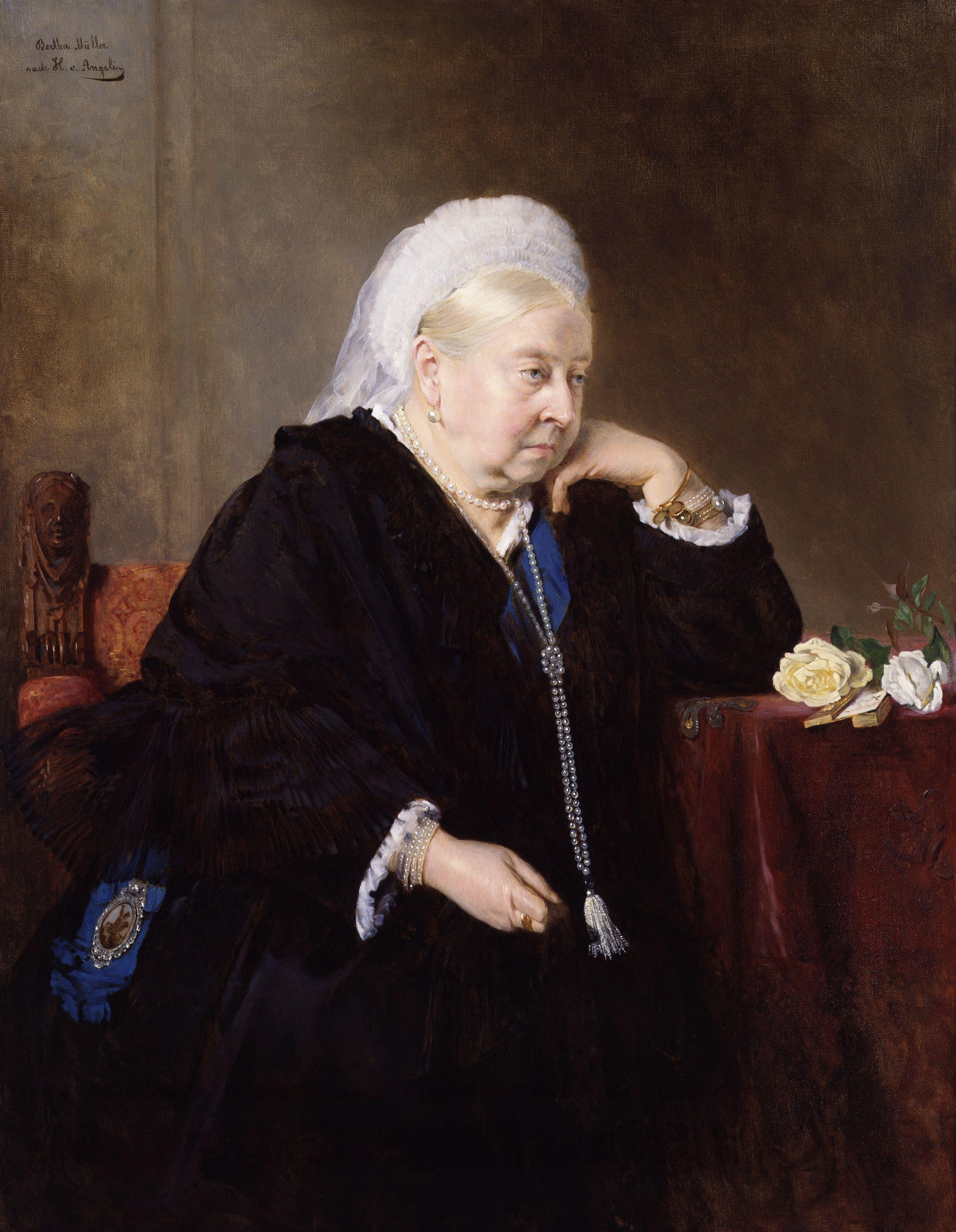
Regina Victoria a purtat negru pentru soțul ei, Prințul Albert (1899)

### Obscuritate și ghinion
În cultura populară occidentală, negrul a fost asociat de mult timp cu nenorocirea și întunericul. Este culoarea tradițională a vrăjitoriei și magiei negre.
În Cartea Apocalipsei, ultima carte din Noul Testament, cei patru călăreți ai Apocalipsei ar trebui să anunțe Apocalipsa înainte de Judecata de Apoi. Călărețul reprezentând foametea călărește un cal negru. Vampirii din literatură și filme, cum ar fi Contele Dracula din romanul lui Bram Stoker se îmbracă în negru și se putea mișca doar noaptea. În timp ce vrăjitoarele au inspirat o teamă reală în secolul al XVII-lea, în secolul XXI copiii și adulții din SUA se îmbracă precum vrăjitoarele pentru petrecerile și paradele de Halloween.
Una din cele mai cunoscute superstiții legate de culoarea neagră este credința că dacă o pisică neagră traversează în fața unei persoane îi aduce ghinion. Pentru a „preveni ghinionul”, trebuie să mergi pe alt drum sau cel puțin să scuipi de trei ori în sân ânainte să continui drumul.

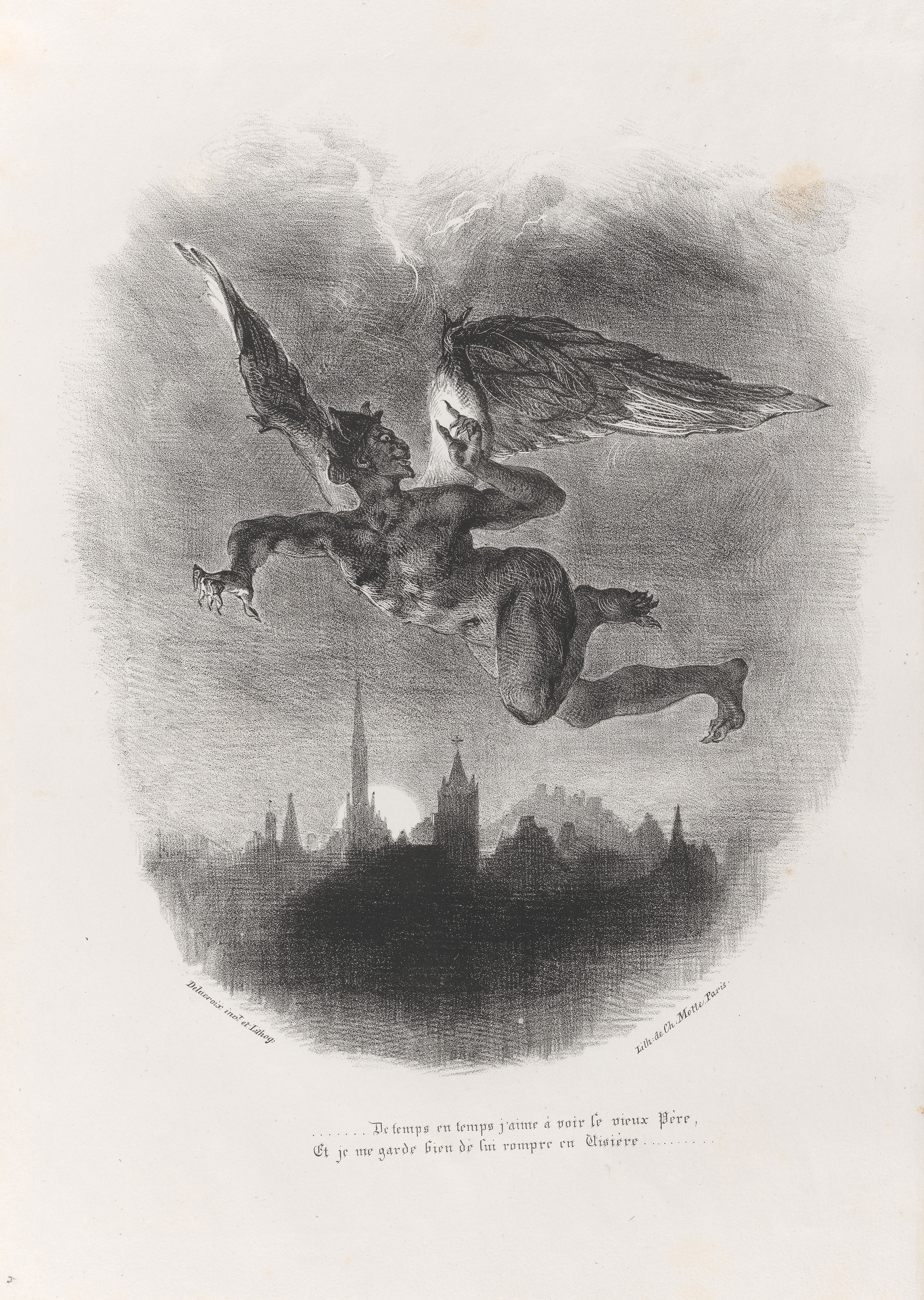
Mefistofel zburând deasupra Wittenberg, litografie de Eugène Delacroix
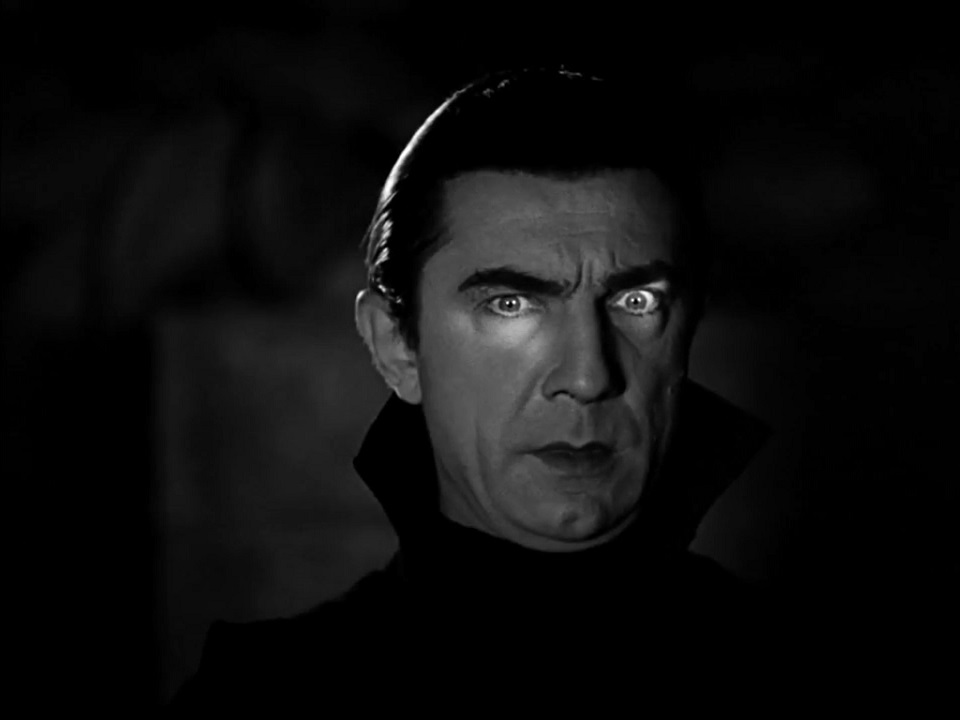
Contele Dracula în versiunea de film din 1931
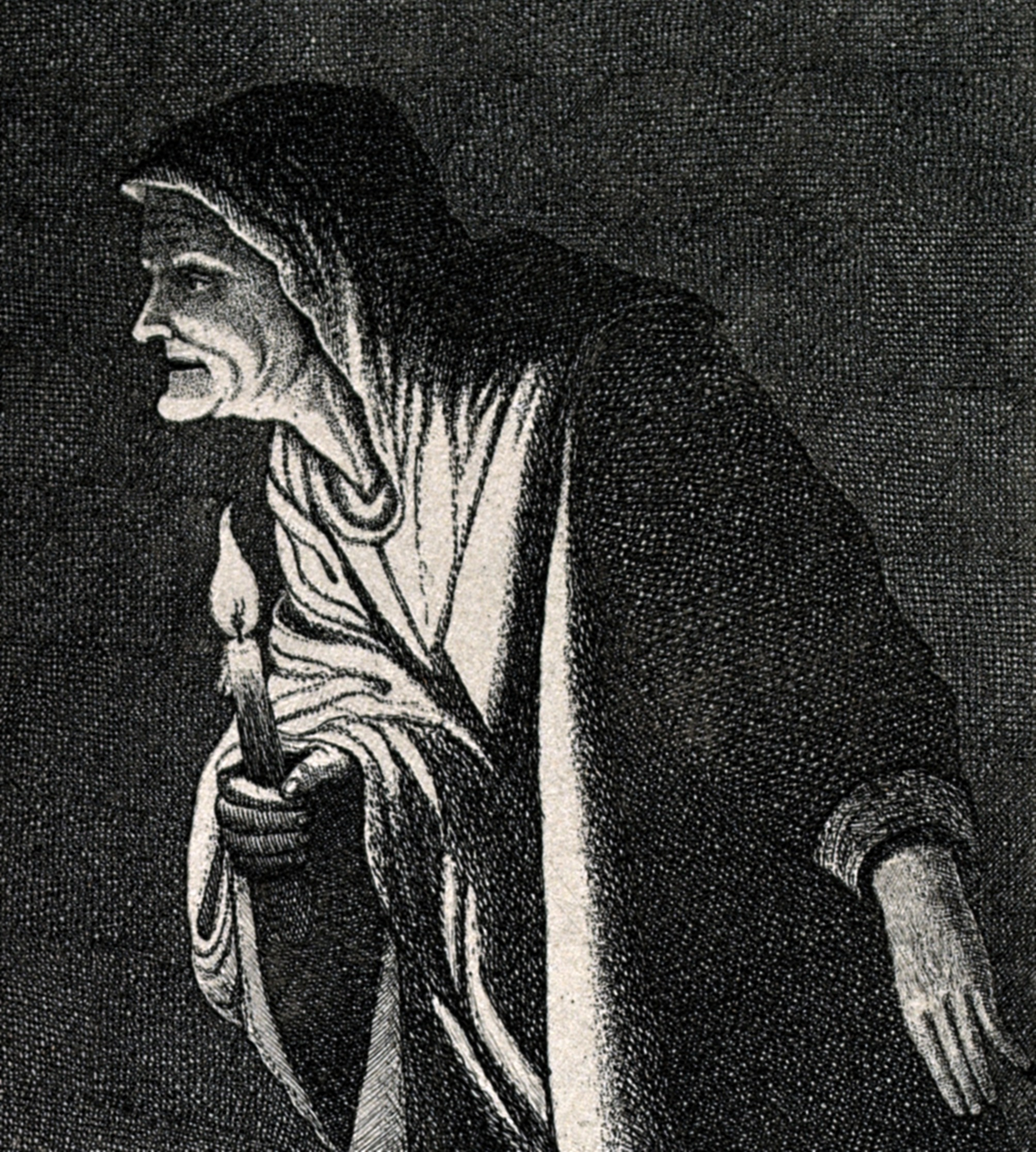
Vrăjitoarea din Endor, desen din 1805

### Putere, autoritate și solemnitate
Negrul este frecvent utilizat drept culoare a puterii, legii și autorității. În multe țări, judecătorii și magistrații poartă haine negre. Acest obicei a început în Europa în secolele al XIII-lea și al XIV-lea. Juriștii, magistrații și alți oficiali ai curții din Franța au început să poarte haine lungi negre în timpul domniei regelui Filip al IV-lea al Franței (1285–1314) și în Anglia din vremea regelui Eduard I (1271-1307). Obiceiul s-a răspândit în orașele Italiei aproximativ în aceeași perioadă, între 1300 și 1320. Hainele judecătorilor se aseamănă cu cele purtate de cler și reprezentau legea și autoritatea regelui, în timp ce cele ale clerului reprezentau legea lui Dumnezeu și autoritatea bisericii.
Până în secolul al XX-lea, majoritatea uniformelor poliției erau negre, apoi au fost în mare parte înlocuite cu un albastru mai puțin amenințător. În Statele Unite, mașinile de poliție sunt frecvent alb-negru. Unitățile de control ale revoltei din cadrul Poliției autonome basce din Spania sunt cunoscute sub numele de beltzak („negri”), după uniforma lor.
Negrul de astăzi este cea mai comună culoare pentru limuzine și mașinile oficiale guvernamentale.
Ținuta formală neagră este încă purtată în multe ocazii sau ceremonii solemne, de la absolviri la baluri. Robele de absolvire sunt copiate după robele purtate de profesorii universitari în Evul Mediu, care, la rândul lor, au fost copiate după veșmintele purtate de judecătorii și preoții care predau adesea în universitățile timpurii. Toca purtată de absolvenți este adaptată după șapca pătrată cu trei sau patru vârfuri numită berretta purtată de  profesori medievali și clerici.

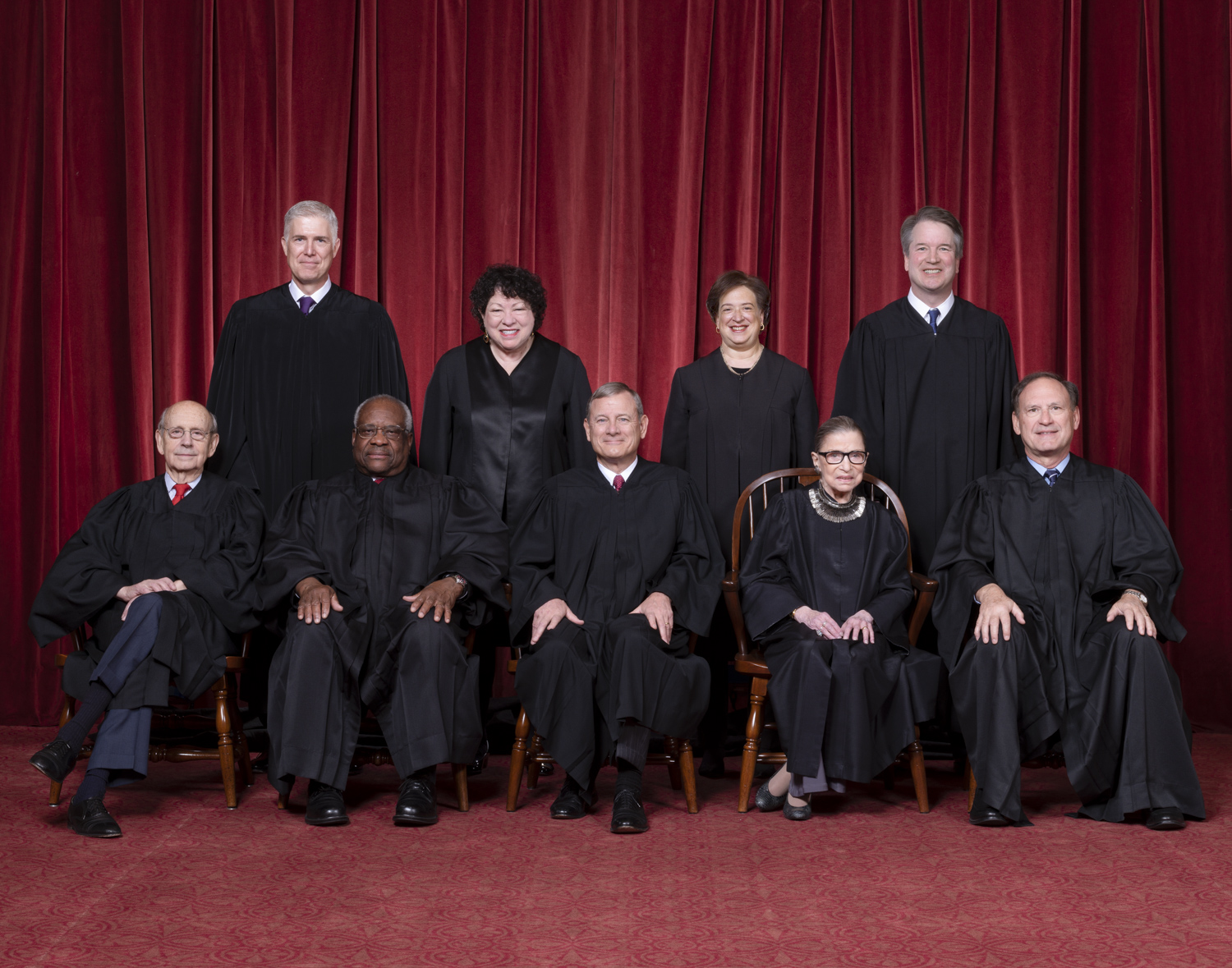
Curtea Supremă de Justiție a Statelor Unite ale Americii (2018)
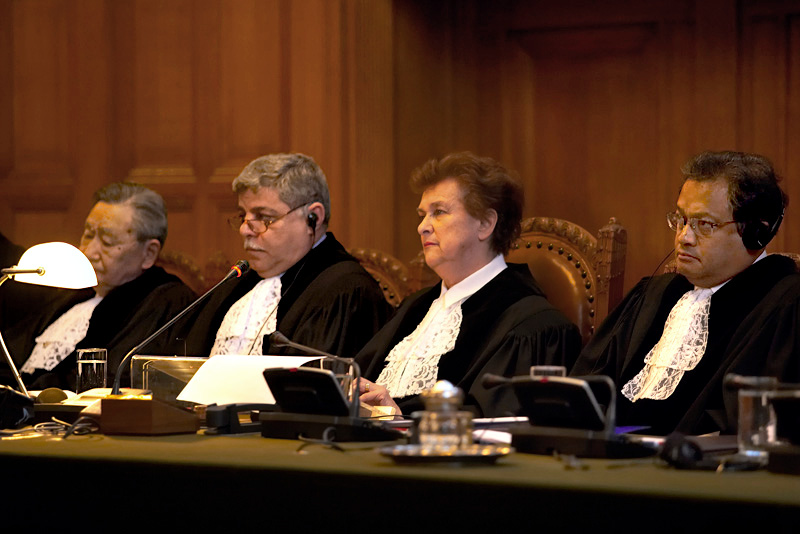
Judecători la Curtea Internațională de Justiție de la Haga
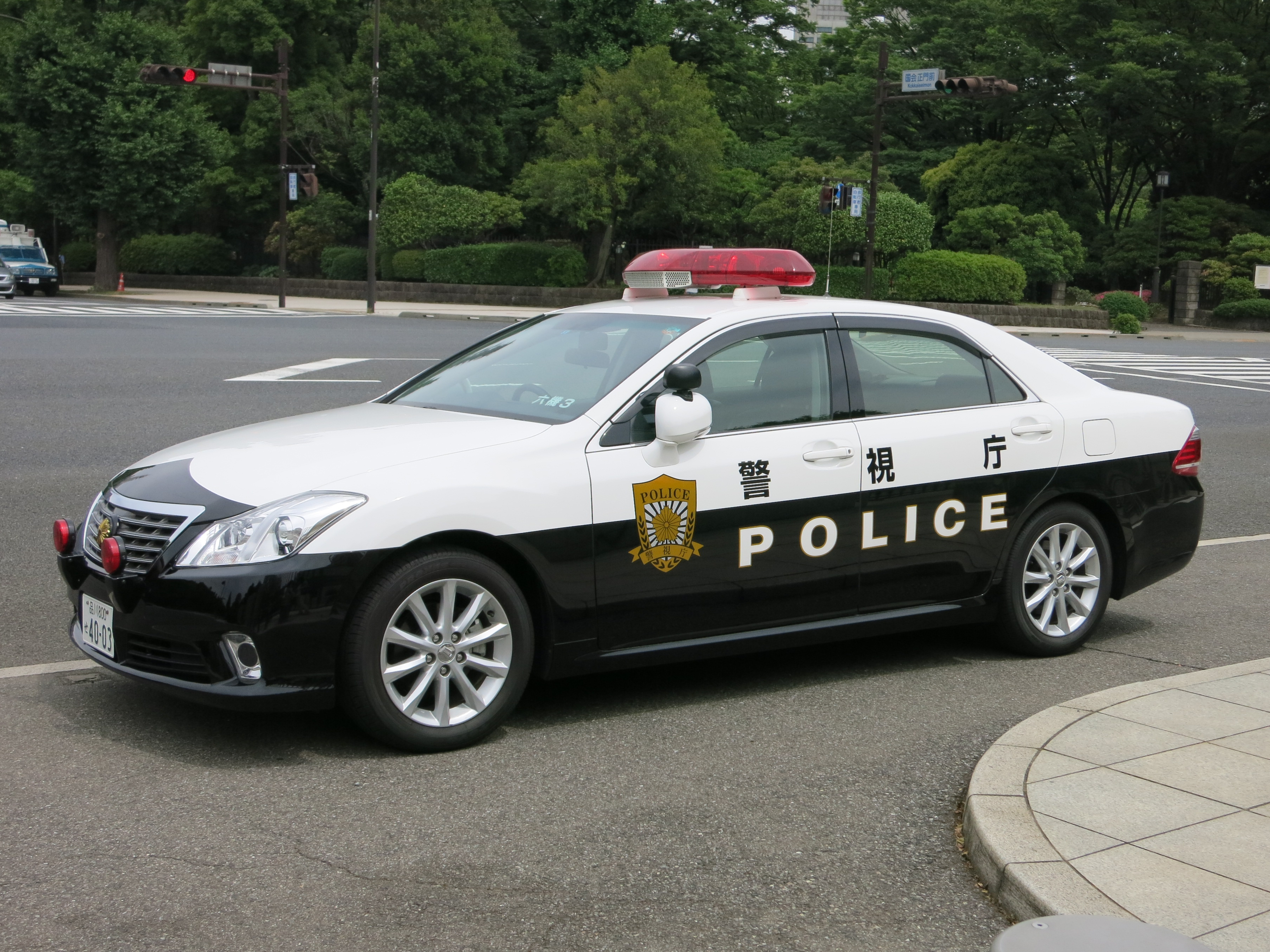
Mașină de poliție japoneză
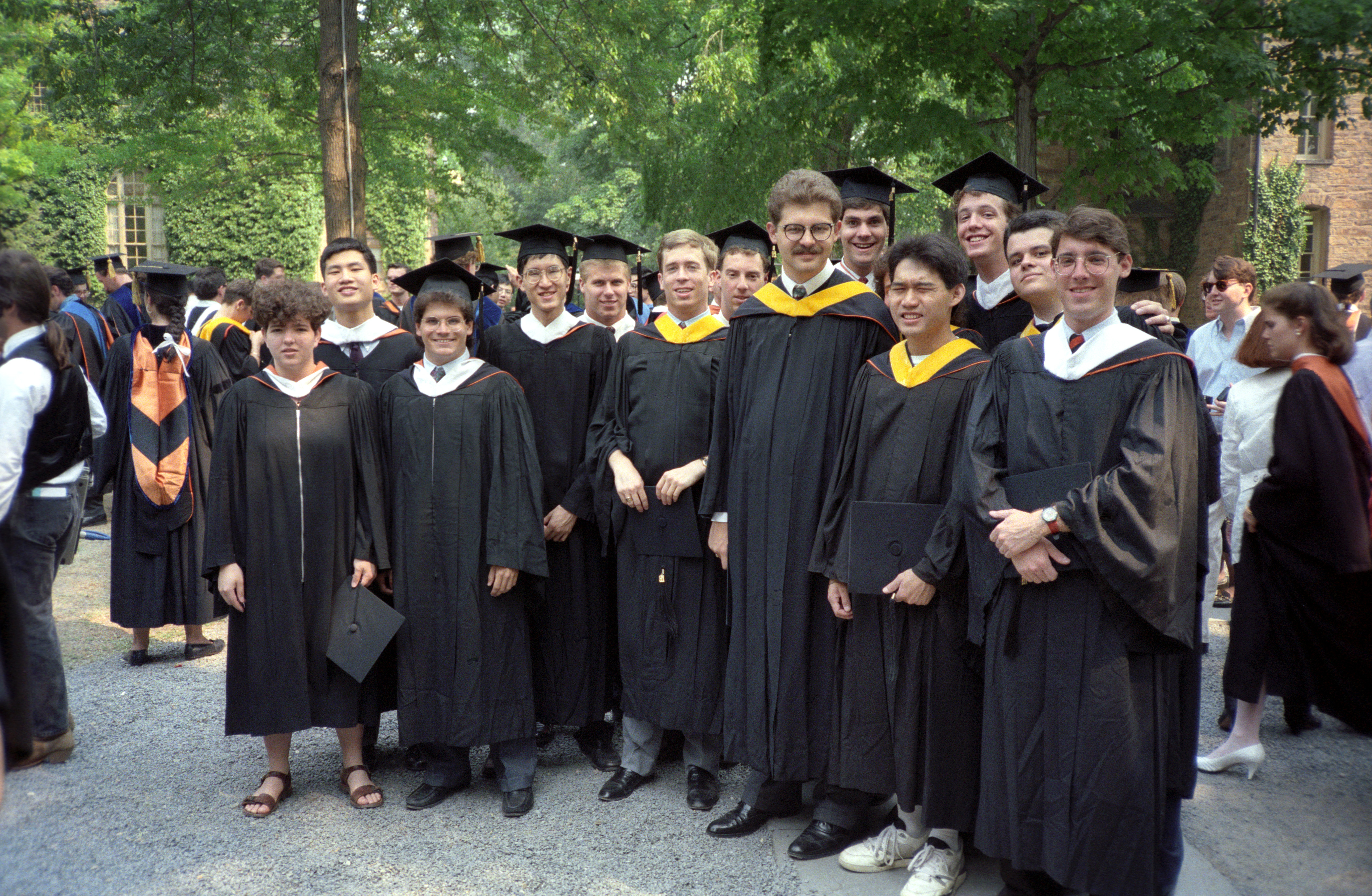
Absolvenți ai Universității Princeton

## Frazeologie

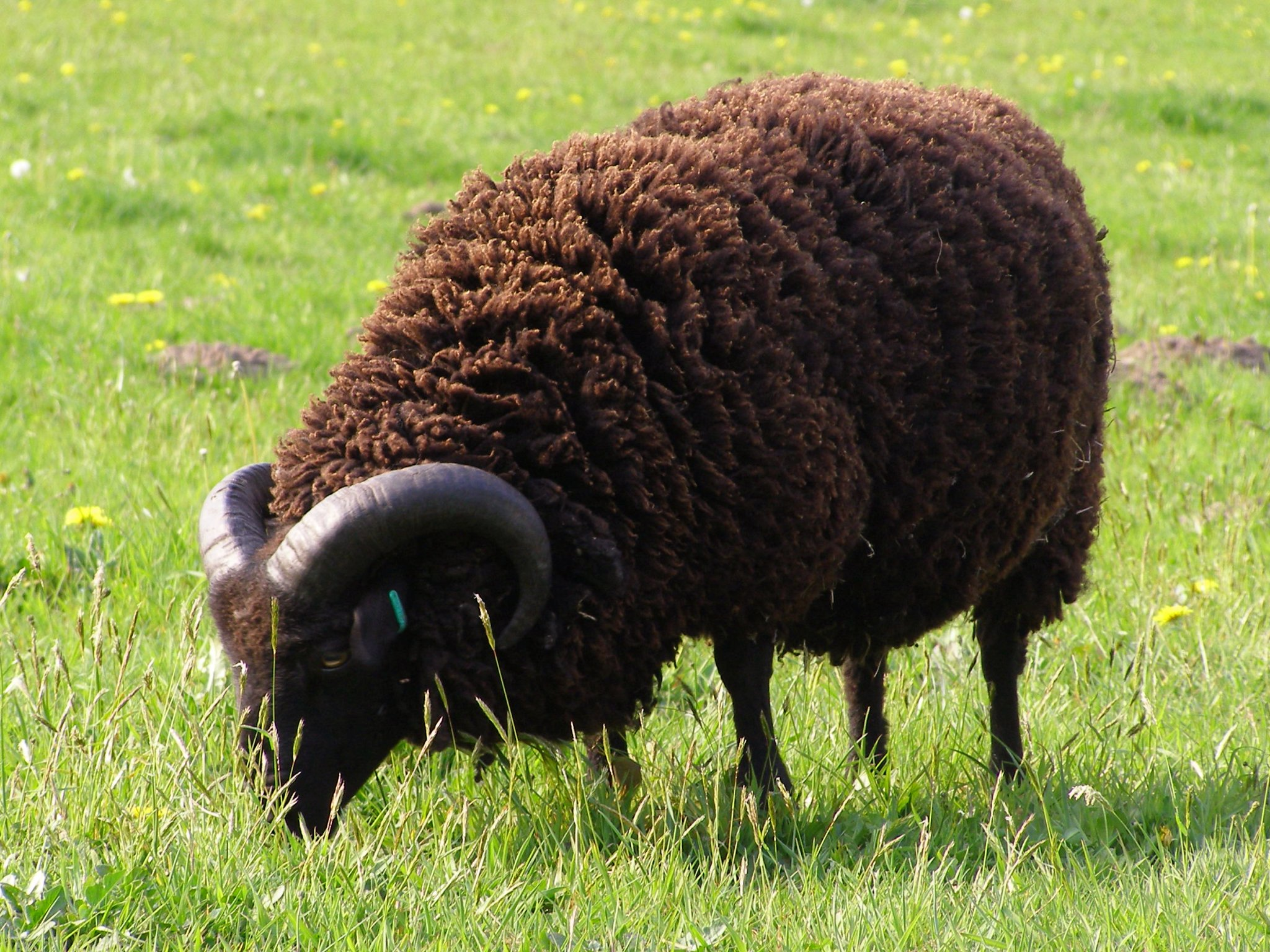
„Oaia neagră” este o expresie care descrie un membru al unui grup care este diferit de ceilalți, în special un membru al familiei care nu se integrează.

- În limba română există câteva expresii legate de cuvântul negru: „ba e albă, ba e neagră” (despre spusele cuiva care se contrazice), „nici albă, nici neagră” (nici așa, nici așa; deodată), „a deosebi albul de negru” (a distinge binele de rău), „a face din alb negru” (a denatura), „a strânge bani albi pentru zile negre” (a economisi pentru situații dificile), „negru pe alb” (în scris; sigur), „a avea inima neagră” (a fi foarte trist), „a face cuiva zile negre” (a-i amărî viața), „a vedea negru în fața ochilor” (a nu vedea bine de supărare, mânie), „a vedea totul în negru” (a fi pesimist), „nici cât negru sub unghie” (foarte puțin, aproape deloc), „a avea suflet negru”, „a fi negru în cerul gurii” (a fi rău).
- „Cutie negră”; în ciuda numelui, în aviație, cutiile au culoarea portocaliu aprins, pentru a fi cât mai vizibile, și sunt instrumente fundamentale pentru descifrarea motivelor care duc la prăbușirea unui avion.
- „Piața neagră”, „Bursa neagră”, „Preț negru”, „la negru”, preț de speculă; suprapreț; clandestin.
- „Listă neagră”, listă pe care sunt înscrise numele unor persoane împotriva cărora o organizație, un grup sau un individ urmează a întreprinde represiuni sau alte acte abuzive.
- „Oaia neagră” este o expresie care descrie un membru al unui grup care este diferit de ceilalți, în special un membru al familiei care nu se integrează. Termenul provine de la oile a căror lână este colorată în negru și nu în alb, care este mai comun; aceste oi ies în evidență în turmă, iar lâna lor valorează mai puțin, deoarece nu se vopsește. De obicei, termenului i s-au dat implicații negative, implicând rătăcirea.[57]
- „Comedie neagră” este o formă de comedie care este morbidă iar subiectul este considerat în general tabu, serios, sau dureros de discutat.
- „Aurul negru” folosit pentru a denumi petrolul. Expresie născută din asocierea între valoarea intrinsecă a acestei hidrocarburi și culoarea sa naturală.
- „Post negru”, post foarte sever, fără mâncare și băutură.
- „Magie neagră”, prin care unele persoane pretind că pot săvârși fapte miraculoase invocând spiritele și mai ales forțele demonice.